# Anticatalanismo

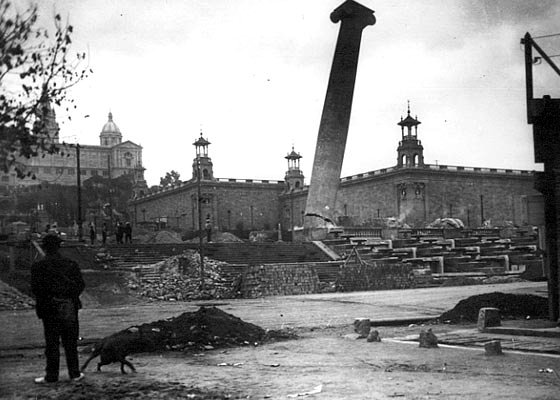
Derribo de las Cuatro Columnas, símbolo catalán, por orden de Primo de Rivera en 1928.

El anticatalanismo en sentido estricto es la oposición al catalanismo y a su programa político que propugna la existencia de una «nación catalana» diferenciada de la «nación española» (por lo que sería una manifestación del españolismo, y sus orígenes habría que situarlos a mediados del siglo XIX). El anticatalanismo también se ha definido en sentido amplio como la animadversión hacia Cataluña o hacia los catalanes, haciéndolo sinónimo del término catalanofobia, y cuyos momentos álgidos se habrían producido, según Joan B. Culla, cuando «Cataluña —se entiende, los sectores en cada momento hegemónicos de la sociedad catalana— ha pretendido preservar o mejorar su estatus dentro del Estado español». El anticatalanismo en este sentido amplio tendría un origen mucho más antiguo que el anticatalanismo en sentido estricto ya que sus orígenes se remontarían, según el historiador Antoni Simon Tarrés, a la Baja Edad Media y al Renacimiento.
Jaume Renyer ha diferenciado anticatalanismo de catalanofobia, entendiendo el primero como «un fenómeno político promovido y amparado desde el poder estatal», mientras la segunda sería «un comportamiento xenófobo, individual o colectivo, contra personas de origen catalán que se puede manifestar en cualquiera de los ámbitos de la vida social». Por su parte Francesc Ferrer i Gironés los considera sinónimos —él prefiere utilizar el término catalanofobia y así titula su libro: Catalanofòbia. El pensament anticatalà a través de la història—.
Joan B. Culla ha señalado dos subtemas principales en la retórica anticatalanista: el económico («Cataluña ha sido el hereu de la pobre España», «si las provincias catalanas han medrado ha sido a costa del resto del país», «después de todo, viven de nuestro sudor y de nuestra sangre»), que en ocasiones ha ido acompañado de campañas de boicot a los productos catalanes; y el lingüístico («¿vamos a consentir que en aquellas regiones furibundamente autonómicas salgan niños de la escuela sin apenas saber hablar castellano?»", se preguntaban los maestros nacionales de la comarca de Alcañiz a finales de 1918).

## Baja Edad Media y Edad Moderna
El historiador catalán Antoni Simon Tarrés ha propuesto diferenciar cuatro fases en el desarrollo del sentimiento anticatalán desde finales del XIII hasta el siglo XVIII:

### 1. Desde finales delsigloXIIIhasta fines delsigloXV
Según Simon Tarrés, en este período «el anticatalanismo castellano... sólo se encuentra en un estado latente o larvado. La formulación de una idea imperial castellana sobre el ámbito hispánico por cronistas como Rodrigo Ximénez de Rada primero o después por los conversos Pablo de Santamaría y Alfonso de Cartagena no entraría en confrontación con las elaboraciones histórico-legendarias catalanas [de los Bernat Desclot, Ramon Muntaner o Jaume Marquilles, entre otros] por el aislamiento de ambas tradiciones culturales».
Más bien en esta fase hay que buscar las expresiones de un sentimiento anticatalán en Italia y en Aragón. En la primera Simon Tarrés menciona a Dante Alighieri, Giovanni Boccaccio, Francesco Petrarca, Luigi Alamanni, Pietro Aretino y Serafino dell'Aquila, en cuyas obras se pueden encontrar reflejos de esa animadversión hacia los catalanes, a menudo identificados como españoles. «Es un sentimiento anticatalán más cultural-lingüístico que político-territorial», como se puso de manifiesto en las protestas por la elección en 1455 de Alfons de Borja como Papa Calixto III, por ser barbaro e catalano. Este sentimiento anticatalán también se extendió por el Mediterráneo oriental con las expediciones de los almogávares, que influyeron decisivamente en el temor y rechazo que adquirieron en dicha zona, que hicieron famosa la imprecación o insulto «¡venganza catalana te alcance!».
En cuanto al reino de Aragón Simon Tarrés cita al cronista y monje cisterciense Gauberte Fabricio de Vagad que en su Crónica de Aragón (1499) se mostrará «como un celoso patriota aragonés, pero también como un acérrimo detractor de castellanos y catalanes».

### 2. Desde finales delsigloXVhasta finales delsigloXVI

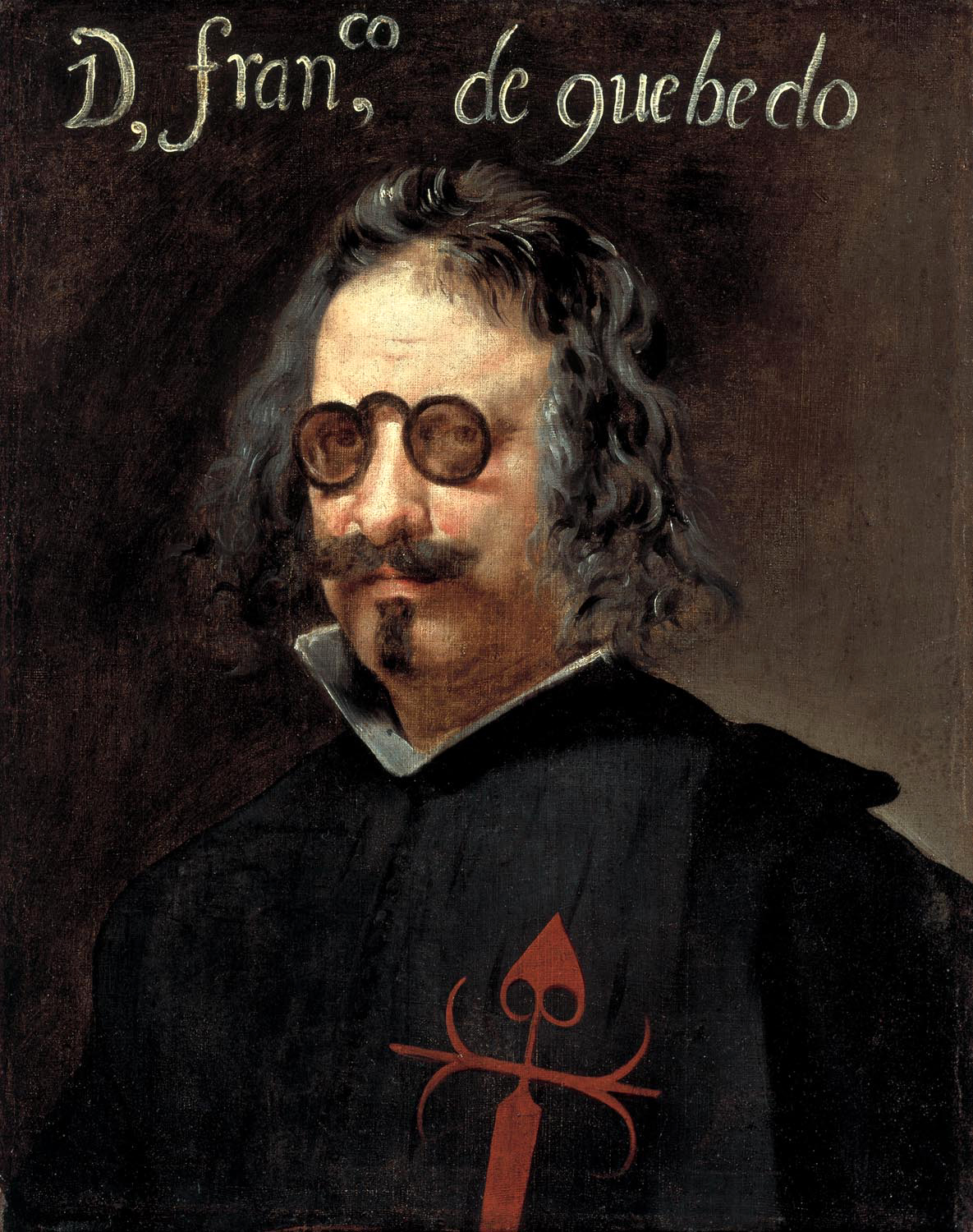
Retrato de Francisco de Quevedo quien en El Buscón escribió: «el catalán es la criatura más triste y miserable que Dios crio» y que «los catalanes son el ladrón de tres manos». También justificó la política del Conde-Duque de Olivares en Cataluña: «Toleró en Barcelona el Conde-Duque el demasiado orgullo de los catalanes».

Según Antoni Simon Tarrés, en esta fase, en la que se produce el nacimiento de la Monarquía Hispánica por la unión dinástica de la Corona de Castilla con la Corona de Aragón, se desarrolla «un anticatalanismo por omisión y por menoscabo de la lengua, de la historia, de las leyes y de las costumbres propias, las cuales quedarían desdibujadas e incluso sepultadas por la concepción española hegemonista castellana». Así lo denunció Cristóbal Despuig en Els Col·loquis de la insigne ciutat de Tortosa (1557): «y és que volen ser tan absoluts y tenen les coses pròpies en tant y les estranyes en tant poch, que par són ells venguts a soles del cel y que lo resto dels hòmens és lo que és eixit de la terra» ('y es que quieren ser tan absolutos y tienen las cosas propias en tanto y las extrañas en tanto poco, que solo ellos son venidos del cielo y que el resto de los hombres es lo que es salido de la tierra'). Despuig también defendió el catalán porque «si lleva de rael de la pàtria [Cataluña] pareixeria ser per los castellans conquistada» ('si lleva de raíz de la patria parecería ser por los castellanos conquistada'). En 1560 la Inquisición emitía una disposición por la que se dictaba que en todas sus dependencias «se ha guardar una misma forma y orden de proceder, y en los negocios de la fe todo se procede en lengua castellana».
Simon Tarrés, advierte también que «aquí ya encontramos un anticatalanismo más político institucional, dirigido especialmente hacia los naturales de Cataluña». Cita como ejemplo el caso de Lluís de Requesens que le escribió a su madre, Estefanía de Requesens, que en la corte tuvo que defender el buen nombre de Cataluña frente a las acometidas de otros pajes que hablaban mal de ella. Por otro lado otros autores han destacado que a principios del siglo XVI, al rey Fernando el Católico los nobles más poderosos de Castilla le llamaban «viejo catalanote», y que tras morir su esposa Isabel I fue visto como un intruso.

### 3. Desde finales delsigloXVIhasta la crisis de 1640
Según Antoni Simon Tarrés, durante esta etapa se produjo una intensificación de la animadversión hacia Cataluña, especialmente en la corte de la Monarquía (fijada desde 1565 en Madrid). El motivo fue la resistencia de las instituciones catalanas a los proyectos unificadores del valido conde-duque de Olivares, y que desembocará en la sublevación de Cataluña de 1640. Francisco de Quevedo, al servicio del Conde-Duque, no dudó en escribir que «son los catalanes aborto monstruoso de la política», «el catalán es la criatura más triste y miserable que Dios crio» y «son las viruelas de sus reyes», además de resaltar su «facinerosa condición» y su «hipocresía patrimonial». Un año antes de la rebelión de 1640, Miquel Joan Magarola, regente durante muchos años del Consejo de Aragón, manifestaba al virrey de Cataluña conde de Santa Coloma que la falta de socorros que padecían las tropas del Rosellón se debía a la animadversión de los círculos cortesanos hacia los catalanes: «es vergüenza como se tratan a los catalanes». Simon Tarrés advierte, por otro lado, que este sentimiento anticatalán «parece que había traspasado las paredes de los palacios de la corte y se había extendido entre la gente del pueblo». Un catalán residente en Madrid le confesaba a un oficial de la administración virreinal que los catalanes estaban atemorizados y que no se atrevían a salir a la calle «temiendo nos apedreen los muchachos si huelen lo que somos».
En 1636 el canónigo de Tortosa Alexandre Domènec de Ros, con el seudónimo de Juan Gómez Adrín, escribió el Memorial en defensa de la lengua castellana para que se predique en Cataluña dirigido al arzobispo de Tarragona en el que defendía que «no se debía predicar en Cataluña sino en la lengua común de la Nación, que es la castellana», argumentando que «el idioma común de la Monarquía de España, la lengua española, substancialmente es una en toda España, aunque tiene diferencias accidentales en diversas Provincias». Le respondió el canónigo de Lérida Dídac Cisteller con argumentos teológicos y afirmando que el castellano era una lengua desconocida por los catalanes.

### 4. Desde la crisis de 1640 hasta elsigloXVIII
Esta cuarta fase, iniciada con la sublevación de Cataluña en 1640 y la guerra dels Segadors (1640-1652), se caracterizaría por la agudización del sentimiento anticatalán y por su extensión a todo el «cuerpo social castellano», pasando a «tener nítidamente una dimensión nacional-territorial y por proyectarse muy especialmente hacia el Principado». «Para las clases dirigentes castellanas el proceso de separación de Cataluña de la monarquía española abrió un abismo de despecho y desconfianza hacia los catalanes que nunca pudo cerrarse», ha afirmado Antoni Simon Tarrés. Así, «se irá consolidando la imagen de los catalanes como un pueblo desleal, enemigo, ingobernable, que había traicionado el proyecto común de nación española, y que no tenía más solución que la sujeción por la fuerza de las armas». En un Manfiesto manuscrito anónimo que circuló por aquellos años se decía: «De todas salen siempre yngratos, nunca seguros; si los sobrellevan, se atreven mas; si los esperan, se desenfrenan; si los perdonan, se asentan; si los aprietan, se ostigan; de suerte que no ay camino por donde dejándoles en su libertad no sean peores. Y an de neccessitar a la magestad de el mas benigno monarca, a que después de tantos siglos de predecesor en predecesor, ponga oy en este Principado, ley, yugo y justícia».

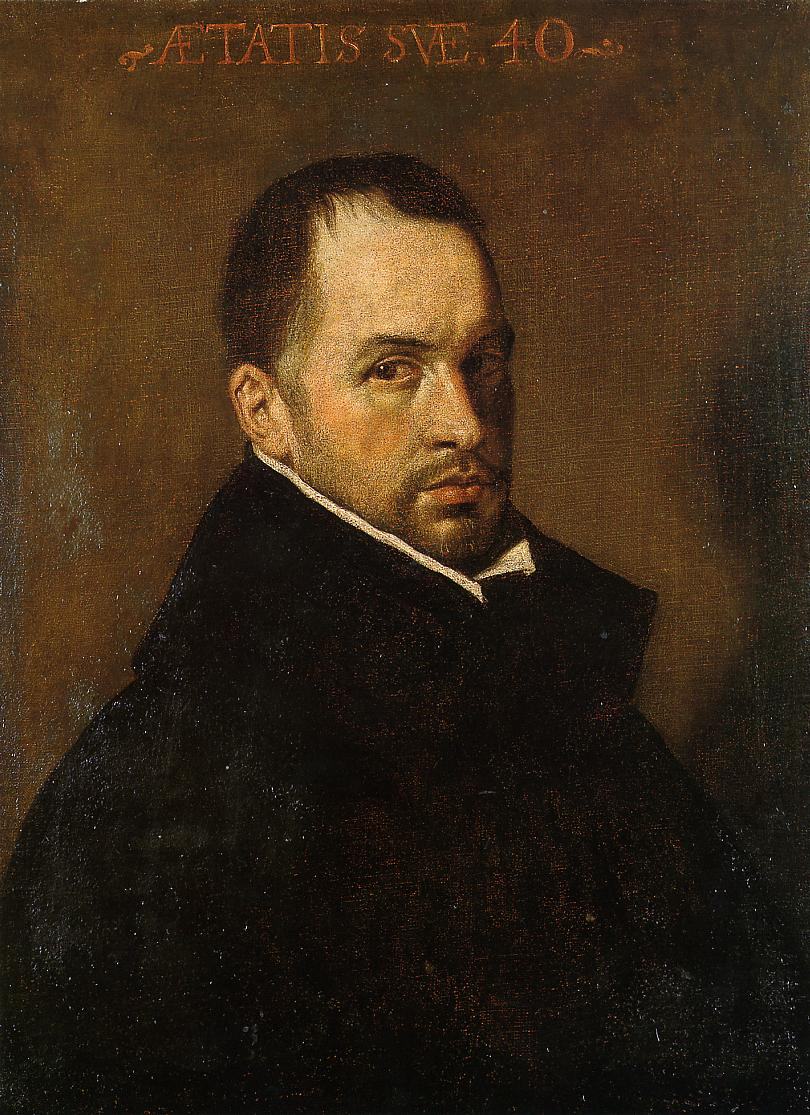
Supuesto retrato de Francisco de Rioja, por Velázquez (1622). Rioja es el autor de Aristarco, o censura de la proclamación católica de Cataluña, obra publicada hacia 1640 en la que compara a los catalanes con los judíos llamándolos «marranos».

Poco después de iniciada la sublevación de 1640 se publicó una obra en la que no constaba el autor titulada Aristarco, o censura de la proclamación católica de Cataluña. Estaba escrita por Francisco de Rioja, confidente y amigo íntimo del Conde-Duque de Olivares a quien le servía como su bibliotecario privado, y era una respuesta a la Proclamación católica de Gaspar Sala y Berart dirigida al rey Felipe IV en la que éste explicaba el miedo de los catalanes a perder sus Constituciones y defendía el pactismo que siempre había caracterizado las relaciones entre los catalanes y su soberano. En Aristarco Rioja comparó a los catalanes con los judíos llamándolos «marranos», los calificó como «protervos i duros», y contrapuso «la adoración de Castilla» a su rey con «la injuria de Cataluña», «donde la maior Religión es la maior desobediencia, i la maior gloria es la injuria del Príncipe». Tras afirmar que «los catalanes no son vasallos pactados», ni sus Constituciones están por encima del rey, justificó la actuación del monarca («cuando se vé amenaçando ruina, puede el Rei sin dispensación y sin culpa no guardar privilegios, ni estar al juramento de ellos en caso de necesidad») y de su ejército («I si en las inmensas injurias que recibieron de los Catalanes, obraron ellos con indignación, no es culpa suia; porque las injurias mas las comete quien las ocasiona, que quien las haze»).
Durante la guerra de sucesión española, en la que el Principado de Cataluña se puso del lado del archiduque Carlos de Austria, en Castilla se acentuó aún más el anticatalanismo, así como el anticastellanismo del lado catalán. El militar y cronista partidario de Felipe V Vicente Bacallar explicaba la defensa de la causa «felipista» por el pueblo castellano diciendo que «no se puede negar que sostuvo mucho el ánimo de los castellanos la natural vanidad de no ser conquistados de aragoneses y catalanes, y ultrajados de los portugueses, a los cuales despreciaban y aborrecían». Por su parte el capitán general marqués de Castel Rodrigo afirmó que sólo con la medicina de las armas y de la fuerza se podía «sino limpiar enteramente su sangre de la malignidad que le infecta, a lo menos irla purgando; de modo que con el curso del tiempo y con la aplicación continua de eficaces remedios, quede esperanza de salud... porque el mal humor de estos naturales, podrá si contenerse con las armas, pero no mudar nunca con la sola fuerza de ellas». Hasta los catalanes felipistas continuaron siendo sospechosos. El marqués de Castel Rodrigo al ser nombrado capitán general de Cataluña recibió la siguiente instrucción: «Y siendo la nacion Cathalana de tan mala calidad, que aun con los mejores que de ella se han mostrado mas finos conviene tener el mayor cuidado, sin darles manejo en su pròpio País». Prevenciones que había que extremar con los catalanes que servían en el ejército: «Porque estos aun que sean buenos y se tenga experiencia de su fidelidad, sin embargo es tan grande i ciego su amor a la patria, y a los fueros de ella, que tratándose de ellos pudiera peligrar aun el celo constante que hasta ahora han manifestado los buenos al real servicio, y para desviarlos de este riesgo conviniera emplearlos en otras partes fuera de la Provincia». Y como esto no bastaba había que liquidar sus señas de identidad. Así lo manifestaron los miembros del Consejo de Castilla en 1715:

Borrándoles de la memoria a los catalanes todo aquello que pueda conformarse con sus antiguas abolidas constituciones, ussáticos, fueros y costumbres.

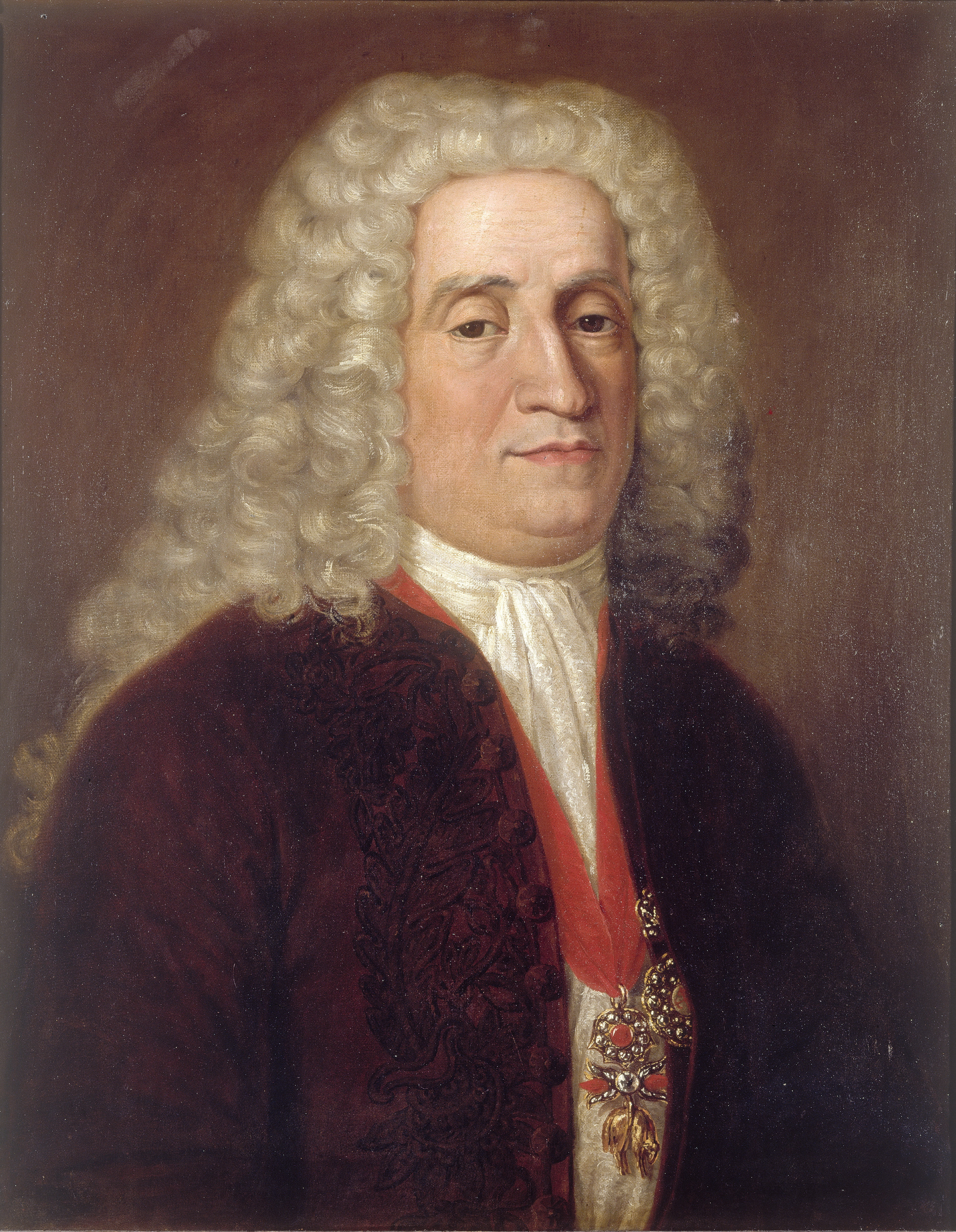
El intendente José Patiño, fue uno de los dos principales redactores del Decreto de Nueva Planta de Cataluña, promulgado el 16 de enero de 1716. Sobre los catalanes escribió: «Son apasionados a su patria, con tal exceso que les hace trastornar el uso de la razón, y solamente hablan su lengua nativa».

El intendente José Patiño, uno de los dos redactores principales del Decreto de Nueva Planta de Cataluña junto con el jurista catalán y felipista Francesc Ametller, justificó el Decreto así:

El genio de los naturales es amante de la libertad, aficionadísimo a todo género de armas, prontos en la cólera, rijosos y vengativos, y que siempre se debe recelar de ellos. [...] La despótica libertad que tenían les hacía inobedientes a los preceptos del Rey de la Justicia. [...]  Son apasionados a su patria, con tal exceso que les hace trastornar el uso de la razón, y solamente hablan su lengua nativa.

Varias décadas más tarde, en 1752, el jesuita Pedro Murillo emitía un juicio similar: «cuando [los catalanes] se imaginan agraviados: son difíciles de deponer su rencor, amantes en demasía de la libertad, más confiados en sí mismos de lo que debieran». A finales del siglo XVIII Pascual Ramón Gutiérrez de la Hacera en su libro Descripción general de Europa y particular de sus Estados y Cortes (1791) insistía en lo mismo: «Aman su patria, fueros y libertad; pero no se privan de salir de aquella, y son animosos y obstinados por ésta».
En cuanto a lengua el Decreto de Nueva Planta se limitó a establecer que las causas de la Real Audiencia se resolvieran en castellano, pero solo unos días después de su promulgación se encargó al fiscal del Consejo de Castilla José Rodrigo y Villalpando la elaboración de un documento con las instrucciones secretas que había que dar a los corregidores para la introducción del castellano en Cataluña. En el documento Villalpando reconoció que era difícil imponer el castellano «quando el genio de la Nación como el de los Catalanes es tenaz, altivo, y amante de las cosas de su País», por lo que recomendaba que se dieran «sobre esto instrucciones y providencias mui templadas y disimuladas, de manera que se consiga el efecto sin que se note el cuidado».

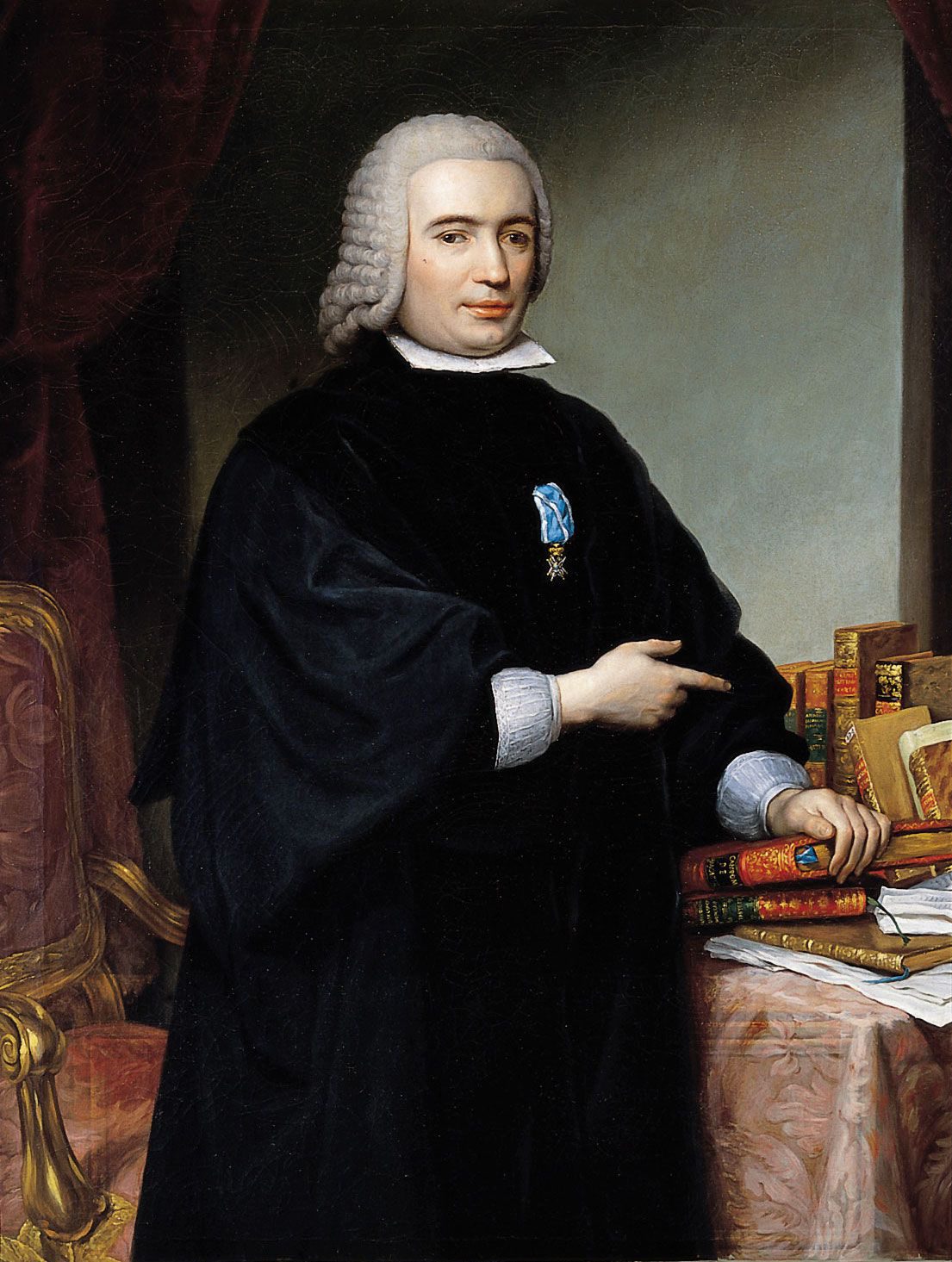
Retrato de Pedro Rodríguez de Campomanes, fiscal del Consejo de Castilla, redactor de la Real Cédula de Carlos III por la que el rey mandaba «que la enseñanza de primeras Letras, Latinidad, y Retórica se haga en lengua Castellana generalmente, donde quiera que no se practique».

El 1760 los representantes de las tres capitales de la antigua Corona de Aragón presentaron al rey Carlos III un memorial de agravios en el que también formulaban una queja por la lengua. Pedían que los jueces conocieran la «lengua particular» de Cataluña, Valencia y Mallorca porque allí «los procesos y las escrituras de los siglos pasados están en su lengua vulgar, que al cabo del tiempo entienden medianamente los castellanos, pero jamás todas su palabras y menos la energía de muchas, cuya inteligencia depende de la justa decisión de los pleitos». También demandaban que los obispos de Cataluña, Valencia y Mallorca hubieran nacido o se hubieran criado allí, porque «en ellos se habla una lengua particular, y aunque en las ciudades y villas principales muchos entienden y hablan la castellana, con todo los labradores ni saben hablarla ni la entienden. [...] ¿Y han de ser los laboradores catalanes y valencianos de peor condición que los indios, habiéndose dado a aquellos reinos hasta los curatos a los que no entienden su lengua».
Ocho años después, en 1768, Carlos III aprobaba una Real Cédula, redactada por el fiscal del Consejo de Castilla Pedro Rodríguez Campomanes, por la que el rey mandaba «que la enseñanza de primeras Letras, Latinidad, y Retórica se haga en lengua Castellana generalmente, donde quiera que no se practique, cuidando de su cumplimiento las Audiencias y Justicias respectivas, recomendándose también por el mi Consejo á los Diocesanos, Universidades, y Superiores Regulares para su exacta observancia, y diligencia en extender el idioma general de la Nación para su mayor armonía y enlace recíproco». Campomanes argumentaba que «la mejor unión de todas las Provincias de la Monarquía es un punto esencial sobre que debe trabajar todo Gobierno, para que despuesto todo espíritu provincial se subrogue el laudable de Patria o Nación». En aplicación de la Real Cédula, el Consejo de Castilla denegaba en 1773 el permiso para editar libros de catecismos y de otras materias en catalán, «entendiéndose la impresión solamente en Castellano y Latín, pero no en Cathalán». Cuando años después el arzobispo de Tarragona Francisco Armañá solicitó permiso para imprimir un catecismo que había escrito en catalán desde Madrid se le dijo que solo se autorizaría si se imprimía «en los idiomas [castellano y catalán] en el mismo librito».

## SiglosXIXyXX

### Reinado de Isabel II (1833-1868)
La huelga general de 1855 de Cataluña, la primera huelga general de la historia de España, generó una campaña anticatalana en la prensa de Madrid. El diario conservador El Occidente pidió que se enviara a Cataluña «un general de carácter y de energía suficientes» para «sujetar a los díscolos, castigar a los rebeldes, tratar en fin, al Principado un poco a lo Felipe V». El Diario Español recomendó al general Baldomero Espartero, entonces al frente del gobierno, que repitiera el bombardeo al que sometió a Barcelona en 1842. El diario Las Novedades decía que había catalanes «dominados por un egoísmo provincial, [que] si permanecen unidos a nosotros y no se declaran en abierta rebelión, es porque conocen su impotencia para existir como nación independiente». El también conservador El Parlamento afirmó que Cataluña «es a la vez que una de las fuerzas de nuestra monarquía, una de la causas de nuestra debilidad en tiempo de paz» y que se cree ser independiente por «sus recuerdos históricos, su idioma popular, su legislación civil diferente de la del resto de la península y aun la moneda que allí ha tenido curso hasta ahora». Como respuesta proponía no alabarla ya que «los pueblos tratados siempre con especial blandura y con halagos con demasiada frecuencia lo interpretan como concesiones del miedo» y hacer patente cada día que Cataluña es el país «que más fruto saca de la sociedad española». «Rico aquel país por su trabajo, rico también hasta por las consecuencias de su carácter turbulento, ha visto casi siempre concentrarse en provecho suyo exclusivistamente los impuestos con que contribuye, y no pocas veces han ido a fecundar sus fuerzas productivas los tesoros de las demás provincias, cuyos impuestos se gastaban en parte en el Principado». La campaña fue contestada por Joan Mañé i Flaquer en una serie de artículos publicados en Le Messager du Midi (en Cataluña no los pudo publicar por la vigencia del estado de excepción): «Desgraciadamente el poder central, receloso sin duda de nuestra prosperidad, nos amenaza con establecer un código civil uniforme... Vemos como la pérdida de nuestras libertades ha influido poco en nuestra prosperidad material, gracias a nuestras leyes civiles, las únicas que se han salvado de nuestras antiguas instituciones. El carácter de la raza catalana se distingue por su marcada personalidad y una necesidad de independencia individual llevada al extremo».
Otra cuestión controvertida fue el debate proteccionismo-librecambismo que la prensa de Madrid bautizó con la expresión «cuestión catalana». Ya en 1853 Juan Güell había defendido el proteccionismo (que beneficiaba especialmente a la industria catalana) en su libro Comercio de Cataluña frente a la hostilidad que se había ido extendiendo fuera de Cataluña, y especialmente en Madrid, donde, según Güell, «no pocos ven en el industrial una ave rapiña, un lobo hambriento que devora la substancia de todos los españoles». Dos años después se sumaba a su defensa Juan Illas Vidal en su obra Cataluña en España. En 1861 la entidad librecambista Asociación para la Reforma de los Aranceles denunciaba «el exclusivismo egoísta de Cataluña», a lo que Güell contestó que «Cataluña, a pesar de la ingratitud de su suelo y en fuerza de su trabajo, contribuye en mayor proporción que las demás a cubrir el presupuesto de ingresos y no tiene probablemente la mitad de los empleados que le corresponden».
El valenciano Antonio Guerola y Peyrolón, gobernador civil de Barcelona en 1864 cuando gobernaba el Partido Moderado, comentó en sus memorias que «los catalanes... por los recuerdos de su poder como nación independiente y guerrera, cuyas hazañas asombraron a toda Europa, tienen infiltrado un espíritu de altiva independencia que se revela en todos: en las clases pobres por las insurrecciones y motines, y en las medias y elevadas por cierto alejamiento de la Corte y tendencia a vivir de sus propios recursos».

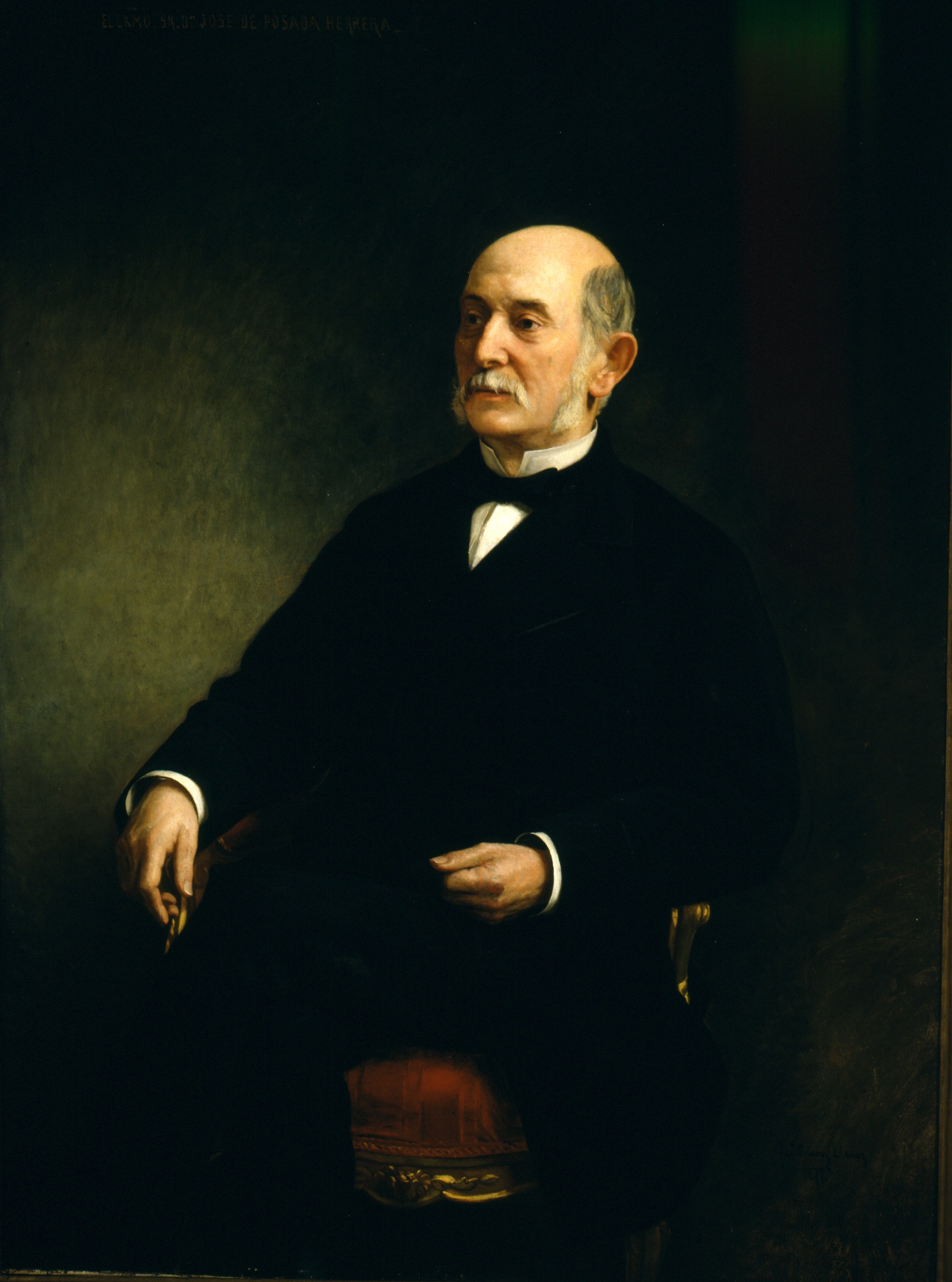
José Posada Herrera, ministro de la Gobernación en 1866, se opuso la proposición de ley de compañero de partido (Unión Liberal) Manuel Duran y Bas que pretendía establecer una amplia descentralización administrativa por considerarla «enemiga de la libertad».

En marzo de 1866 siete diputados catalanes encabezados por Manuel Duran y Bas, de la Unión Liberal (cuyo líder el general O'Donnell presidía el gobierno en ese momento), presentaron en el Congreso de los Diputados una proposición de ley en la que proponían el establecimiento de una amplia descentralización administrativa, que implicaba la cesión de competencias en varias materias desde el gobierno central a las provincias, agrupadas en una nueva división territorial, argumentando que no querían que «en nombre de la unidad se nos imponga la uniformidad». Le respondió el ministro de la Gobernación José Posada Herrera, del mismo partido que Duran y Bas, oponiéndose a lo que él llamó «excentralización» al considerarla «enemiga de la libertad» porque daría paso a «la creación de esas tiranías locales tan horribles», añadiendo a continuación: «Los hombres todos que pertenecen a una nación, o que están bajo el régimen de un solo Gobierno, ¿han de ser gobernados y regidos por una misma ley?... Pues entendida la unidad de esta manera, el sistema del Sr. Duran y Bas es imposible; porque resultaría por necesidad que en una provincia unos pagarían más y otros pagarían menos, según la habilidad, honradez y condiciones de los que administren sus intereses: no habría igualdad ante la ley». Desde la prensa de Madrid también se atacó a la propuesta calificando a los diputados catalanes como «diputados de comarca» y amenazando con una «reforma arancelaria» que en detrimento de Cataluña permitiría a «las demás provincias españolas... vestir bien y barato». Finalmente la proposición de ley fue rechazada por cuarenta y cuatro votos a favor, entre los que se encontraban todos los diputados catalanes, y ochenta y ocho en contra.

### Sexenio Democrático (1868-1874)
En los inicios de la Primera República española, proclamada el 11 de febrero de 1873, el diario madrileño conservador La Política se quejaba de lo siguiente:

Casi todos los ministros son catalanes. Casi todos los géneros que merced a una protección funesta para las demás provincias usa el pueblo son catalanes. Y esto mientras Cataluña da la señal del federalismo, mientras quiere privar a Madrid de su capitalidad, mientras crece y prospera a costa de España entera.

En El Eco de España se decía: «España ha pasado a ser patrimonio de Cataluña». Y el redactor añadía: «Pues todavía no están contentos. Será necesario... que el resto de España les pague [a los catalanes] un crecido tributo, para que nos dispensen el obsequio de no declararse independientes ni piensen en mudar de nacionalidad». Valentí Almirall recordó más tarde «el griterío que alzaron todos los diarios de Madrid sin distinción cuando, en 1873, se verificó el hecho de en el primer ministerio de la República hubiesen tres catalanes. Al oír las exclamaciones y lloriqueos de los madrileños no parecía sino que los bárbaros hubiesen atravesado la ciudad del presupuesto. Está claro, eso era una competencia ruinosa para la industria que ellos ejercen. Mandar y cobrar es privilegio exclusivo de los madrileños».

### Restauración (1875-1923)

#### Nacimiento del catalanismo político (1875-1900)

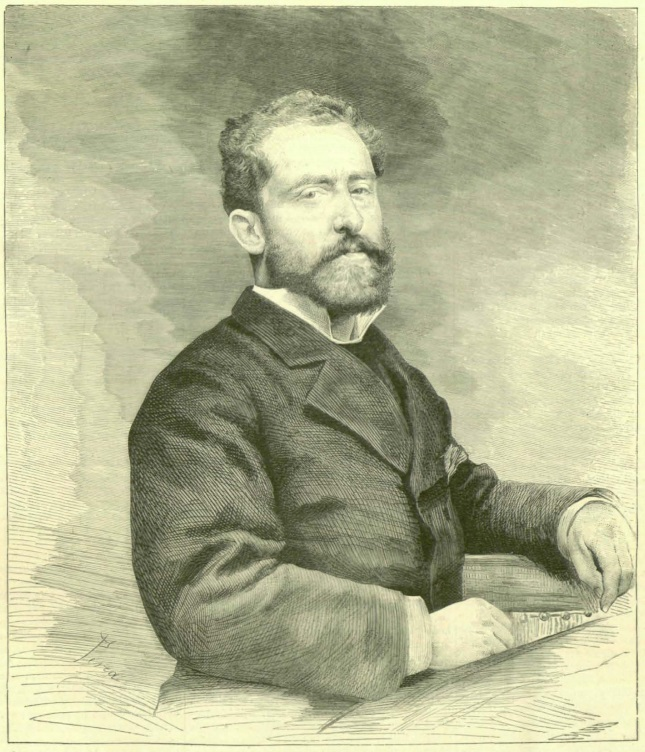
Francisco Romero Robledo ministro de la Gobernación del gobierno presidido por el conservador Antonio Cánovas del Castillo calificó el Memorial de greuges de 1885 como «una manifestación pacífica de extravagancias, que se pierde en el vacío y hasta en el desprecio universal». Años más tarde dirá: «Entre las ideas que combato hay pocas que me parezcan tan peligrosas y funestas para la Patria como las que parece que se envuelven en la palabra "catalanismo"».

Tras el fracaso de la Primera República, un sector del republicanismo federal catalán encabezado por Valentín Almirall, dio un giro catalanista y en 1882 fundó el Centre Català, la primera entidad catalanista claramente reivindicativa. Cinco años después, en marzo de 1885, se presentaba directamente a la reina-regente María Cristina de Habsburgo un Memorial de greuges, en el que se denunciaban los tratados comerciales que se iban a firmar —en especial con Gran Bretaña, lo que amenazaba a la industria catalana— y las propuestas unificadoras del Código Civil, y en cuya redacción intervino Valentí Almirall. El Memorial fue rechazado completamente por el gobierno presidido por el conservador Antonio Cánovas del Castillo. El ministro de la Gobernación Francisco Romero Robledo lo consideró «una manifestación pacífica de extravagancias, que se pierde en el vacío y hasta en el desprecio universal». El propio Cánovas dijo más adelante: «Todavía padecemos, que es triste cosa, algunos síntomas de la mortal enfermedad del particularismo, que, con nombre de regionalismo, intenta entre nosotros caminar en sentido opuesto a la civilización moderna, que tiende a fundir, no a disgregar, los pueblos de una misma raza».

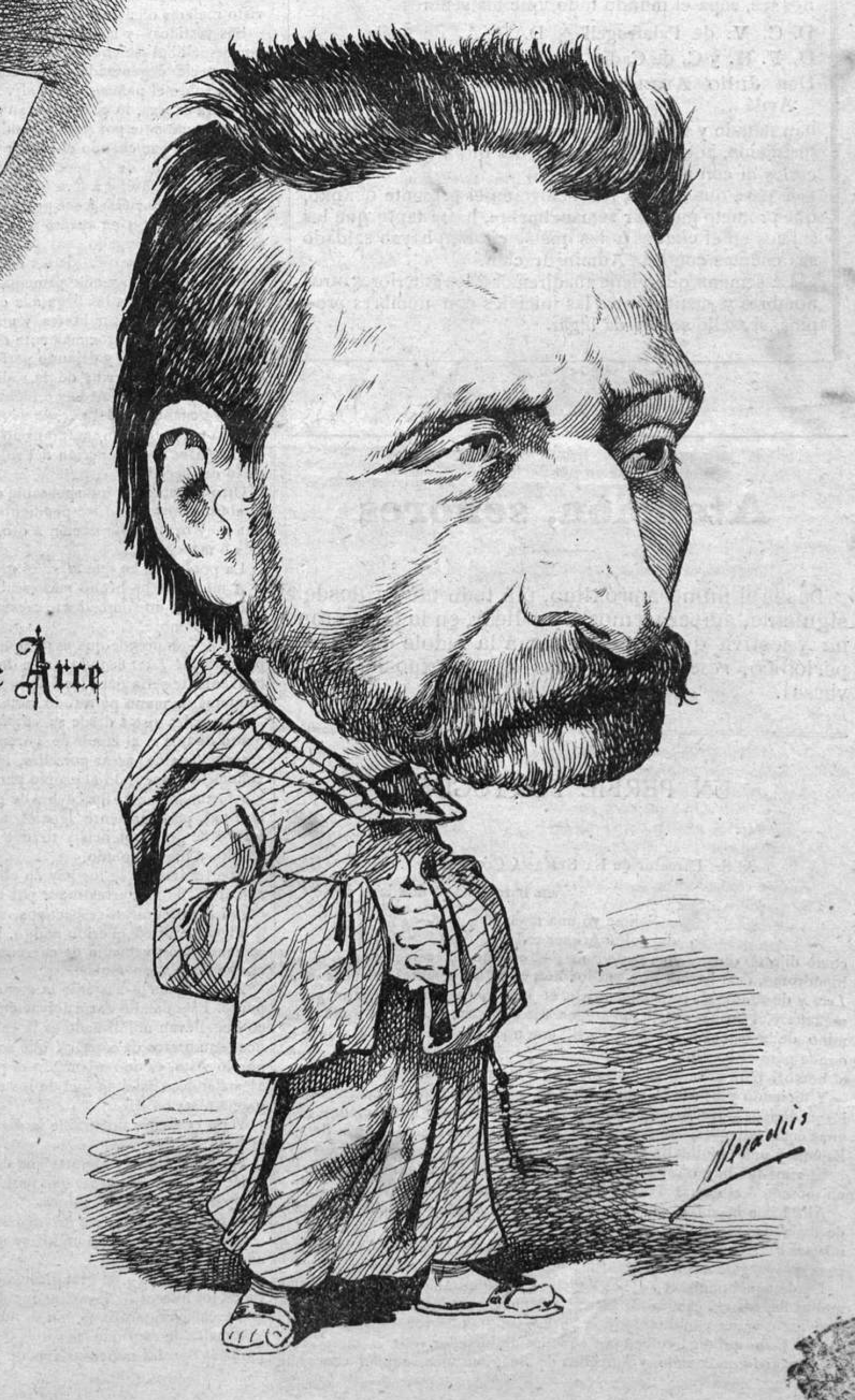
Caricatura de Gaspar Núñez de Arce por Eduardo Sáenz Hermúa Mecachis, aparecida en La Semana Cómica (24 de agosto de 1888). Criticó con dureza Lo catalanisme de Valentí Almirall ya que consideró que lo que pretendía era el «aniquilamiento de nuestra gloriosa España». Calificó el «particularismo catalán» como «turbia corriente de odios» y como «el delirio más confuso de cuantos pueden salir de cerebro humano enfermo».

Al año siguiente, 1886, Almirall publicaba su obra fundamental Lo catalanisme, que constituyó la primera formulación coherente y amplia del «regionalismo» catalán y que tuvo un notable impacto —décadas después Almirall fue considerado como el fundador del catalanismo político—. Las propuestas de Almirall fueron contestadas con crudeza por Gaspar Núñez de Arce, entonces presidente del Ateneo de Madrid y que había sido gobernador civil de Barcelona durante el Sexenio. Núñez de Arce criticó el «particularismo catalán», al que calificó como «turbia corriente de odios» y como «el delirio más confuso de cuantos pueden salir de cerebro humano enfermo», y la Renaixença, «falto en su origen de generosos ideales y de amplios horizontes», y afirmó que lo que pretendía Almirall era el «aniquilamiento de nuestra gloriosa España» sustituida por «inverosímiles organismos soberanos... hasta con diferentes lenguas». Añadió que los catalanes debían usar «en sus relaciones con los demás pueblos otro idioma más generalizado que el suyo, muy digno, sin duda,... pero que no tiene la fijeza indispensable, ni la extensión necesaria, ni la potencia bastante para pretender la universalidad de las lenguas dominadoras». Almirall le respondió que no pretendía romper España sino que lo que propugnaba era que se dejara de identificarla con Castilla y sobre la lengua dijo que utilizaba el castellano «con repugnancia, por la razón de que nos es impuesto». En la polémica  también intervino el catalanista conservador Juan Mañé Flaquer a quien Núñez de Arce le escribió: «Es inexacto que yo haya insultado a Cataluña, ni ofendido a sus representantes, ni menospreciado su lengua, ni desconocido los méritos de su literatura... ni planteado cuestión alguna, que antes no se hibiera suscitado en formas duras y agresivas, muy diferentes por cierto de las que yo empleo, por el "particularismo" catalán».

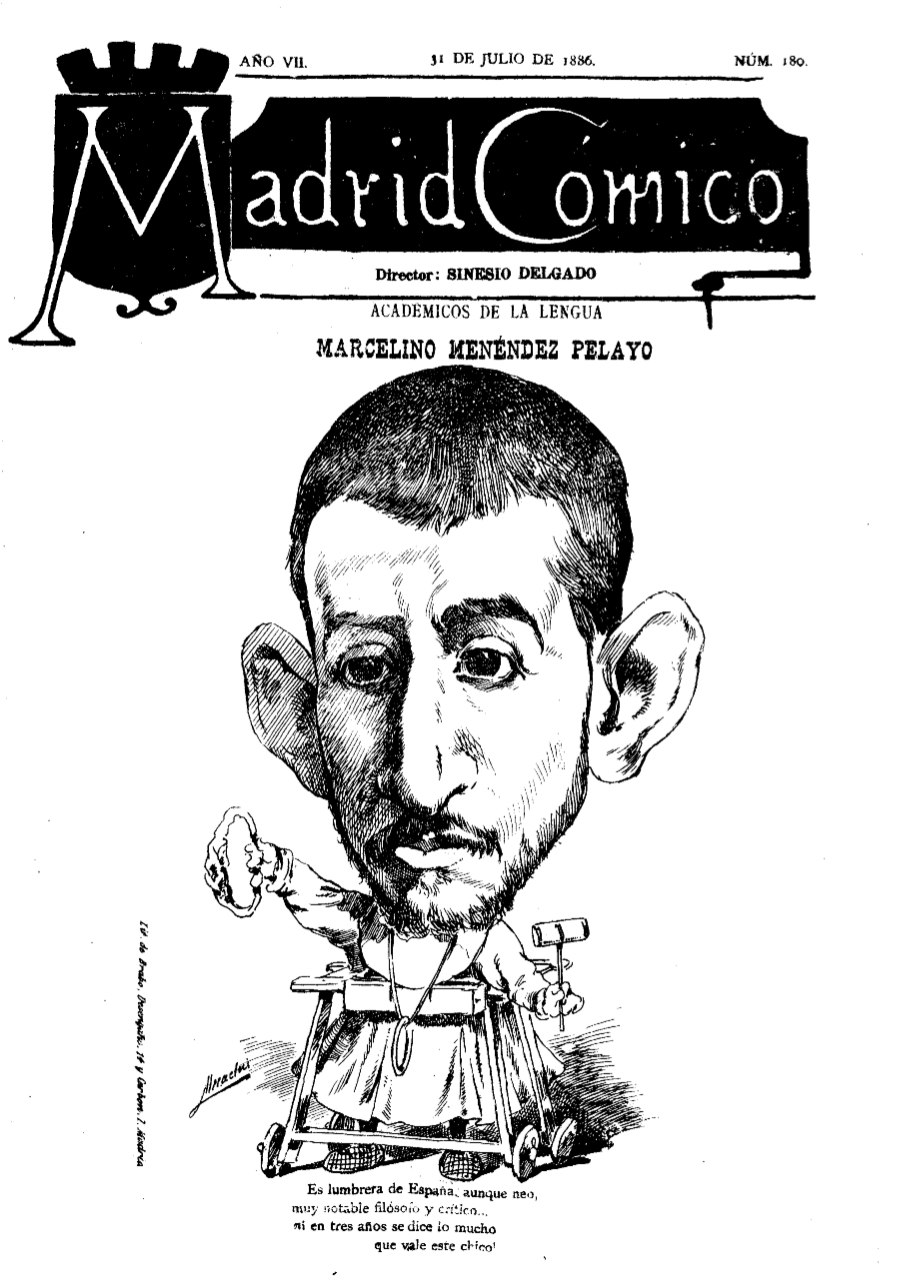
Caricatura de Marcelino Menéndez Pelayo por Eduardo Sáenz Hermúa Mecachis, aparecida en la portada de Madrid Cómico (31 de julio de 1886). En una carta a Juan Valera le escribió que «el catalanismo, aunque es una aberración puramente retórica... debe ser perseguido sin descanso».

El diario madrileño La Época en la reseña que hizo del discurso de Núñez de Arce comentó: «En Madrid, y quien dice en Madrid dice en toda España... las aspiraciones francamente separatistas, con ser hoy por hoy de escasa monta, despiertan... una voz general de terminante y vigorosa protesta. Cataluña no es, no ha sido nunca ni puede ser para el resto del país una región extraña, ni es posible que la separe un abismo colmado con odios y malquerencias. Cataluña es para el resto del país... la reunión de cuatro provincias hermanas... a las que quiere con igual cariño, si mayor no es posible, que a las demás que forman el sagrado suelo de la patria». Por su parte Juan Valera escribió: «Desengañémonos: el catalanismo es absurdo y malsano... Y el regionalismo, en general, no bien traspasa los límites de aspirar a cierta descentralización... sólo puede conducir al caos del cantonalismo». Unos días antes de publicar esto en La España Moderna Valera había recibido una carta de Marcelino Menéndez Pelayo en la que le decía: «El catalanismo, aunque es una aberración puramente retórica, contra la cual está el buen sentido y el interés de todos los catalanes que trabajan, debe ser perseguido sin descanso, porque puede ser peligroso si se apoderan de él los federales como Almirall, que ya han comenzado a torcerle y a desvirtuar su carácter literario que al principio tuvo. El tal Almirall es un fanático todavía de peor casta que Pi y Margall... Están haciendo una propaganda antinacional de mil diablos».
En noviembre de 1887 la corriente catalanista y conservadora del Centre Català, enfrentada a la más izquierdista y federalista encabezada por el propio Almirall, lo abandonó para fundar la Lliga de Catalunya y a partir de ese momento la hegemonía catalanista pasó del Centre Català a esta última, que en el transcurso de los Jocs Florals de 1888, y aprovechando la presencia en Cataluña de María Cristina de Habsburgo para inaugurar la Exposición Universal de Barcelona de 1888, presentaron el Mensaje a la Reina Regente, en el que entre otras cosas le pedían «que vuelva a poseer la nación catalana sus Cortes generales libres e independientes», el servicio militar voluntario, «la lengua catalana oficial en Cataluña», enseñanza en catalán, tribunal supremo catalán y que el rey jurara «en Cataluña sus constituciones fundamentales». La hegemonía del sector conservador supuso también un cambio conceptual en el catalanismo pues se pasó del «España es la nación, Cataluña es la patria» a «España es el Estado, Cataluña es la nación».

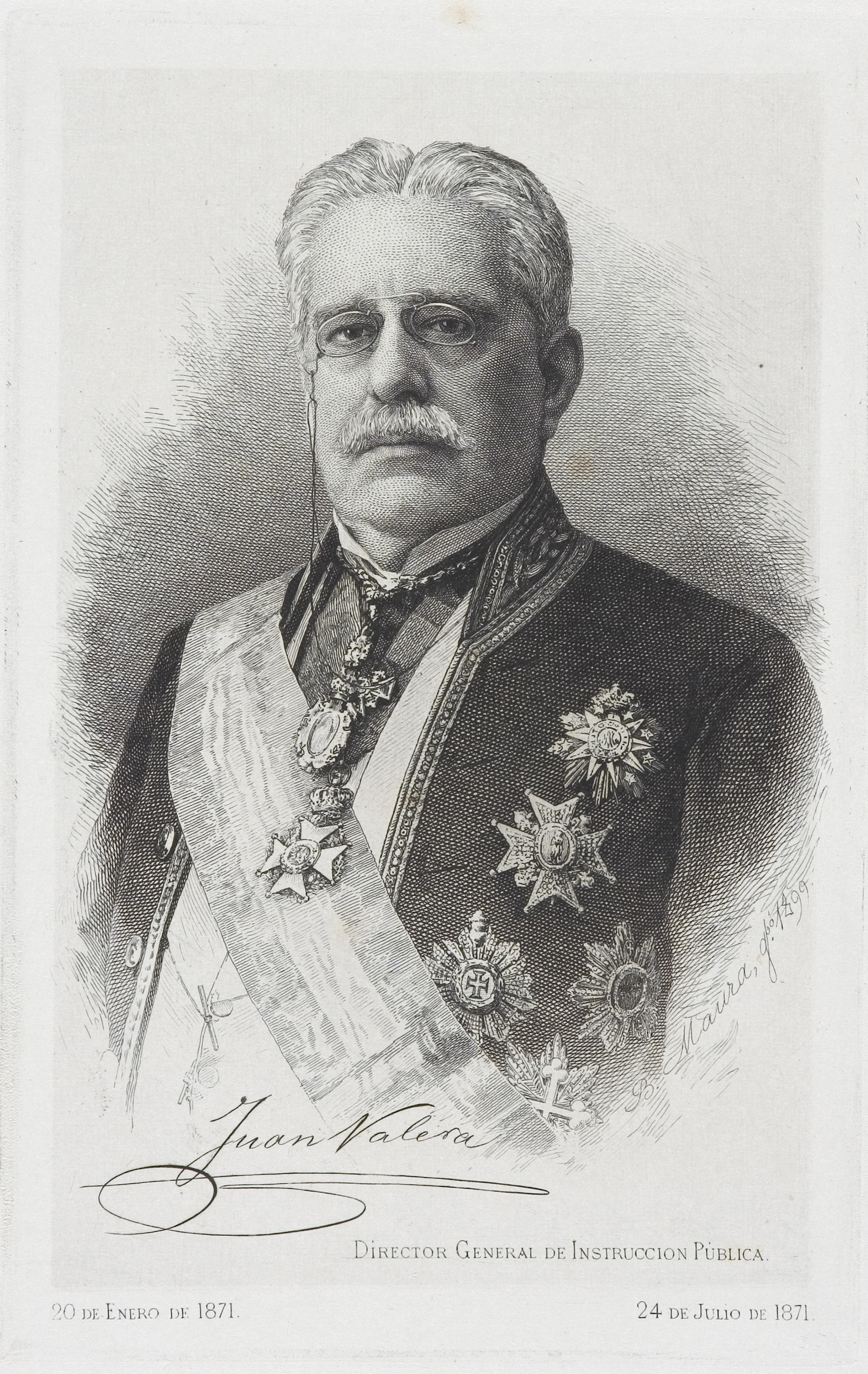
Juan Valera, presidente de la Real Academia Española, escribió en relación a las Bases de Manresa de 1892 que «el regionalismo merece ser censurado cuando va más allá de ciertas aficiones literarias... y predispone los ánimos a inclinarse a la desmembración de la patria».

En 1891 la Lliga de Catalunya propuso la formación de una Unió Catalanista que en marzo de 1892 celebró su primera asamblea en Manresa, a la que asistieron 250 delegados en representación de unas 160 localidades, y en la que se aprobaron las Bases per a la Constitució Regional Catalana, más conocidas como las Bases de Manresa, que se suelen considerar como el «acta de nacimiento del catalanismo político», al menos el de raíz conservadora. Según Jaume Claret y Manuel Santirso, las Bases se alejaban tanto del proyecto federalista como del posibilismo del Memorial de Greuges de 1885 para propugnar la vuelta a la Cataluña anterior a 1714. Los periódicos de Madrid fueron muy críticos. La Época las consideró un «desahogo de los congresistas» y añadió que «no estaría de más que esos señores, tan exaltados defensores del catalanismo, tuvieran en cuenta que son españoles, y que a España deben no pocas ventajas de las que actualmente disfrutan». La Iberia dijo que «eso de romper la unidad del idioma, en beneficio de los catalanes exclusivamente, nos parece, de puro exagerado, absurdo». El Heraldo de Madrid explicó que «lo que no nos cabe en la cabeza es el catalanismo del Congresillo de Manesa, ridiculus mus engendrado en la fantasía de poetas no nacidos, en verdad, para cultivar con éxito el género cómico». También diversas personalidades se manifestaron radicalmente en contra, como Juan Valera, director entonces de la Real Academia Española: «El regionalismo merece ser censurado cuando va más allá de ciertas aficiones literarias... y predispone los ánimos a inclinarse a la desmembración de la patria».
Al año siguiente, 1893, se produjo un incidente durante la celebración de los Jocs Florals a los que fue invitado el capitán general de Cataluña Arsenio Martínez Campos. El mantenedor era el obispo de Vic Josep Morgades. Cuando éste se manifestó a favor de la autonomía de Cataluña, Martínez Campos le dijo «que no debería haberle invitado a semejante acto, pues de haberlo sabido, hubiera enviado soldados». La respuesta fue muy aplaudida por la prensa de Madrid, especialmente por El Correo Militar que comentó: «el general Martínez Campos ha estado feliz en su apóstrofe al obispo de Vich; pero mejor hubiera estado si entre un pelotón de Infantería lo manda a buscar su consonante en Montjuich».

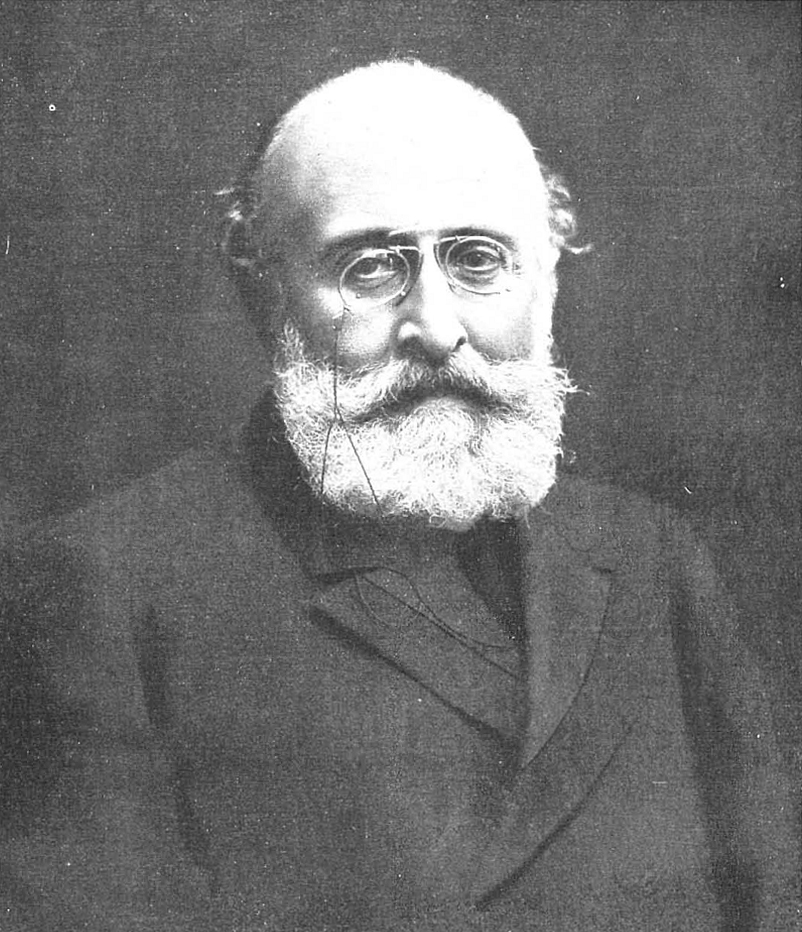
Francisco Silvela, presidente del Gobierno cuando se produjo el «tancament de caixes» en octubre de 1899, modificó el Código Penal para que se consideraran delitos los ataques a la «integridad de la nación española». Además presentó una protesta ante la Santa Sede por la pastoral del obispo de Barcelona Josep Morgades en la que defendía el uso del catalán en la enseñanza del catecismo, en la predicación y en los actos litúrgicos al considerarla una «intempestiva y violenta manifestación».

A finales de 1899 el movimiento del «tancament de caixes», provocó una airada respuesta por parte de la prensa conservadora de Madrid, todavía conmocionada, como la mayoría del país, por el «desastre del 98» (la pérdida de los últimos restos del Imperio colonial español). Se responsabilizó al «catalanismo» de lo que estaba sucediendo en Barcelona (en protesta por la subida de impuestos aprobada por el gobierno conservador presidido por Francisco Silvela) y algunos periódicos, como La Correspondencia Militar, pidieron que se comenzara a «considerar al catalanismo como delito de traición a la Patria» y que el gobierno anunciara «su firme propósito de ahogar en sangre cuantas algaradas pretendan determinados elementos promover en Cataluña sobre la base del separatismo disfrazado que allí se inicia», para lo que tendría el respaldo del Ejército. La respuesta de Silvela fue la modificación Código Penal en enero de 1899 por la que se considerarían delitos los ataques a la «integridad de la nación española». En aplicación de esa modificación fueron declaradas ilegales varias sociedades catalanistas de Lérida al «pretender asociarse para un fin ilícito, cual es el de atacar la integridad de la Nación», lo que motivó la interpelación al gobierno por parte del diputado republicano federal Francesc Pi y Margall, antiguo presidente del Gobierno de la Primera República Española, en defensa de la libertad de asociación. Silvela le respondió que «no le doy al catalanismo más alcance, ni más carácter que el de una verdadera enfermedad nerviosa».

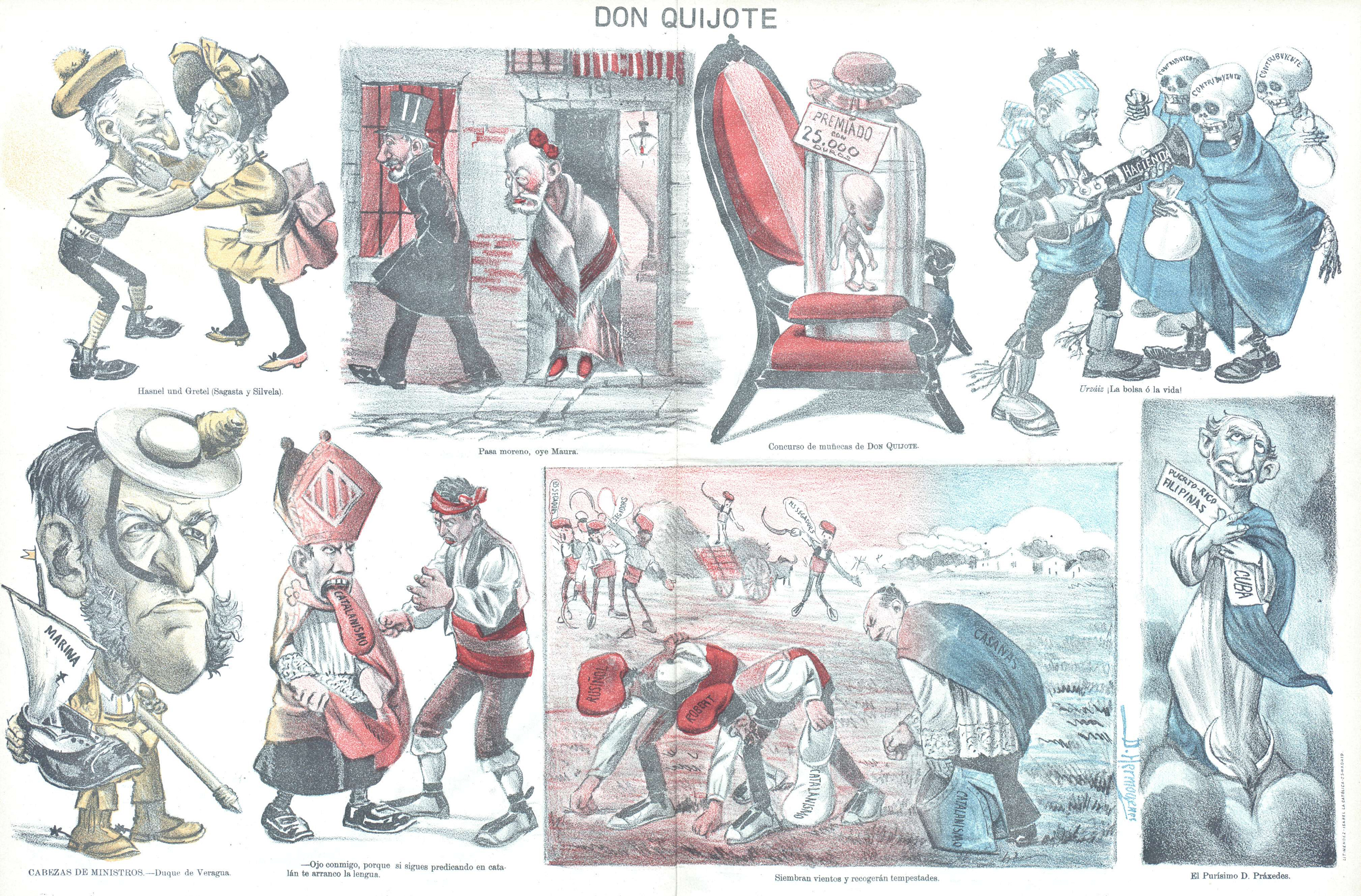
Caricaturas de la revista Don Quijote (13 de diciembre de 1901). En la parte inferior aparece un obispo con una enorme lengua sobre la que está escrita la palabra "CATALANISMO". Frente a él un labrador le dice: "Ojo conmigo, que si sigues predicando en catalán te arranco la lengua".

En ese mismo mes de enero de 1900 de nuevo Josep Morgades, recién nombrado obispo de Barcelona, volvió a estar en el centro de la polémica a causa de una pastoral en la que defendió el uso del catalán en la enseñanza del catecismo, en la predicación y en los actos litúrgicos. La respuesta de Silvela fue ordenar al embajador español ante la Santa Sede para que presentara una protesta por tan «intempestiva y violenta manifestación», que ofrece «a los fanáticos separatistas de Cataluña una ocasión inmejorable para arreciar en su campaña contra la autoridad central». El asunto también se debatió en el Senado. El senador liberal Bernabé Dávila llegó a pedir el procesamiento del «señor obispo de Barcelona, el cual ha cometido, con motivo de su pastoral, verdaderos delitos, perfectamente definidos contra la unidad nacional y contra la integridad de la Patria así como contra la Constitución». El diario El Liberal propuso encerrarlo en Montjuich junto con todos «los nacionalistas», a los que calificaba de «aborrecibles, escasos y dementes». También pedía «suprimir la lengua catalana» y «cerrar los Círculos, Academias, Escolanías, Sociedades y Ateneros». Todo ello para no «dejar entregada a la nación entera a una mansa e irremediable anarquía que acabe de destruir en un par de años lo poquísimo que se ha salvado del naufragio de 1898».

#### Catalanismo político vs. republicanismo: el «lerrouxismo» (1901-1905)
En 1901 nace la primera gran formación política catalanista, la Lliga Regionalista, fundada por un grupo escindido de la Unió Catalanista liderado por Enric Prat de la Riba y Francesc Cambó, ambos partidarios del acercamiento al Partido Conservador, uno de los dos partidos que se «turnaban» en el poder durante la Restauración gracias a las redes caciquiles y al fraude electoral. Sin embargo acabaron rompiendo con él al no aceptar este sus reivindicaciones —concierto económico, provincia única, reducción de la presión fiscal—. El fracaso del acercamiento a los conservadores españoles no hizo desaparecer a la nueva Lliga Regionalista sino todo lo contrario ya que encontró un apoyo cada vez mayor entre muchos sectores de la burguesía catalana desilusionados con los partidos del turno —y que temían el ascenso del movimiento obrero y republicano—. Este apoyo se tradujo en el triunfo de la Lliga en las municipales de 1901 en Barcelona, lo que significó el fin del caciquismo y del fraude electoral en la ciudad, y la obtención de 6 diputados en las elecciones generales celebradas ese mismo año.
Los diputados de la Lliga no fueron bien recibidos en las Cortes. De hecho ese mismo año de 1901 José Martos O'Neale y Julio Amado, dos ayudantes del ministro Eduardo Dato, publicaron el libro Peligro nacional. Estudios e impresiones sobre el catalanismo en el que alertaban con dramatismo del supuesto riesgo de que Cataluña, donde se vivía un «parosismo [sic] neurasténico de furor catalanista», se convirtiese a corto plazo en otra Cuba (independizada tres años antes) y para evitarlo sus autores no solo proponían medidas contra los catalanistas (leyes represivas de excepción, destierros), sino contra el conjunto de la sociedad catalana: prohibición absoluta del «dialecto catalán» en el espacio público, «incompatibilidad de los catalanes para ejercer cargos oficiales al servicio del Estado en Cataluña», sustitución de todo el clero local por eclesiásticos «de otras provincias españolas», supresión del arancel proteccionista para castigar a la burguesía fabril, etc. Y para aplicar estas medidas recomendaban al Gobierno que se propusiera hacerlo que «aproveche para ello una época de prácticas de movilización del Ejército, para poner en completo pie de guerra todas las unidades militares del distrito de Cataluña».

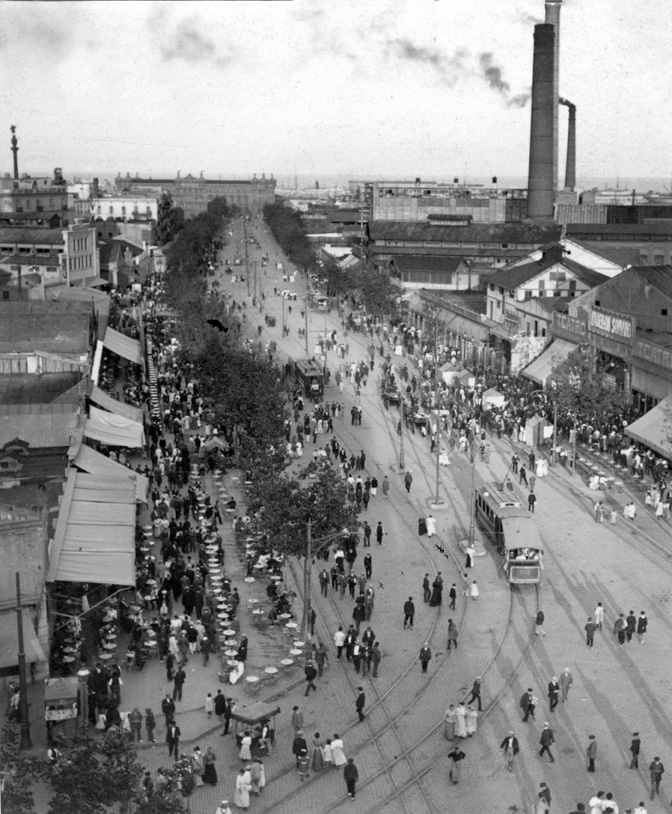
La avenida del Paralelo de Barcelona en 1913. Era el eje del ocio popular de la ciudad, de ahí que el líder republicano Alejandro Lerroux, con un enorme arraigo entre las clases trabajadoras, recibiera el sobrenombre de «el emperador del Paralelo».

La Lliga no penetró (ni se lo propuso) en los sectores populares y obreros barceloneses, seguidores de forma más o menos difusa del republicanismo, que estaba liderado desde su llegada a Barcelona en 1901 por Alejandro Lerroux, un periodista republicano (no federal) que se había distinguido por su campaña de denuncia del los Procesos de Montjuic en el diario madrileño El País. En las elecciones generales de 1901 consiguió un escaño de diputado por Barcelona que revalidó en las de 1903, gracias al voto de los distritos más populares de la ciudad que se convirtieron en su feudo —comenzó a ser conocido con el sobrenombre de «el emperador del Paralelo», en alusión a la avenida del Paralelo, eje principal del ocio popular barcelonés—. Lerroux atacó a la Lliga, su rival en Barcelona, y así nació el llamado «lerrouxismo», una forma de populismo españolista que pronto se convirtió en la bestia negra del catalanismo. Según Albert Balcells la ruptura entre el catalanismo y el republicanismo se consumó en febrero de 1902 cuando los regionalistas condenaron la huelga general de Barcelona convocada en solidaridad con los obreros metalúrgicos que llevaban dos meses en huelga exigiendo la jornada de nueve horas, y que fue reprimida con dureza por el gobierno que declaró el estado de guerra.

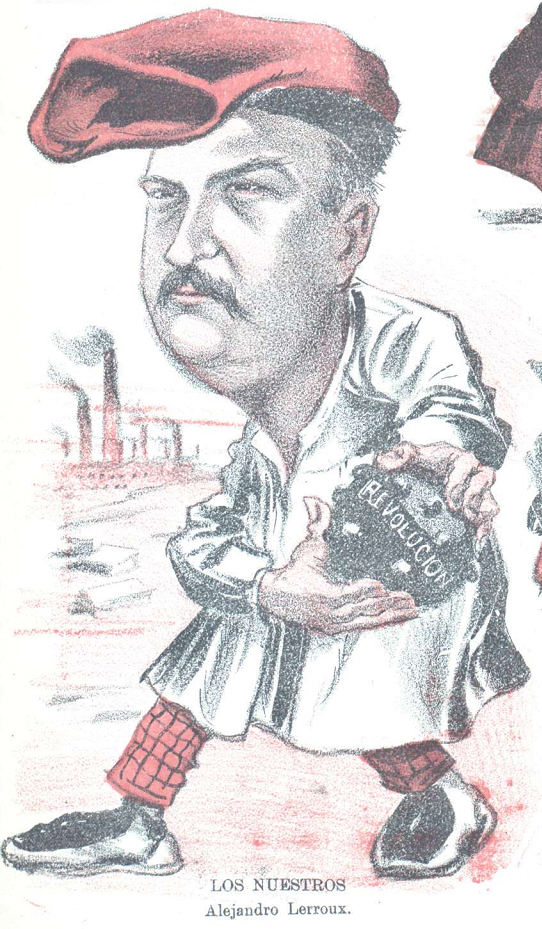
Caricatura del líder republicano Alejandro Lerroux, dibujado con la forma de vestir típica de las clases populares catalanas. Lleva una bomba en las manos sobre la que se puede leer la palabra «Revolución» (Revista Don Quijote, 7 de marzo de 1902).

El éxito de Lerroux entre las clases populares de Barcelona no se debió, como han sostenido ciertos sectores catalanistas, a los «fondos de reptiles» que aún se discute si recibió o no del Ministerio de la Gobernación de Madrid, sino a que con su retórica izquierdista y jacobina consiguió conectar con sus intereses y aspiraciones. Uno de los instrumentos que utilizó para ganarse su apoyo fue el anticatalanismo (otro fue el anticlericalismo), porque, como ha señalado José Alvarez Junco, «las sociedades obreras no se sintieron implicadas en el proyecto catalanista, al que tildaron desde el primer momento, no sólo de "burgués", sino también de "clerical"».
Ya en su primera intervención en el Congreso de los Diputados en noviembre de 1901 denunció al catalanismo: declaró que «el catalanismo no es separatismo, pero que lo lleva en sus entrañas» y que «quienes defienden en Cataluña la unidad de la patria son los republicanos». Acabó su discurso vaticinando que «muy en breve se producirían en la hermosa tierra catalana las escenas sangrientas de Cuba y Filipinas que han hecho perder la vida a tanto español y han consumido tantos tesoros». Cuatro meses después volvió a atacar al catalanismo al referirse al calificativo de «purria» que habían dirigido contra él desde La Veu de Catalunya —con motivo de los enfrentamientos violentos entre republicanos y regionalistas por el control del municipio de Barcelona que se habían producido durante el verano—. Dirigiéndose a los diputados de la Lliga dijo: «Estáis equivocados. La "purria" no son los desheredados de la vida, a quienes explotáis en vuestras minas, fábricas y talleres... La "purria" sois vosotros, miserables, extranjeros en vuestra patria, incluseros en política, fariseos en la religión, farsantes en la ciencia, explotadores en la sociedad...». Tras ser llamado al orden añadió dirigiéndose al conjunto de la Cámara que «en Barcelona sólo hay dos fuerzas: los amigos de España y los enemigos de España», para terminar diciendo: «Atended ese problema, curad esa llaga, porque si no, el catalanismo ha de dar tales disgustos a España que aquellos otros que trajeron consigo la pérdida de nuestro imperio quedarán empequeñecidos». Al día siguiente la prensa madrileña alabó su discurso —«acertado, elocuente y oportunismo»; «penetrado de un alto sentimiento de patriotismo»; «discurso felicísimo... ha demostrado todo el cariño que siente por España y lo dispuesto que está a combatir durísimamente a los catalanistas»—. José Álvarez Junco comenta: «Lerroux había encontrado el filón. En años sucesivos, pasaría a ser la encarnación del patriotismo español en Cataluña y fuera de ella... Nadie supo capitalizar como él las rentas generadas por los sentimientos patrióticos heridos por el catalanismo». Por ello «recibe unánimes apoyos de la élite político-intelectual españolista» (Julián Besteiro, José Ortega y Gasset, José Nakens, Pío Baroja, Ramiro de Maeztu, entre muchos otros).

#### Hechos delCu-Cut(1905-1906)

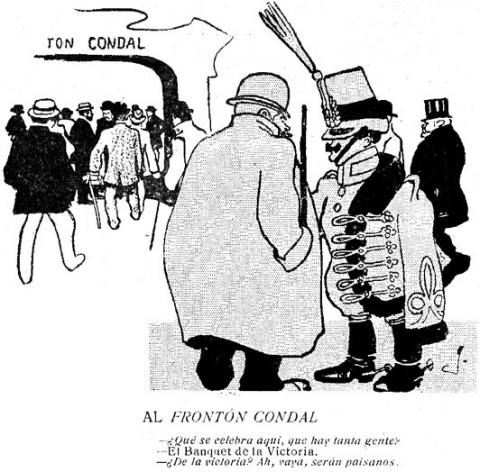
Viñeta aparecida en la revista satírica ¡Cu-Cut! que provocó la ira de los militares.El pie dice:
AL FRONTON CONDAL
-¿Qué se celebra aquí que hay tanta gente?
-El Banquet de la Victòria.
-¿De la Victoria? Ah, vaya, serán paisanos.

El 25 de noviembre de 1905 un grupo de oficiales asaltó en Barcelona la redacción del semanario satírico catalanista ¡Cu-Cut! por la publicación de una viñeta en la que se ironizaba sobre las derrotas del ejército español. También fue asaltada la redacción de otra publicación catalanista, el diario La Veu de Catalunya. Dos días antes el diario de Madrid El Ejército Español había publicado que para aplicar «el remedio contra los canallas separatistas está el Ejército» y proponía que las Cortes aprobaran por aclamación y sin debate una ley que castigara la criminal ideología catalanista, pero que si no lo hacían «pues entonces los militares solos... Los separatistas catalanes están constantemente proclamando el "bon cop de fals" de sus "Segadores". Muy bien, aceptado. Que empiecen a segar los militares».
La conmoción que causaron los Hechos del ¡Cu-Cut!, sobre todo en Cataluña, fue enorme. El gobierno liberal de Eugenio Montero Ríos intentó imponer su autoridad sobre los militares y acordó no ceder a la presión de los capitanes generales que mostraron su apoyo a los oficiales insurrectos, aunque declaró el estado de guerra en Barcelona el 29 de noviembre —al parecer presionado por el rey Alfonso XIII—. De hecho Montero Ríos en su intervención parlamentaria justificó en cierta forma la actuación de los militares al afirmar que en Barcelona había dos diarios cuyo objetivo por medio de «vilipendios y ultrajes era el ejército» y que los oficiales habían «cedido a un impulso noble y generoso, pero empleando un medio que la ley condena». Previamente había dicho que en Cataluña cada día gana terreno «un pensamiento, una aspiración verdaderamente criminal; una aspiración que tiende a desmembrar nuestra Patria». El monarca finalmente no respaldó al gobierno y apoyó la actitud del Ejército, lo que obligó a Montero Ríos a presentar la dimisión. La mayoría de la prensa madrileña también había salido en defensa de los asaltantes. La Correspondencia Militar publicó el 27 de noviembre: «Los catalanistas, como traidores a la Patria, no merecen consideración alguna; no son un peligro, pero constituyen una gran vergüenza nacional, y hay que acabar con esa plaga». Más adelante anunciaba a los catalanistas, a los que llamaba «¡chusma miserable! ¡Canalla indigna»!», que «ya ha surgido la chispa, ya ha comenzado el principio de vuestro fin; ya nos han oído nuestros compañeros». Y concluía: «Si Cataluña no extermina a esos miserables, exterminémoslos nosotros» (en referencia al Ejército).
El nuevo gobierno presidido por el otro líder liberal Segismundo Moret, que recibió el encargo del rey de impedir que se reprodujeran los ataques «al Ejército y a los símbolos de la Patria», se dispuso a satisfacer a los militares y rápidamente hizo aprobar por las Cortes la Ley para la Represión de los Delitos contra la Patria y el Ejército —conocida como "Ley de jurisdicciones"—, por la que a partir de ese momento las competencias para juzgarlos pasaron a la jurisdicción militar. El 30 de diciembre, poco después de formarse el nuevo gobierno, La Correspondencia Militar publicó lo siguiente: «Los diputados y senadores catalanistas deben ser inmediatamente eliminados del Parlamento... Esta es la aspiración del Ejército; aspiración unánime y a cuya realización están terminantemente decididas las Instituciones armadas, con el aplauso de toda la opinión sensata, con la adhesión de todos los buenos españoles». Previamente había «considerado a los catalanistas como bichos repugnantes, trafila [sic] de irracionales que merecen ser destruidos» y había advertido al Gobierno «que era necesario exterminar el catalanismo y que no había más camino para exterminarlo que el del cementerio».
En respuesta a la impunidad en que habían quedado los responsables de los hechos del ¡Cu-Cut! y a la Ley de Jurisdicciones se formó en Cataluña en mayo de 1906 una gran coalición, presidida por el anciano republicano Nicolás Salmerón, en la que se integraron los republicanos —excepto Alejandro Lerroux—, los catalanistas —la Lliga Regionalista, la Unió Catalanista y el Centre Nacionalista Republicà, un grupo escindido de la Lliga unos meses antes—, y hasta los carlistas catalanes. Sus éxitos de convocatoria fueron espectaculares con manifestaciones masivas como la celebrada en Barcelona el 20 de mayo de 1906 que congregó a 200 000 personas. En las elecciones generales de 1907 Solidaritat Catalana obtuvo un triunfo arrollador ya que consiguió 41 diputados de los 44 que le correspondían a Cataluña. Tras su victoria en las elecciones, como ha destacado Borja de Riquer, «ya nada sería igual en la vida política catalana, y los gobiernos de Madrid, y la propia corona, deberían asumir el hecho de que la cuestión catalana se había convertido en uno de los problemas más preocupantes de la vida política española».
Aunque tardó en decidirse, Alejandro Lerroux no solo no se sumó a la Solidaridad Catalana sino que la combatió. «Fue un error», afirma José Álvarez Junco, porque «al optar en contra de la Solidaridad, Lerroux optaba por el aislamiento y, a la larga, por su expulsión de Cataluña. Las fuerzas que le prestaban apoyo se degradaron a ojos vista, a partir de 1905-1906». Pero un error «explicable», advierte Álvarez Junco. «Para muchos de sus seguidores, integrarse en la Solidaridad, al margen del programa o de los sentimientos catalanistas, significaba volver al regazo de los antiguos patriarcas, cuyos nombres evocaban décadas de rutina y decadencia. Desde el punto de vista personal... era someterse a la disciplina de un Salmerón, cuya moderación llevaba años combatiendo, y disolver su personalidad en un frente unitario cuya principal característica común, la catalanidad, le descartaba como dirigente a largo plazo». A partir de ese momento el españolismo pasó a ser el elemento central de su discurso (y al mismo tiempo el lerrouxismo fue perdiendo adeptos entre los nacidos en Cataluña, convirtiéndose cada vez más en un movimiento de «forasteros»).

#### Reacción a la campaña autonomista catalana (1918-1919)

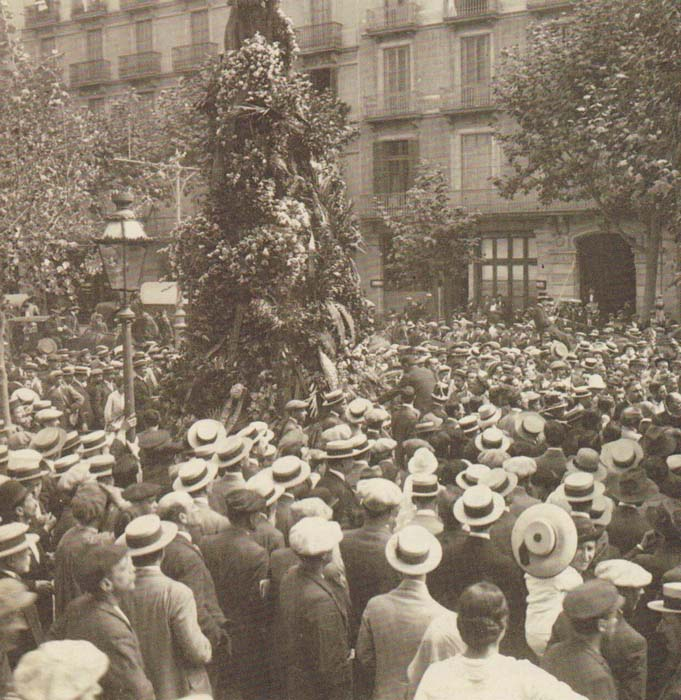
Homenaje A Rafael Casanova en la diada de 1914.

En 1918 Francesc Cambó y la Lliga Regionalista organizaron una campaña en pro de la «autonomía integral» para Cataluña. Pero la mera posibilidad de la concesión de un Estatuto de Autonomía para Cataluña provocó la reacción inmediata del nacionalismo español que, según Javier Moreno Luzón, desplegó una fuerte campaña anticatalanista «plagada de tópicos y de estereotipos» sobre Cataluña y «los catalanes» que, no obstante, consiguió movilizar a miles de personas que se manifestaron en Madrid y en otras ciudades.
El 2 de diciembre de 1918, un día después de haberse constituido el nuevo gobierno del liberal conde de Romanones, las diputaciones castellanas, reunidas en Burgos, respondieron a las «pretensiones catalanas» con el Mensaje de Castilla donde defendían la «unidad nacional» española y se oponían a que cualquier región obtuviera una autonomía política que mermara la soberanía española —e incluso hicieron un llamamiento a boicotear «los pedidos de las casas industriales catalanas»—. También se opusieron a la cooficialidad del catalán, al que llamaron «dialecto regional». Al día siguiente el diario El Norte de Castilla titulaba: «Ante el problema presentado por el nacionalismo catalán, Castilla afirma la nación española». También se denunciaba «la campaña separatista de que se hace alarde en las provincias vascongadas». Ese mismo día, 3 de diciembre, la Sociedad Económica Aragonesa de Amigos del País escribió a Romanones que si se aprobaba la autonomía de Cataluña «Aragón se levantaría unido para protestar y pedir en justicia la derogación de disposiciones arbitrarias que mermaran su libertad». Otras muchas entidades y asociaciones de toda España se dirigieron al Gobierno para oponerse a la aprobación del Estatuto («¿Vamos a consentir que en aquellas regiones furibundamente autonómicas, salgan niños de la escuela sin apenas saber hablar castellano?», alegó la Asociación de Maestros Nacionales del Partido de Alcañiz), algunas en defensa de sus intereses corporativos (la Asociación de Ingenieros de Montes decía que «la enseñanza técnica superior debe conservar su carácter nacional, con un Centro único como actualmente, dejando para las regiones la organización de la enseñanza técnica secundaria y la instrucción adecuada del personla subalterno»). Sólo en el País Vasco y en Galicia hubo algunas muestras de apoyo a la autonomía catalana.

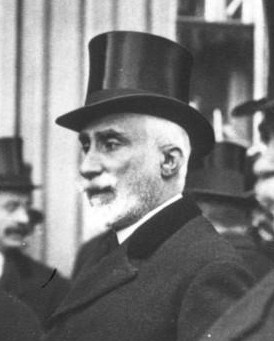
El líder conservador Antonio Maura en 1913, que acabó creando su propia corriente política llamada maurismo. Se opuso a la petición de un Estatuto de Autonomía para Cataluña argumentando que los catalanes, les gustara o no eran españoles: «Nadie puede elegir madre, ni hermanos, ni casa paterna, ni pueblo natal, ni patria».

El rey Alfonso XIII manifestó su solidaridad «con los gestos patrióticos de la provincias castellanas», animando a los presidentes de las diputaciones a proseguir en su empeño. En el debate parlamentario de principios de diciembre sobre el proyecto de bases del estatuto de autonomía de Cataluña que había presentado la Mancomunidad de Cataluña y que contaba con el apoyo del 98% de la población de Cataluña representada por sus ayuntamientos, el portavoz conservador, el mallorquín Antonio Maura, se opuso a la autonomía catalana y dirigiéndose a los diputados catalanistas les dijo que, les gustara o no, eran españoles: «Nadie puede elegir madre, ni hermanos, ni casa paterna, ni pueblo natal, ni patria». Su intervención fue muy aplaudida por los diputados de los dos partidos dinásticos, incluido el presidente del gobierno conde de Romanones. El 2 de enero el diario ABC se oponía radicalmente a la cooficialidad del «dialecto» catalán ya que eso «equivaldría a la destrucción de España». «Más conveniente sería, por el contrario, promulgar una ley según la cual las personas nacidas en España, que al llegar a la mayoría de edad no conociesen el español, perdiesen, como castigo, sus derechos de ciudadanía», decía en su editorial.
Romanones convocó una comisión extraparlamentaria para que redactara una propuesta que sería llevada a las Cortes. La comisión, presidida por Antonio Maura elaboró un proyecto de Estatuto de Cataluña muy recortado que incluso eliminaba algunas de las competencias que ya ejercía la Mancomunidad de Cataluña por lo que resultó inaceptable para los diputados catalanes. Cambó pidió entonces que se permitiera la celebración de un plebiscito en Cataluña para saber si los ciudadanos de Cataluña querían o no un Estatuto de autonomía, pero los diputados de los partidos dinásticos alargaron los debates y nunca llegó a discutirse la propuesta. Finalmente el gobierno cerró las Cortes el 27 de febrero de 1919 aprovechando la crisis provocada por la huelga de la Canadiense en Barcelona. Dos días antes José María Salaverría había publicado un artículo en ABC en el que decía que «Cataluña es sólo una "expresión regional"» y que a diferencia de Castilla, «cuyo instinto político tiende a la unificación, a la universalidad y a la grandeza», «la política catalana ha tendido a la disgregación, a la pequeñez, Valencia y Mallorca, con sus dialectos y virreinatos».

### Dictadura de Primo de Rivera (1923-1930)

#### La persecución de la lengua y de la cultura popular catalanas

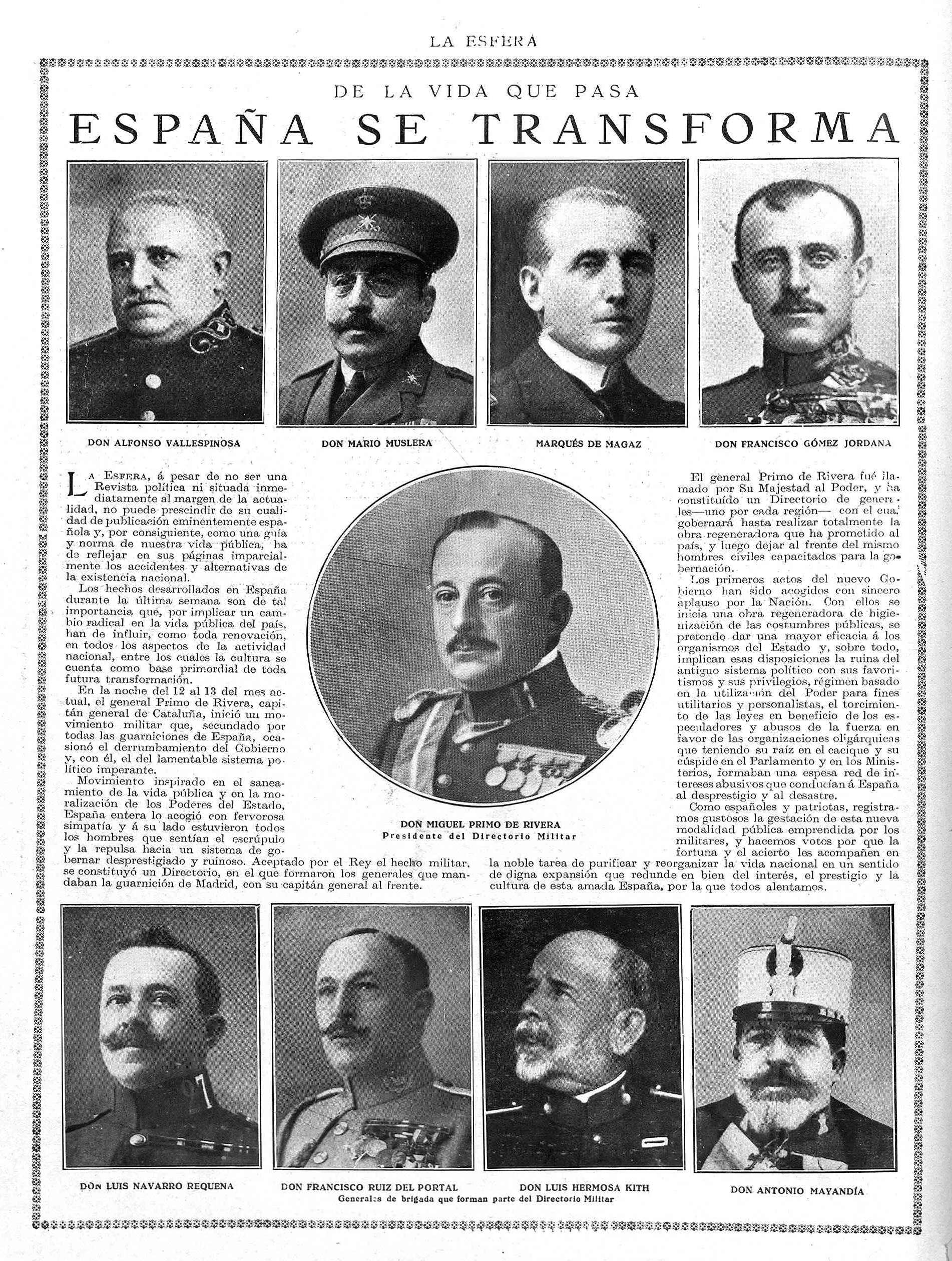
Página de la revista La Esfera (del 22 de septiembre de 1923) con el titular «España se transforma» y en la que aparecen los miembros del Directorio Militar con el general Miguel Primo de Rivera en el centro. En el texto manifiesta su completo apoyo a la Dictadura: «Como españoles y patriotas registramos gustosos la gestación de esta nueva modalidad pública emprendida por los militares, y hacemos votos por la que la fortuna y el acierto les acompañen en la noble tarea de purificar la vida nacional en un sentido de digna expansión que redunde en bien del interés, el prestigio y la cultura de esta amada España, por la que todos alentamos».

En el Manifiesto del 13 de septiembre de 1923 que justificó el golpe de Estado de Primo de Rivera ya se hacía referencia a la «descarada propaganda separatista». Cinco días después el Directorio militar promulgaba el Decreto de 18 de septiembre contra el «separatismo», que castigaba con severas penas «los delitos contra la seguridad y unidad de la Patria y cuantos tiendan a disgregarla, restarle fortaleza y rebajar su concepto», y que serían juzgados por tribunales militares, tal como establecía la Ley de Jurisdicciones de 1906. Se prohibía izar u ostentar «banderas que no sean la nacional», «la difusión de ideas separatistas por medio de la enseñanza», el uso del catalán «en los actos oficiales de carácter nacional o internacional» y se obligaba a las corporaciones locales y provinciales a llevar los libros de registro y de actas en castellano. En la exposición de motivos se justificaba diciendo que «de los males patrios que más demandan urgente y severo remedio es el sentimiento, propaganda y actuación separatista que viene haciéndose por audaces minorías». Un grupo de entidades catalanas protestaron al rey por las restricciones al uso del catalán y les respondió el dictador alegando que el «idioma español» estaba siendo «perseguido» en Cataluña:

No ha sido el Estado español el que ha perseguido o tratado de perseguir el uso de la lengua catalana, sino un partidismo catalán el que viene con saña, consentida hasta ahora por debilidad o exceso de prudencia, persiguiendo el idioma español y eliminando sus manifestaciones como cosa nefasta, con evidente daño de la Patria toda y de la región catalana, especialmente.

En los meses y años siguientes se aplicó esta política —cuyo lema acuñado por el propio Primo de Rivera era «España una, grande e indivisible»— que pretendía eliminar la especificidad de Cataluña, para «neutralizar y contrarrestar por la acción del gobierno la labor de desespañolización que con constancia se viene haciendo por ciertos sectores políticos en Cataluña». Así se clausuraron centros políticos «separatistas», y se encarcelaron a los militantes de los partidos nacionalistas catalanes, incluidos algunos sacerdotes. Además muchos alcaldes fueron destituidos por haber tolerado o exhibido la bandera catalana, algunos periodistas fueron desterrados, diversas publicaciones fueron multadas o suspendidas y algunas cerradas, y la censura de prensa se aplicó férreamente. Se autorizó a los gobernadores civiles a imponer multas de hasta 25 000 pesetas a los que mostraran actitudes de resistencia al «respeto de la lengua española, a la bandera española, himno o emblemas nacionales». El gobernador civil de la provincia de Gerona llegó a prohibir que los serenos de la capital dieran la hora en catalán. Tenían que darla en el «idioma Nacional». Toda esta política se justificó alegando que «un tercio de siglo hace que se comenzó el intento de sembrar la semilla del separatismo en las provincias catalanas».

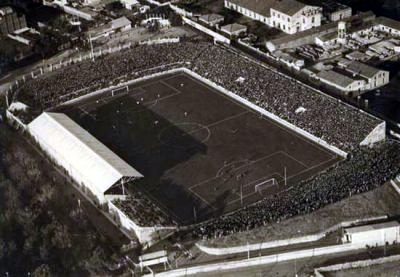
Camp de Les Corts del FC Barcelona en 1930. Fue el escenario de una de las protestas más sonadas contra la Dictadura y contra la Monarquía. Tuvo lugar el 14 de junio de 1925 durante un partido amistoso de fútbol entre el FC Barcelona y el Club Esportiu Júpiter para celebrar la exitosa gira europea del Orfeón Catalán. Para amenizar el acto se invitó a la banda de música de la escuadra británica, que tocó el God save the King y la Marcha Real, siendo aplaudida efusivamente la primera pieza y pitada la segunda. Diez días después, el gobernador civil, el general Joaquín Milans del Bosch, suspendió indefinidamente las actuaciones del Orfeó y clausuró el Camp de Les Corts por seis meses. Además el presidente del FC Barcelona, el suizo Joan Gamper, fue obligado a dejar el cargo y a abandonar España por un tiempo.

Cualquier manifestación popular de la identidad catalana fue suprimida. Se prohibió izar la Senyera, cantar el himno de Els Segadors o usar el catalán en actos oficiales, y se limitó el baile de sardanas —las multas podían llegar a las 5000 pesetas—. Se castellanizaron de forma arbitraria los nombres de calles y pueblos —a veces cayendo en el ridículo: la plaza de Sant Vicenç de Sarrià se convirtió en San Vicente Español—, se obligó a publicar en castellano los anuncios de las obras teatrales y se persiguieron a entidades culturales y sociales como el Centre Catalá, los Pomells de Joventut (una institución religiosa), el Ateneo Barcelonés, el Ateneu Enciclopèdic Popular, la Associació Protectora de l'Ensenyança Catalana, las bibliotecas populares, las sociedades excursionistas, musicales y deportivas, los Jocs Florals (que pasaron a celebrarse en Francia) o los cursillos escolares en lengua catalana. También el FC Barcelona, el Orfeón Catalán, el Instituto de Estudios Catalanes, el Colegio de Abogados de Barcelona o la Universidad Industrial vieron limitadas sus actividades. Asimismo se prohibió a los comerciantes que anunciaran sus productos en catalán y en enero de 1928 se ordenó a la prensa que no tradujera al catalán las «notas oficiosas» del Directorio civil.

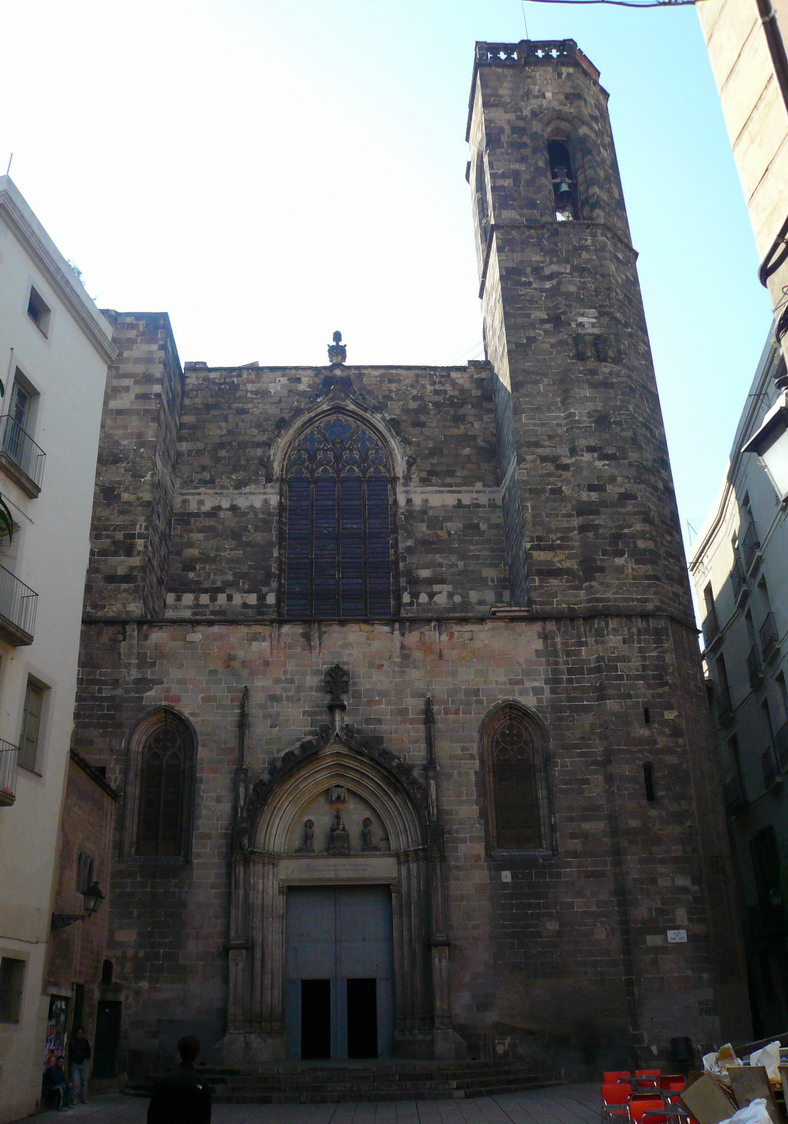
Fachada de la Basílica de los Santos Justo y Pastor de Barcelona. Cuando en 1924 el famoso arquitecto Antoni Gaudí, de setenta y dos años, intentó entrar en la Basílica para asistir a la conmemoración del Onze de Setembre la policía no le dejó y él se quejó en catalán. El jefe del grupo policial le preguntó: «¿Qué pasa? ¿No sabe hablar español?». Gaudí le contestó: «És clar que en sé! Però no em dóna la gana de parlar-lo [¡Claro que sé! Pero no me da la gana hablarlo']. Váyase usted a la mierda». Los guardias se abalanzaron sobre él y se lo llevaron detenido a la comisaría. Allí durante un interrogatorio el jefe policial le dijo: «¡Malditos catalanes! ¡Que tozudos con este dialecto de perros! Hable español y le dejaremos libre, como el otro detenido. Su compañero, el tal Valls, ya está en la calle. Ahora puede elegir: si habla en español, a la calle; si sigue hablando en dialecto, al calabozo».

Una Circular de la Dirección General de Enseñanza Primaria del 27 de octubre de 1923 impuso la enseñanza exclusiva en castellano —se recordaba a los inspectores la obligación «de enseñar la lengua castellana en sus respectivas escuelas y de dar la enseñanza en el mismo idioma» vigilando estrictamente a los maestros en este punto—, otra de final de año prohibía la enseñanza del catalán en los centros mantenidos por el Estado y una tercera, del 15 de febrero de 1924, facultó a los inspectores de educación para que pudieran suspender de empleo y sueldo a los maestros que incumplieran la norma e incluso clausuraran los centros escolares, tanto públicos como privados, donde éstos trabajaran. En la apertura del curso académico 1924-1925 el gobernador civil de Gerona se dirigió a los maestros diciéndoles que si no enseñaban el castellano propondría al Directorio militar que «traslade en masa a los incorregibles, substituyéndoles por maestros castellanos». Había que evitar «una juventud envenenada con ideales absurdos, extraviada por sendas suicidas». En octubre de 1925 una Real Orden insistía en que los inspectores controlaran que en las escuelas no se utilizaran los libros de texto en catalán y si los encontraban «los harán retirar inmediatamente de las manos de los niños y procederán a formar expediente al Maestro, suspendiéndole de empleo y medio sueldo». Se justificaba diciendo que «es fin primordial del Estado atender a su propia conservación» y que una de las formas de hacerlo era evitar «propagandas, más o menos encubiertas, contra la unidad de la Patria o contra instituciones que, cuales la familia, la propiedad, la religión o la Nación, constituye el fundamento sobre el que descansa la vida de los pueblos». Tres años más tarde un decreto de diciembre de 1928 prohibió a las escuelas enseñar ninguna asignatura que no estuviera incluida en el programa oficial aprobado por el Ministerio de Instrucción Pública, lo que suponía dejar fuera de la escuela la historia y la cultura catalanas.
De esta política represiva tampoco se libró la Iglesia católica. Decenas de sacerdotes fueron detenidos acusados de «separatismo», otros fueron alejados de Cataluña –incluido el obispo de Barcelona Josep Miralles que fue trasladado a la diócesis de Mallorca- y la Academia Católica de Sabadell, entre otras, fue clausurada. En mayo de 1926, tras un viaje a Roma, el ministro Eduardo Aunós presentó un informe a Primo de Rivera en el que señalaba al cardenal Francisco Vidal y Barraquer, arzobispo de Tarragona, como el responsable de «las causas que hacen que el clero catalán esté alejado de la obra españolista del Gobierno» porque en el Vaticano ha intentado presentar «a todo el catalán como perseguido en sus íntimos sentimientos religiosos por el Gobierno central». También le informaba de que en su entrevista con el Secretario de Estado del Vaticano, cardenal Pietro Gasparri, se había quejado de que el Gobierno no había encontrado «hasta el presente todo el debido apoyo de la Santa Sede para cortar los abusos cometidos por los regionalistas antipatriotas que se habían refugiado en las iglesias como último y único baluarte que les restaba». Le pidió «que por el Vaticano se hiciese una pública declaración general contraria a semejantes tendencias perturbadoras» y que trasladara al cardenal Vidal y Barraquer «a la primera diócesis vacante». «Claro es que este problema quedaría resuelto en el caso en que la Archidiócesis y las Diócesis Catalanas fueran regidas por Obispos españolistas», le dijo finalmente. Por otro lado, el capitán general Emilio Barrera, alentado por Primo de Rivera, creó en Barcelona una Junta de Acción Ciudadana, encargada, entre otras cosas, de impedir el uso del catalán en las iglesias y de vigilar las actividades proselitistas de los religiosos y las asociaciones católicas catalanas.
El rey Alfonso XIII apoyó estas medidas. Cuando en diciembre de 1923 visitó la Exposición del Mueble de Barcelona expresó su disgusto al presidente de la Mancomunidad de Cataluña (que sería disuelta por el Dictador) de que los rótulos del stand de la institución estuvieran en catalán, y en mayo del año siguiente en una reunión con todos los alcaldes catalanes dijo en su discurso que «se explota maliciosamente el recuerdo [del Decreto de Nueva Planta de Cataluña que abolió sus leyes e instituciones propias], ocultando que si se adopt[ó] fue en bien de Cataluña, por salvar a Cataluña». Y añadió a continuación:

Y es natural que protestéis, lastimados de aquella afirmación nacida de falsos historiadores, que olvidan que la unidad nacional española, a diferencia de la de otros pueblos, no es producto de la fuerza, sino fruto del amor, del amor que unió en matrimonio a los Reyes Católicos de Aragón y de Castilla.

Coincidiendo con el viaje del rey a Barcelona, el gobierno prohibió la ejecución pública de la sardana La Santa Espina por haberse convertido «en himno representativo de odiosas ideas y criminales aspiraciones, escuchando su música con el respeto y reverencia que se tributan a los himnos nacionales».
Sin embargo, la alta cultura en catalán no fue tan perseguida. Como ha destacado el historiador Josep M. Roig i Rosich, «un sermón publicado en catalán era objeto de persecución y hasta de encarcelamiento, mientras que la Historia Nacional de Catalunya de Rovira i Virgili se publicaba sin trabas». Según este historiador «esta aparente contradicción» puede atribuirse «a un cierto menosprecio [hacia la alta cultura], a una tolerancia forzada o calculada, al talante caprichoso del mismo Primo de Rivera», pero evidencia «unos criterios selectivos intencionados que apuntan a una clara intransigencia por las manifestaciones populares catalanas predominantes» y «a una condescendencia por las actividades culturales más elevadas o minoritarias, inofensivas o poco peligrosas».

#### La disolución de la Mancomunidad de Cataluña
El 24 de diciembre de 1923 dimitió el presidente de la Mancomunidad de Cataluña Josep Puig i Cadafalch en señal de protesta por la política anticatalanista de la Dictadura, y se autoexilió en Francia. El 12 de enero de 1924 Primo de Rivera disolvió todas las diputaciones provinciales, salvo las forales, lo que supuso la virtual disolución de la Mancomunidad, ya que según Primo de Rivera el regionalismo podía contribuir a «deshacer la gran obra de unidad nacional». Inmediatamente después fueron designados por los gobernadores civiles los nuevos diputados provinciales, todos ellos «españolistas» y el líder de la Unió Monárquica Nacional, Alfonso Sala Argemí, conde de Egara, pasó a presidir la Mancomunidad.
En el discurso de toma de posesión Alfons Sala dijo:

Tenemos nosotros el deber de conciencia de ayudar al Directorio en la obra de regeneración del país; tenemos nosotros, como catalanes, el íntimo deber de conciencia de hacer todo lo posible para que, de una vez, se encaucen esos problemas que agitan todavía la vida de Cataluña y que han puesto muchas veces en conmoción la vida de España.

Sin embargo a los pocos meses de estar al frente de la Mancomunidad comenzaron las tensiones entre Sala y Primo de Rivera a causa de que el dictador comenzó a cuestionar la existencia misma de la Mancomunidad, porque temía que en otras manos, «tendenciosas», fuera el embrión de «un pequeño Estado», «capaz de dañar a España». Las críticas del dictador arreciaron en los primeros meses de 1925. En marzo habló claramente del «fracaso de la Mancomunidad como órgano político permanente, deliberante y ejecutivo». y ese mismo mes aprobó el Estatuto Provincial de 1925 que suponía la supresión de facto de la Mancomunidad, cuyas competencias ya habían sido recortadas por el Estatuto Municipal de 1924. El Estatuto Provincial, como ha destacado Eduardo González Calleja, «fue un fiel reflejo del cambio de actitud de Primo de Rivera desde el fomento inicial del sano regionalismo hasta su hostilidad final hacia cualquier amenaza al nacionalismo centralista español». Así quedó reflejado en la «nota oficiosa» que acompañó a la promulgación del Estatuto Provincial, en la que se ponía como ejemplo del regionalismo «mal entendido» a la Mancomunidad de Cataluña:

Reconstruir desde el Poder la región, reforzar su personalidad exaltar el orgullo diferenciado entre unas y otras es contribuir a deshacer la gran obra de la unidad nacional, es iniciar la disgregación, para la que siempre hay estímulo en la soberbia o el egoísmo de los hombres. […] Hemos pasado por un ensayo de ese especial regionalismo con la mancomunidad de Cataluña, y él ha conducido a tal grado de mal entendido predominio del sentimiento regional que, contra lo que se decía de que era convivible [sic] con el de la Patria grande, lo hemos visto galopar desenfrenadamente hacia el nacionalismo y el separatismo, haciendo pasar a los catalanes amantes de España horas de amargura y humillación, y a los españoles todos de inquietud y descorazonamiento.

Alfonso Sala dimitió el 22 de abril de 1925 y el nuevo presidente de la Diputación de Barcelona, José María Milá Camps, conde de Montseny, pasó a encabezar la Comisión gestora interina de los servicios coordinados que fue la encargada de liquidar los últimos asuntos de la Mancomunidad. A partir de entonces la Diputación barcelonesa desplegó una campaña españolista que incluía conferencias patrióticas, ceremonias de exaltación de España y cursos de ciudadanía.

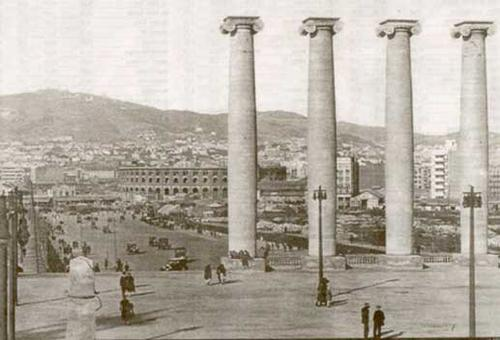
Las cuatro columnas que representaban las cuatro barras de la bandera catalana, obra del arquitecto Puig i Cadafalch para la Exposición Internacional de Barcelona (1929).
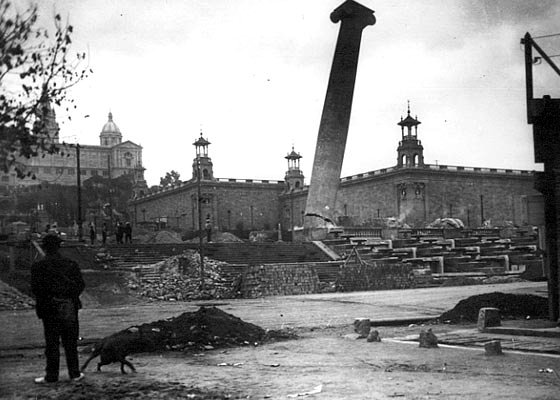
Derribo de las columnas por orden de Primo de Rivera.
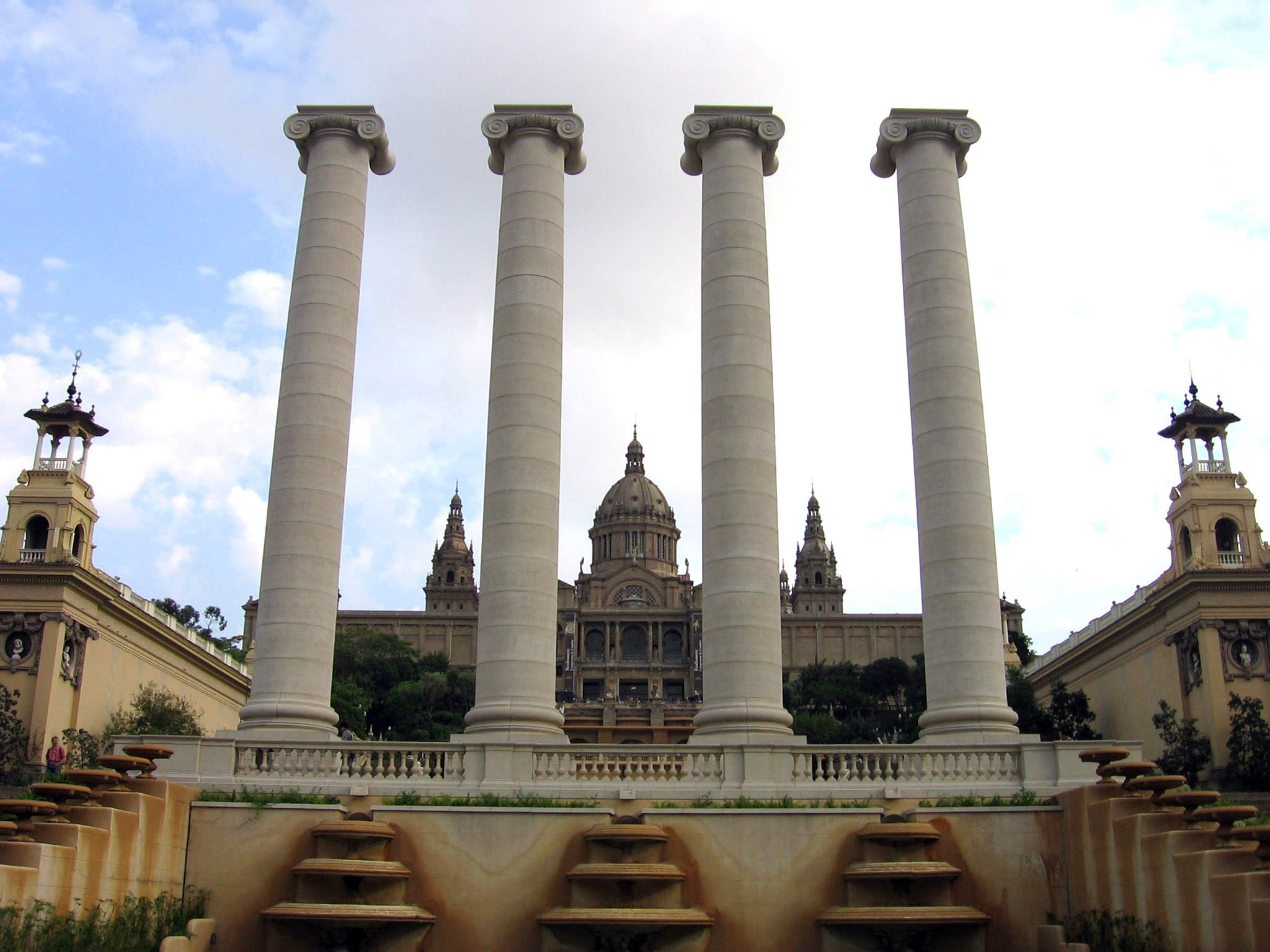
Las cuatro columnas fueron reconstruidas y situadas cerca de su emplazamiento original en 2011.
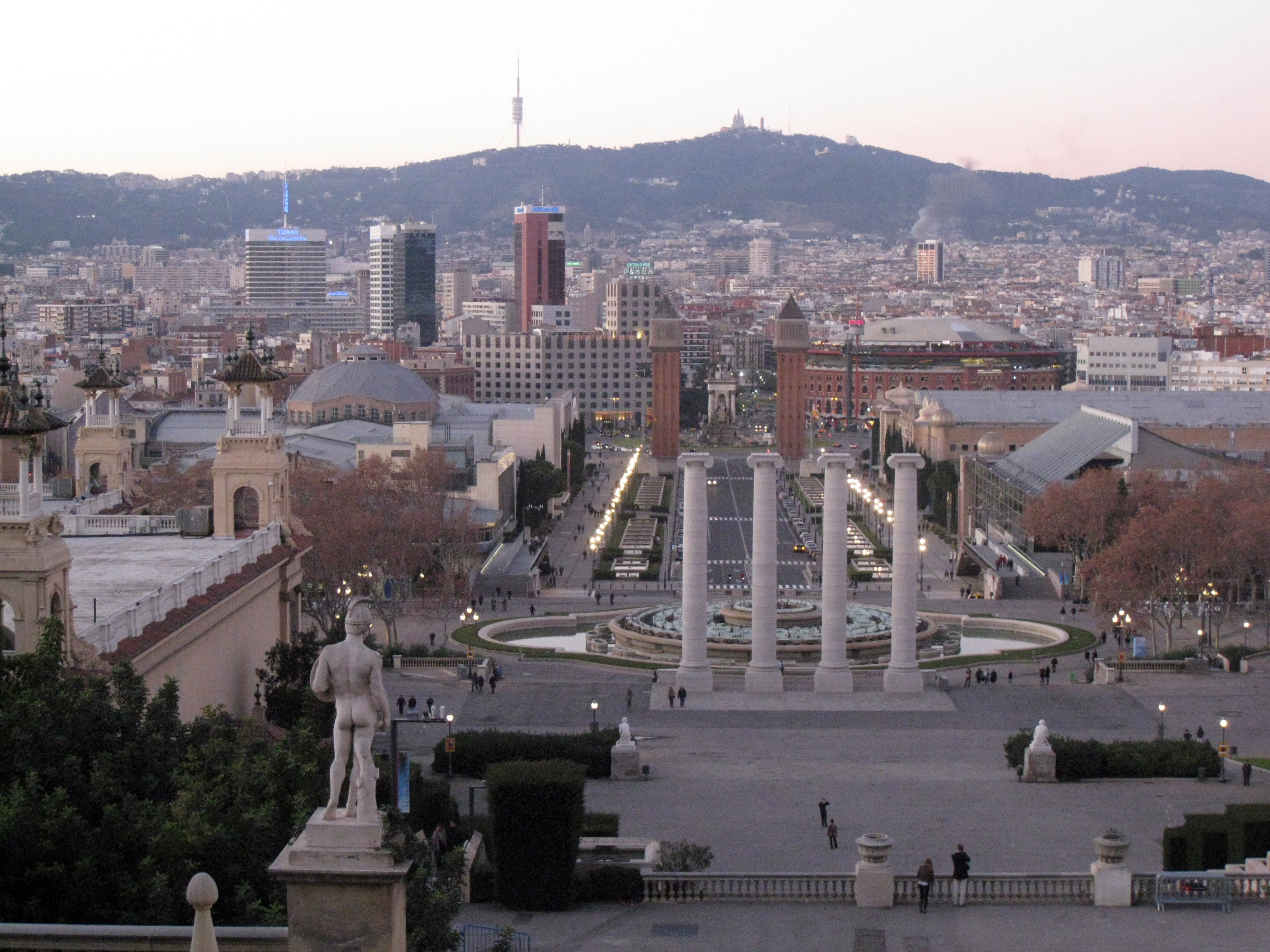
Las cuatro columnas en la actualidad vistas desde el Palau de Montjuic.

### Segunda República y guerra civil (1931-1939)

#### Estatuto de Autonomía de 1932
El problema más inmediato que tuvo que afrontar el Gobierno Provisional de la Segunda República Española fue la proclamación de la «República Catalana» hecha por el líder de Esquerra Republicana de Cataluña (ERC) Francesc Macià en Barcelona el mismo día 14 de abril en que había sido proclamada en Madrid. Tres días después, tres ministros del Gobierno Provisional se entrevistaban en Barcelona con Macià, alcanzando un acuerdo por el que ERC renunciaba a la «República Catalana» a cambio del compromiso del Gobierno Provisional de que presentaría en las futuras Cortes Constituyentes el Estatuto de Autonomía «aprobado por la Asamblea de Ayuntamientos catalanes». Por otro lado se reconocía al gobierno catalán pero este dejaría de llamarse Consejo de Gobierno de la República Catalana para tomar el nombre de Gobierno de la Generalidad de Cataluña, recuperando así «el nombre de gloriosa tradición» de la centenaria institución del Principado que fue abolida por Felipe V en los decretos de Nueva Planta de 1714.

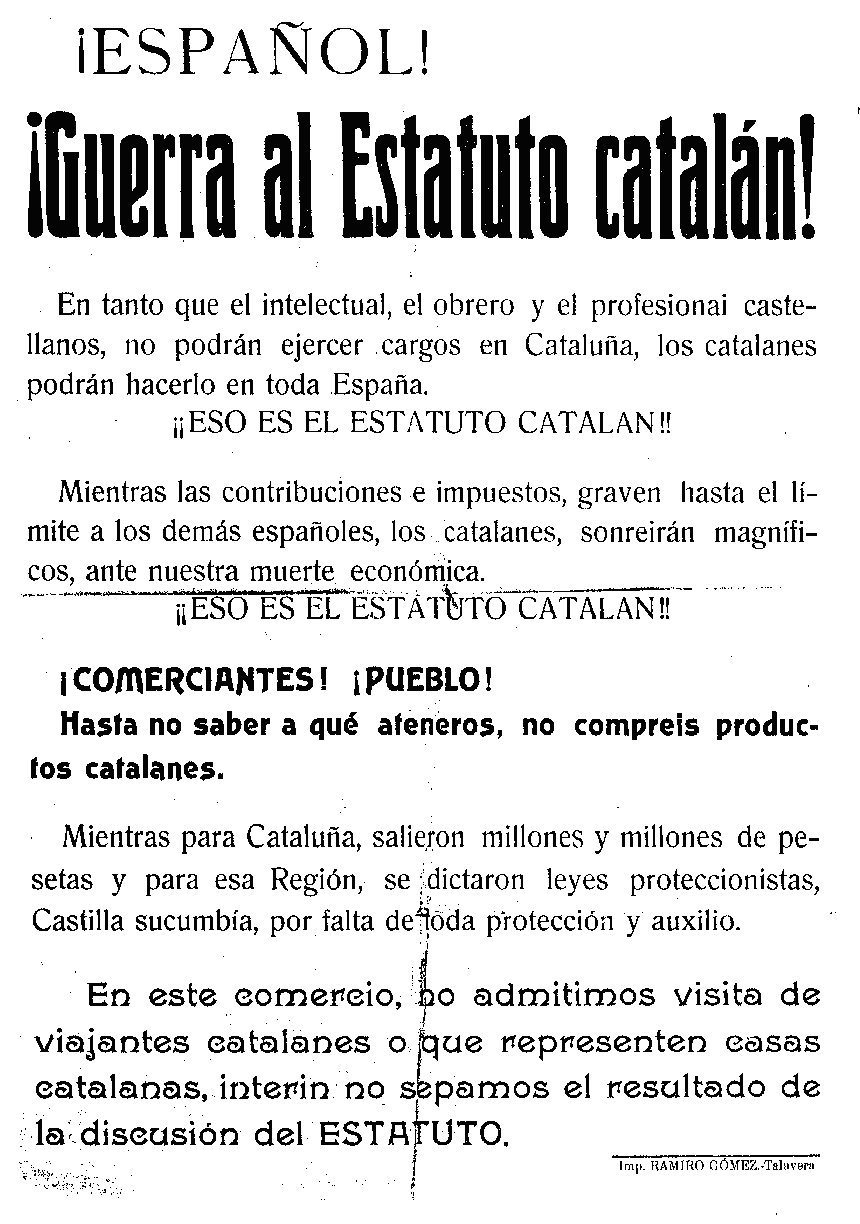
Panfleto anticatalanista impreso en Talavera durante la discusión en las Cortes del proyecto de Estatuto de Autonomía de Cataluña y en el que se hacía un llamamiento a no comprar productos catalanes.

El proyecto de Estatuto para Cataluña, el llamado Estatuto de Nuria —que fue refrendado el 3 de agosto de 1931 por el pueblo de Cataluña por una abrumadora mayoría—, rebasaba en cuanto a denominación y en cuanto a competencias al Estado integral aprobado en Constitución de la República, entre otras razones porque creaba una ciudadanía catalana, declaraba como lengua oficial únicamente el catalán, abría la posibilidad de que se incorporaran a Cataluña otros territorios, y hasta determinaba las condiciones en las que los jóvenes catalanes debían cumplir el servicio militar. Así, entre enero y abril de 1932 una comisión de las Cortes adecuó el proyecto de Estatuto de Cataluña a la Constitución, lo que irritó a los diputados nacionalistas catalanes —uno de ellos llegó a afirmar que «habían sido engañados»—. Aun así el proyecto encontró una enorme oposición, especialmente entre la Minoría Agraria y los diputados de la Comunión Tradicionalista que ya se habían separado de los diputados del PNV de la Minoría vasco-navarra.
| Largo de aquí, marchad a Fenicia (Hoja volandera anónima de 1932) Cuando las tribus catalanas vinieron a España y se instalaron en territorio español... ¡qué pocos se imaginaban que en ellos iba a repetirse el caso del cautiverio de las tribus de Israel en Egipto. [...] ¡Que se vayan de una vez y que nos dejen en paz! Así viviremos tranquilos y nos costarán más baratos las bayetas, los paños y los géneros de punto. [...] Largo de aquí. ¡Regresa a Fenicia, o vete donde quieras, que grande es el mundo! ¡Recoge tus industrias y vete a hacer bayetas, paños, géneros de punto y butifarra a otro sitio donde no te esclavicen! |

La oposición al Estatuto de Cataluña incluyó una amplia movilización callejera «antiseparatista». Ya en septiembre de 1931 el periódico derechista La Correspondencia Militar había publicado que «para bien de todos, es un deber patriótico el ataque noble a su desdichada y suicida marcha [de Cataluña]», para añadir más tarde «que Cataluña es de España y deberá someterse a la voluntad de la nación "pese a quien pese y caiga quien caiga"». Mucho más radical se había mostrado el fascista Ramiro Ledesma Ramos —que en octubre de 1931 fundaría junto con Onésimo Redondo las JONS en cuyo ideario se incluirá el compromiso de batirse «con nuestro pecho de españoles» «contra las tentativas de los separatismos»— cuando en junio de 1931 había escrito en su periódico La Conquista del Estado que «nada nos impedirá que sigamos la campaña contra los enemigos de la Patria que se esconden en esa Generalitat vergonzosa, mediocre y melenuda» y que «si una mayoría de catalanes se empeñan en perturbar la ruta hispánica, habrá que plantearse la posibilidad de convertir esa tierra en tierra de colonia y trasladar allí a los ejércitos del norte de África». El 4 de mayo del año siguiente, en pleno debate parlamentario sobre el Estatuto, el diario liberal de Madrid El Imparcial hacía un llamamiento para «formar la unión sagrada contra el Estatuto catalán, que vulnera la estructura política de España y hiere alevosamente la dignidad de nuestra nación. ¡Viva España! ¡Viva Cataluña española!». Sobre la efectividad de esta campaña anticatalanista el historiador José Antonio Maravall escribió lo siguiente cincuenta años después: «En los años treinta y dos y treinta y tres, hablar de algo catalán o hablar en catalán o alguna manifestación semejante, en un café de Madrid o de tantas otras grandes capitales española, le exponía a uno a una actitud de violencia».

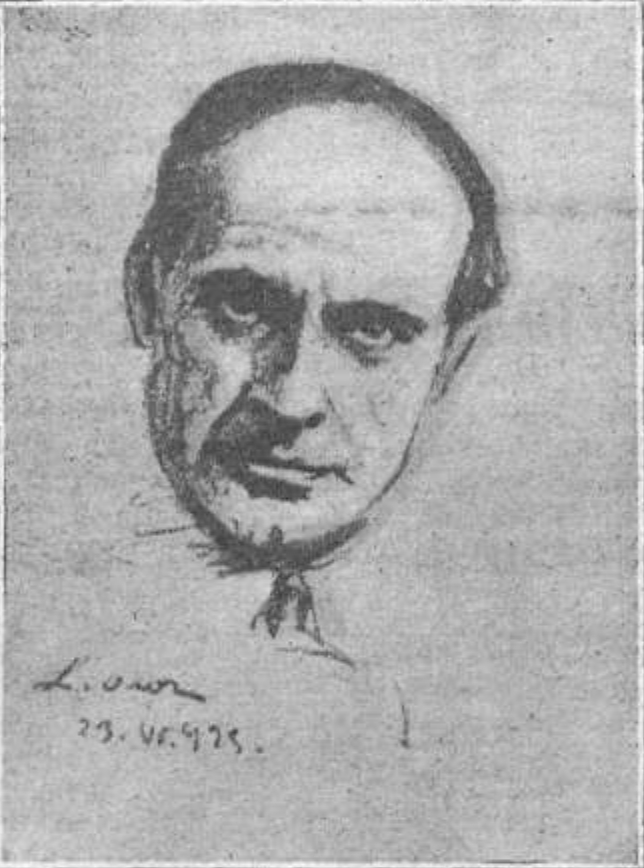
Retrato del filósofo José Ortega y Gasset (1928). Elegido diputado en junio de 1931 por la Agrupación al Servicio de la República, en un discurso en las Cortes afirmó que «el problema catalán es un problema que no se puede resolver, que sólo se puede conllevar». En otra intervención dijo que «de ese uso libre [del catalán] se hace un instrumento de polémica y de lucha histórica para ir desalojando el idioma español... a eso es a lo que nos oponemos nosotros radicalmente».

Entre los diputados que se opusieron al Estatuto destacaron dos miembros de la Agrupación al Servicio de la República. El filósofo José Ortega y Gasset afirmó el 13 de mayo de 1932 que «el problema catalán es un problema que no se puede resolver, que sólo se puede conllevar» y el 9 de junio que lo que quieren los españoles «es mandar con los catalanes, es que permanezca intacta esa fusión de raíz, es el seguir siendo una unidad profunda de destino histórico con ellos». Por su parte Alfonso García Valdecasas, que acabaría fundado junto con José Antonio Primo de Rivera el partido fascista Falange Española, afirmó que «España no fue asimilista; el asimilismo fue muy escaso; y ahora es cuando se corre precisamente el peligro asimilista "contra España", el riesgo de desespañolización de una región española». El diputado andaluz de extrema izquierda José Antonio Balbontín, incluido en el grupo de los jabalíes, dirigiéndose a los diputados catalanes les dijo: «No tenéis derecho a estar solos, sino que estáis obligados a vivir en sociedad, como todas las personas civilizadas, y si os molesta la civilización, emigrad a una isla remota, apartaos de la sociedad europea, porque en Europa está prohibida la barbarie tarraconense». Otro día les espetó a los diputados de Esquerra Republicana de Cataluña: «Estos señores de la derecha española estarán en la caverna, pero algunos de vosotros, catalanistas ultraburgueses, estáis todavía en la charca primitiva de la era de los reptiles». También dijo: «Se hace aquí algo gravísimo; se da a la Generalitat catalanista un pedazo de España, del alma de España, y eso es una traición que estoy seguro de que el pueblo no consentirá en modo alguno».
Seguramente las cuestiones más polémicas fueron la cooficialidad del catalán y la cesión de competencias en materia de Enseñanza a la Generalidad. El diputado de la derechista Minoría Agraria Antonio Royo Villanova le recriminó a los diputados catalanes que no dominaran el castellano, «porque llevan veinte años mutilando el alma española y no hablando ni escribiendo más que en catalán». Su compañero de grupo parlamentario Pedro Martín y Martín expresó más directamente su oposición a la cooficialidad: «el mayor peligro, el que más puede comprometer la unidad nacional, es el relativo a esta cooficialidad del idioma catalán con el castellano». El famoso escritor Miguel de Unamuno, diputado independiente que había resultado elegido dentro la conjunción republicano-socialista, dijo que «como funcionario de la República, del Estado entonces, yo no admito que se me dirijan en catalán... Si en un tiempo hubo aquello, que indudablemente era algo más que grosero, de "hable usted en cristiano", ahora no puede ser a la inversa... ¿Obligación? Para nadie, ni allí, de conocer el catalán». Por su parte Ortega y Gasset afirmó que «de ese uso libre [del catalán] se hace un instrumento de polémica y de lucha histórica para ir desalojando el idioma español... a eso es a lo que nos oponemos nosotros radicalmente». José Terrero, del centrista Partido Republicano Radical, criticó que la «Universidad de Cataluña» tuviera por idioma el catalán, «no por odio al catalán», dijo, sino «porque creo que el castellano es un idioma más apto para verter en los estudiantes catalanes toda la ciencia». Además mostró su temor de que «al entregar gran parte de toda la enseñanza a Cataluña, en el transcurso de algunos años el idioma castellano se pierda en Cataluña». El independiente Felipe Sánchez Román, que en 1934 fundaría el centrista Partido Nacional Republicano, también se opuso a la Universidad bilingüe porque sería «más que un instrumento de catalanización, mejor podríamos decir de desespeñalización, que acabaría con todo germen de cultura española».
Tras cuatro meses de debates interminables, solo el fallido golpe de Estado del general Sanjurjo de agosto de 1932 motivó que se acelerara la discusión del Estatuto, que finalmente fue aprobado el 9 de septiembre por 314 votos a favor —todos los partidos que apoyaban al gobierno republicano-socialista de Manuel Azaña, más la mayoría de los diputados del Partido Republicano Radical— y 24 en contra —y unas 100 abstenciones–. Las primeras elecciones al Parlament tuvieron lugar dos meses después y fueron ganadas por Esquerra Republicana de Cataluña, seguida a mucha distancia de la Lliga Catalana (la antigua Lliga Regionalista). Francesc Macià fue así confirmado como presidente de la Generalidad. Murió en diciembre de 1933 siendo sustituido por Lluís Companys, de su propio partido.

#### Proclamación del «Estado catalán en la República Federal Española» (octubre de 1934)
El 6 de octubre de 1934 Companys se sumó a la revolución desencadenada por los socialistas el día anterior y proclamó desde el Palacio de la Generalidad «el Estado catalán en la República Federal Española» como una medida contra «las fuerzas monárquicas y fascistas... que habían asaltado el poder» (en referencia a la entrada de la CEDA en el gobierno de Alejandro Lerroux, líder del Partido Republicano Radical). A continuación Companys invitó a los «dirigentes de la protesta general contra el fascismo» a «establecer en Cataluña el Gobierno Provisional de la República». Pero la falta de planificación y la pasividad con que respondió la principal fuerza obrera de Cataluña, la anarcosindicalista CNT, hizo que la rebelión catalana se terminara rápidamente el día 7 de octubre por la intervención del Ejército encabezado por el general Domingo Batet, cuya moderada actuación evitó que hubiera muchas más víctimas (murieron ocho soldados y treinta y ocho civiles).

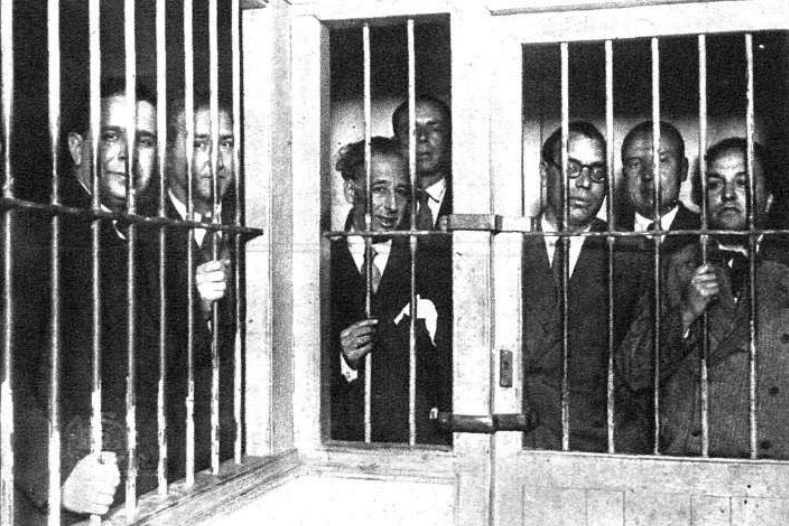
El president de la Generalidad de Cataluña Lluís Companys (en el centro) y los consellers de su gobierno encarcelados.

El president Companys y los consellers de la Generalidad fueron encarcelados (menos Josep Dencàs, que consiguió escapar) y a continuación el Estatuto de Autonomía fue dejado sin efecto. Todos los órganos de la administración autonómica fueron suspendidos y sustituidos temporalmente por un gobernador militar, el coronel Francisco Jiménez Arenas. Además las competencias de Orden Público retornaron al Gobierno central, así como otros servicios transferidos en trabajo, sanidad y previsión, «mientras dure la grave anormalidad y perturbación producida en la región autónoma». Finalmente, las Cortes aprobaron el 2 de enero de 1935 una ley que acordaba la suspensión indefinida del Estatuto (la derecha monárquica encabezada por José Calvo Sotelo exigía su derogación definitiva) por lo que Cataluña pasó a estar bajo la autoridad de un gobernador general nombrado por el gobierno central: el primero fue el liberal Manuel Portela Valladares, al que siguió, a partir del 23 de abril, el radical Juan Pich y Pon. Tras el triunfo electoral del Frente Popular en las elecciones generales de febrero de 1936, Companys y los consellers fueron amnistiados y volvieron a ocupar sus cargos tras ser restablecido el Estatuto en su integridad.

#### Guerra Civil (1936-1939)
En febrero de 1937 el Generalísimo Franco, jefe supremo del «bando nacional», reconoció ante un grupo de corresponsales extranjeros que uno de los motivos fundamentales que llevaron al golpe de Estado de julio de 1936, cuyo relativo fracaso provocó la guerra civil, fue Cataluña: «En cuanto a la suerte futura de Cataluña, hemos de decir que ésta es precisamente una de las causas fundamentales de nuestro levantamiento. Si abandonásemos Cataluña a su propio destino, llegaría a ser un grave peligro para la integridad de la Patria». El periodista amigo de Franco Víctor Ruiz Albéniz (el Tebib Arrumi) escribió sobre el propósito de los sublevados: «yo he oído a más de una persona de claro juicio y temple sereno propugnar la conveniencia de un castigo bíblico (Sodoma, Gomorra) para purificar la ciudad roja, la sede del anarquismo y del separatismo, y como único remedio para extirpar esos dos cánceres, señalar el termocauterio destructor implacable».
El general Gonzalo Queipo de Llano en unas de sus famosas alocuciones radiadas desde Sevilla dejó traslucir su antisemitismo al comparar a los catalanes con los judíos. Dijo que en América «juzgan [a los catalanes] como una raza de hebreos, porque se valen de los mismos procedimientos que realizan los hebreos en todas las naciones del Globo». Según Francisco de Cossío, director del diario de Valladolid El Norte de Castilla, los catalanes se habían aprovechado «del esfuerzo y del trabajo nacional» gracias a «subvenciones sin límite, regímenes fiscales de privilegio, aranceles a la medida de su industria, puerto franco para negociar con el trigo extranjero» y que todo ello les había servido «para maniobrar la traición y volverse contra España, a la cual explotaba[n] al mismo tiempo que ofendía[n]».
La campaña anticatalana en la zona sublevada también afectó a los catalanes que luchaban en ese bando, viéndose discriminados a causa de la lengua que hablaban. El falangista Josep M. Fontana escribió en su libro Los catalanes en la guerra de España, publicado en 1951, que «nuestra costumbre de hablar en catalán unida al tono algo más alto que el corriente, que acostumbrábamos a emplear, nos dieron bastantes disgustos». En San Sebastián un catalán fue multado por haber sido sorprendido hablando catalán desde el hotel donde se alojaba, y en Sevilla otro por «falta de patriotismo y descortesía, al hablar en dialecto catalán en el comedor del Hotel Itálica, en presencia de otros comensales de nacionalidad española». El falangista Pedro Laín Entralgo recordó en 1970 que «estaban entonces tan crispadas, endurecidas, agresivas las cosas, no ya frente al catalanismo, sino ante todo lo que fuera catalán, empezando por el idioma, que si estos hombres querían vivir en la zona nacional, tenían que ser hombres de derechas, de derechas a secas, no de derechas catalanas». El 5 de abril de 1937 el diario El Adelanto de Salamanca, sede del Cuartel General del Generalísimo Franco, publicó un artículo titulado «El dialecto agresivo», en el que decía que «hablar catalán en el territorio que está dando a sus hombres los mejores para luchar contra la bestia rojo-separatista es el colmo de la desvergüenza». En Burgos, la capital política de la «zona nacional», abundaban los carteles en los que se decía: «Si sabes hablar, habla español» o «Si eres español, habla español». En esa misma ciudad un capitán le espetó a unos catalanes: «A ver si dejan ustedes de ladrar y hablan en castellano. Estamos en España». Los vecinos de Espinosa de los Monteros recibieron mal a la centuria falangista Virgen de Montserrat por el hecho de ser catalanes y de hablar en catalán entre ellos. En diciembre de 1937 la delegación de Falange difundió la consigna «si eres español, tu deber como tal es hacer que todos los españoles lo hablen».
En el bando republicano surgieron tensiones entre el gobierno de Juan Negrín y la Generalidad de Cataluña que le llevaron este a confesarle en privado al también socialista y ministro del Interior Julián Zugazagoitia: «No estoy haciendo la guerra contra Franco para que nos retoñe en Barcelona un separatismo estúpido y pueblerino... No hay más que una nación: ¡España!... Antes de consentir campañas nacionalistas que nos lleven a desmembraciones que de ningún modo admito, cedería el paso a Franco sin otra condición que la de que se desprendiese de alemanes e italianos».

### Dictadura franquista (1939-1975)

#### Ocupación de Cataluña (1938-1939)

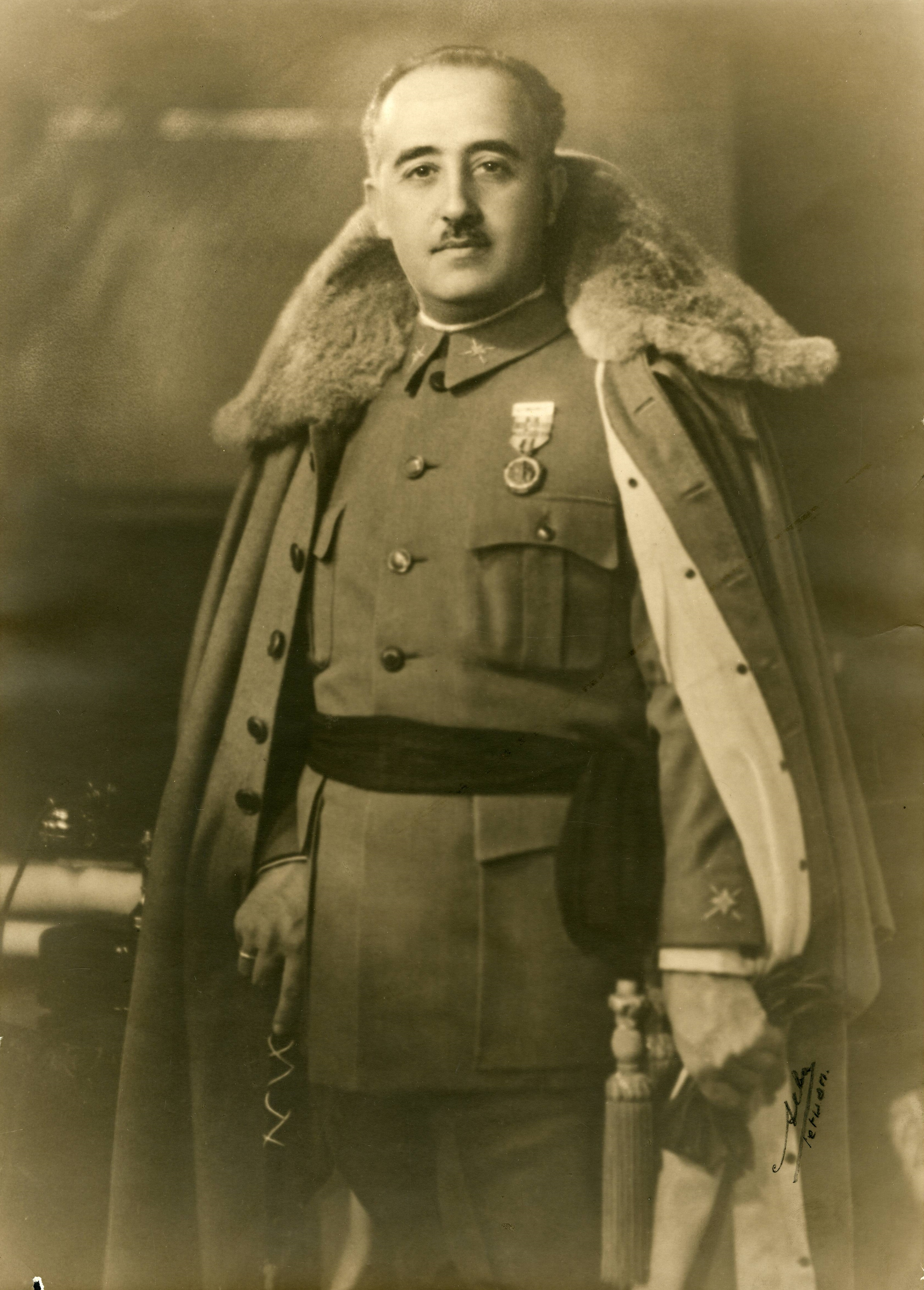
El Generalísimo Franco. En cuanto sus tropas entraron en Cataluña promulgó un decreto por el que abolía el Estatuto de autonomía de Cataluña de 1932, iniciando así una durísima represión del catalanismo, del catalán y de cualquier seña de identidad catalana.

El 3 de abril de 1938, en el periodo final de la guerra civil española, las tropas franquistas entraron en Cataluña y tomaron Lérida ―la prensa de la zona sublevada festejó la caída de la «hidra separatista»: «a la hidra separatista había que aplastarla así, de hecho, como lo están haciendo las legiones victoriosas de Franco, para que nunca más en la vida puedan levantarse estos enemigos de España, y para que el estigma de su traición quede sellado por la violencia arrolladora de una conquista», escribió Francisco de Cossío en El Norte de Castilla»―. Enseguida comenzaron los juicios sumarísimos y las ejecuciones. El uso público del catalán fue prohibido, incluidas las misas y los actos religiosos —es necesario «que todos demos pruebas de un ferviente españolismo y entusiasmo por la Causa», se decía en una Hoja Informativa Militar—. En la ciudad de Lérida unos soldados franquistas dispararon contra una lápida situada en la antigua catedral en la que estaba escrita una poesía en catalán dedicada «Al campanar de Lleida». Dos días después, el 5 de abril, general Franco promulgó un decreto por el que se abolía el Estatuto de autonomía de Cataluña de 1932. Y el día 9 ordenaba la ejecución del católico catalán Manuel Carrasco Formiguera que había sido condenado a muerte ocho meses antes. «Con la ejecución de Carrasco y la abolición del Estatuto de Cataluña el Nuevo Estado dejaba claro que además de izquierdas y derechas, de comunistas y católicos, la represión del nacionalismo sería objetivo preferente de los franquistas», han señalado Josep Maria Solé i Sabaté y Joan Villarroya.
La prensa de la zona sublevada celebró la supresión del Estatuto catalán. El Diario de Burgos dijo: «De Cataluña han salido en los últimos cincuenta años todas las rencillas, convertidas en odios más tarde; los venenos compartidos después entre todas las clases humildes de toda España». El Heraldo de Aragón se refirió a «¡aquel fraudulento plebiscito sufragado con fondos oficiales para presentar la solemne mentira de la voluntad separatista del pueblo catalán». El Ideal Gallego opinó que «el Estatuto fue, desde su iniciación, un hecho criminal contra la integridad de la Patria española». Francisco de Cossío desde el El Norte de Castilla aseguró que «Cataluña con vocación de atracador... consiguió el nefasto Estatuto», «porque el separatismo catalán implicaba, no una desmembración que, a ellos, en su sentido de negociantes, no les convenía, sino un intento de colonización para que España fuese tributaria sumisa y obediente de Cataluña».
En Almacellas, donde veintidós personas fueron asesinadas tras ser llevadas a la vecina Aragón, tuvo lugar la primera concentración falangista en Cataluña presidida por el coronel Darío Gazapo Valdés, quien dirigiéndose a los catalanes dijo:

No os engañéis, la vida en España ha de ser muy dura. Todos hemos de hacer un sacrificio y Cataluña lo hará con cariño, y si no lo hace con amor, la obligaremos por la fuerza, que somos los más hombres, los más fuertes, los más gallardos del mundo.

Como han señalado también Solé i Sabaté y Villarroya, «el análisis de este periodo de la ocupación militar de Cataluña… muestra una característica básica de la actuación del ejército franquista: Cataluña es culpable y debe ser españolizada. Es un enemigo al que no hay que dar cuartel». Se llegó a decir que Cataluña debía ser sembrada de sal. La actitud anticatalana de las fuerzas invasoras llegó a unos niveles tan altos que el propio general Franco se vio obligado a intervenir recomendando «no dar un mal paso que haga después más difícil la tarea de españolizar de corazón a Cataluña, es preciso no sembrar odios».
Nueve meses después, el 23 de diciembre de 1938, comenzó la ofensiva final sobre Cataluña que provocó un enorme éxodo de refugiados que bloqueaban las carreteras. El general Franco ya había advertido en una entrevista que no habría ni amnistía ni reconciliación para los republicanos. Solo el castigo y el arrepentimiento abrirían la puerta a su «redención» para los que no fueran «criminales empedernidos», a los que solo les esperaba la muerte. En el mes de enero Ramón Serrano Suñer, que consideraba al nacionalismo catalán una «enfermedad», declaró:

Hoy tenemos a Cataluña en la punta de nuestras bayonetas. El dominio material será rápido. Estoy seguro de que la incorporación moral de Cataluña a España será tan rápida como su incorporación militar...

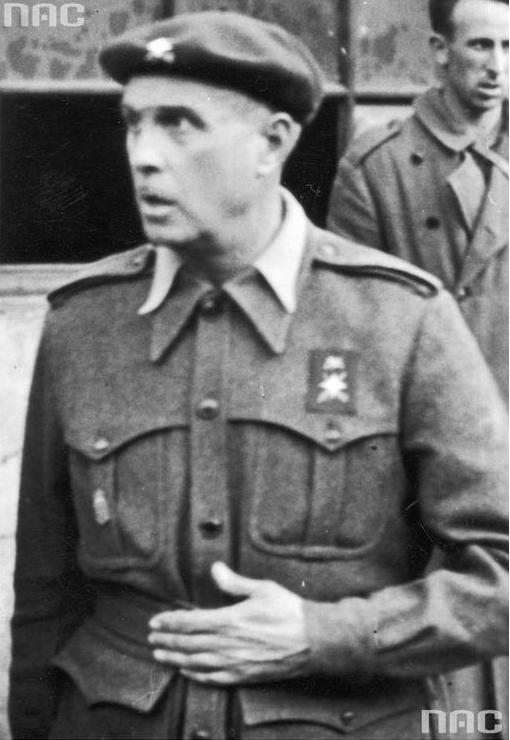
General José Solchaga. Encabezó las primeras tropas franquistas que entraron en Barcelona. Según el testimonio del agregado militar británico ante el gobierno de Franco, sus Brigadas de Navarra fueron escogidas para tal distinción «no porque hayan luchado mejor, sino porque odian mejor. Especialmente cuando el objeto de odio es Cataluña o un catalán».

El 15 de enero de 1939 cayó Tarragona y los vencedores celebraron una solemne ceremonia en la catedral oficiada por el canónigo de la catedral de Salamanca José Artero quien en su homilía exclamó: «¡Perros catalanes! No sois dignos del sol que os alumbra». Buena parte de la población de la ciudad había huido en dirección a Barcelona. Enseguida comenzaron las detenciones y los juicios sumarísimos. El 26 de enero las tropas franquistas tomaban Barcelona al grito de Viva Cataluña Española. Según el testimonio del agregado militar británico ante el gobierno de Franco, los primeros en entrar en la capital catalana fueron las tropas de las Brigadas de Navarra del general Solchaga «no porque hayan luchado mejor, sino porque odian mejor. Especialmente cuando el objeto de odio es Cataluña o un catalán». El general Eliseo Álvarez Arenas, jefe del ejército de ocupación manifestó que «el triunfo de las armas del Caudillo acaba de concederos [a los catalanes] el inmenso beneficio de la liberación y el altísimo honor de incorporaros a la grandeza y unidad de la Patria». El 4 de febrero el periodista amigo de Franco Víctor Ruiz Albéniz (el Tebib Arrumi) escribió un artículo en el que decía lo siguiente:

Están vencidos y soportarán, porque son gente despierta, su derrota y nuestro triunfo; pero… ¿convencidos?... ¡ah! Eso ya es más difícil. Quizás imposible. Barcelona seguirá siendo el “garbanzo negro” de la olla nacional. Por lo menos durante un par de generaciones.

El periódico nazi Rostocker Anzeiger —en aquel momento la Legión Condor seguía en España— también celebró la caída de Cataluña: «Lo más importante de todo es que Cataluña haya sido conquistada por la fuerza de las armas. Con este simple hecho, quizá para siempre haya desaparecido el problema del separatismo catalán». El teniente coronel de la Legión Ricardo Alonso Vega hizo un comentario similar en el semanario Arriba España: «A los del "hecho diferencial", nuestra notificación de que han sido vencidos por la fuerza de las armas, y de que si quieren ser los hermanos de los demás españoles les impondremos la ley del vencedor, porque nosotros, los combatientes, al terminar la guerra en Cataluña damos también por terminados y para siempre los hechos diferenciales». Un vaticinio que compartiría ya finalizada la guerra civil Ernesto Giménez Caballero. En un artículo titulado «Ante la tumba del catalanismo» escribió: «Frente a esos sueños fulminantes de Francisco Cambó y Francisco Maciá surgen las realidades guerreras de otro Francisco: Franco. La verdad unificadora y eterna de España. Y Barcelona cuna romántica del catalanismo en 1833, le sirve al Catalanismo de tumba el 26 de enero de 1939». Por su parte el primer gobernador civil franquista de Barcelona Wenceslao González Oliveros advirtió: «el que aún se sienta enemigo piense que es un vencido al amparo de la Misericordia y la Justicia del Vencedor».

#### Represión política, lingüística y cultural: la «españolización» de Cataluña
En contra de algunas posiciones más moderadas, se impuso la línea dura que pretendía la «españolización eficaz de Cataluña»: se suprimieron las entidades catalanistas ―se llegó a ejecutar a personas solo por haber colaborado con publicaciones catalanistas, como Carles Rahola Llorens y Domènec Latorre―, se persiguió cualquier manifestación pública de la cultura catalana y se prohibió el uso público del catalán. Así lo proclamó el general Eliseo Álvarez Arenas, jefe de los Servicios de Ocupación de Barcelona, en su primer bando en el que declaraba que el catalán solo sería tolerado «en el uso privado y familiar». El propio general Franco ya había advertido que «el carácter de cada región será respetado, pero sin perjuicio para la unidad nacional, que la queremos absoluta, con una sola lengua, el castellano, y una sola personalidad, la española». «Hemos hecho la guerra para la unificación de España», decía Ramón Serrano Suñer, número dos del régimen franquista. Así lo reiteró el gobernador civil de Barcelona en unas declaraciones al semanario Destino, fundado por catalanes franquistas en Burgos, en agosto de 1939: «España se alzó, con tanta o mayor fiereza, contra los estatutos desmembradores que contra el comunismo».
En Barcelona, como en otras localidades catalanas, aparecieron rótulos donde se leía Habla el idioma del imperio―una consigna que se había utilizado por primera vez en Mallorca― y cuando se recriminaba el uso cotidiano del catalán se solía utilizar la expresión «Hable usted en cristiano». La Iglesia católica también colaboró. En el Boletín Oficial del Obispado de Barcelona del 15 de marzo de 1939 se decía que «accediendo gustosamente a las indicaciones que nos han sido hechas por las dignísimas Autoridades de esta provincia», se «rogaba» a los párrocos «que en los actos de culto público que se celebren en sus respectivos templos, no se use otra lengua vernácula que la lengua española». También se prohibió a los funcionarios y a los maestros y profesores hablar en catalán en horario laboral. En los telegramas no se permitía el catalán y tampoco en la correspondencia privada que tenía que estar «redactada en español» para pasar por la Censura Militar. Todos los documentos oficiales debían estar escritos también en castellano así como todos los periódicos, revistas y libros. Muchos de los libros escritos en catalán de las bibliotecas fueron quemados o convertidos en pasta de papel. Además se retiraron de la vía pública todos los monumentos «catalanistas» y se procedió a la castellanización de la toponimia y de los nombres de los establecimientos comerciales y de las empresas. El gobernador civil de Gerona lo justificó diciendo que era «absolutamente necesario que el sentimiento nacional y españolista se manifieste públicamente sin vacilaciones de género alguno». Según El Noticiero Universal el «enaltecimiento de la lengua común a todos los españoles, vínculo de unidad y vehículo de mutua comprensión y recíproco auxilio, borrará la tarea demoledora del supuesto "hecho diferencial", hijo espurio de torcida malicia, que vivió de coacciones y sólo desgracias acarreó».
En la represión de los «rojo-separatistas» participaron falangistas que realizaban detenciones arbitrarias y ejercían todo tipo de coacciones sobre la población. También un autodenominado Rondín Antimarxista de Barcelona al mando del guardia civil Manuel Bravo Montero que actuaba como una policía paralela. Bravo Montero fue impuesto como directivo del F.C. Barcelona ―hubo un intento de rebautizarlo como «Club España»― a pesar de que había manifestado sentir «odio» por el club. Fuera de Barcelona funcionaron organizaciones similares al Rodín barcelonés. «Sus heroicidades consistían en dar palizas a contrarios o tibios, vejar a las mujeres de rojo-separatistas exiliados, saquear o destruir bibliotecas donde hubiese libros en catalán, escarnecer a parejas no unidas por la Iglesia, aislar social y públicamente a quien se suponía distante del nacionalsindicalismo», han afirmado Josep Maria Solé y Joan Villarroya.
Los rótulos «Habla la lengua del Imperio» y «Si eres patriota habla español» no se retiraron hasta finales de la década de 1940. En 1952, trece años después del final de la guerra civil, el gobernador civil de Barcelona respondía a los que le pedían que autorizara una revista en catalán: «¿Ustedes creen que hemos hecho la guerra para que el catalán vuelva a ser de uso público?». Sólo a partir de 1945 —«la victoria de los aliados obligó al régimen franquista a atenuar las formas más extremas de destierro de la lengua y la cultura catalanas», ha señalado Albert Balcells— se pudieron publicar los primeros libros en catalán, pero solo reediciones de clásicos y con normativa ortográfica prefabriana, como se hizo con Mossèn Cinto Verdaguer —al que se le rindió un homenaje en 1945, en el que se destacó su condición de sacerdote católico—. A partir de 1951 se permitió la publicación de obras de creación literaria en catalán (poesía, teatro, novela) pero el ensayo, los trabajos científicos y las traducciones solo se permitieron a partir de la segunda mitad de esa década, y siempre sometidas a una férrea censura, más severa que la aplicada a los libros publicados en Cataluña en castellano. Así se pasó de 46 títulos publicados en catalán en 1946 a 183 en 1960 —todavía muy lejos de los 865 títulos publicados en 1936; una cifra que nunca se alcanzaría durante el franquismo—. El poeta Vicente Aleixandre mostró su preocupación porque «los catalanes no se contentarán con que puedan publicar sus libros en catalán, lo que es enteramente justo, sino que en una nueva etapa, cuando llegue, si es que llega, la democracia, querrán que toda la enseñanza en Cataluña se dé en catalán, y el castellano quede completamente desplazado, y se estudie solo como un idioma más, como el francés. A esa desmembración lingüística me opondré, como se opusieron Unamuno y Ortega en el Parlamento de la República».

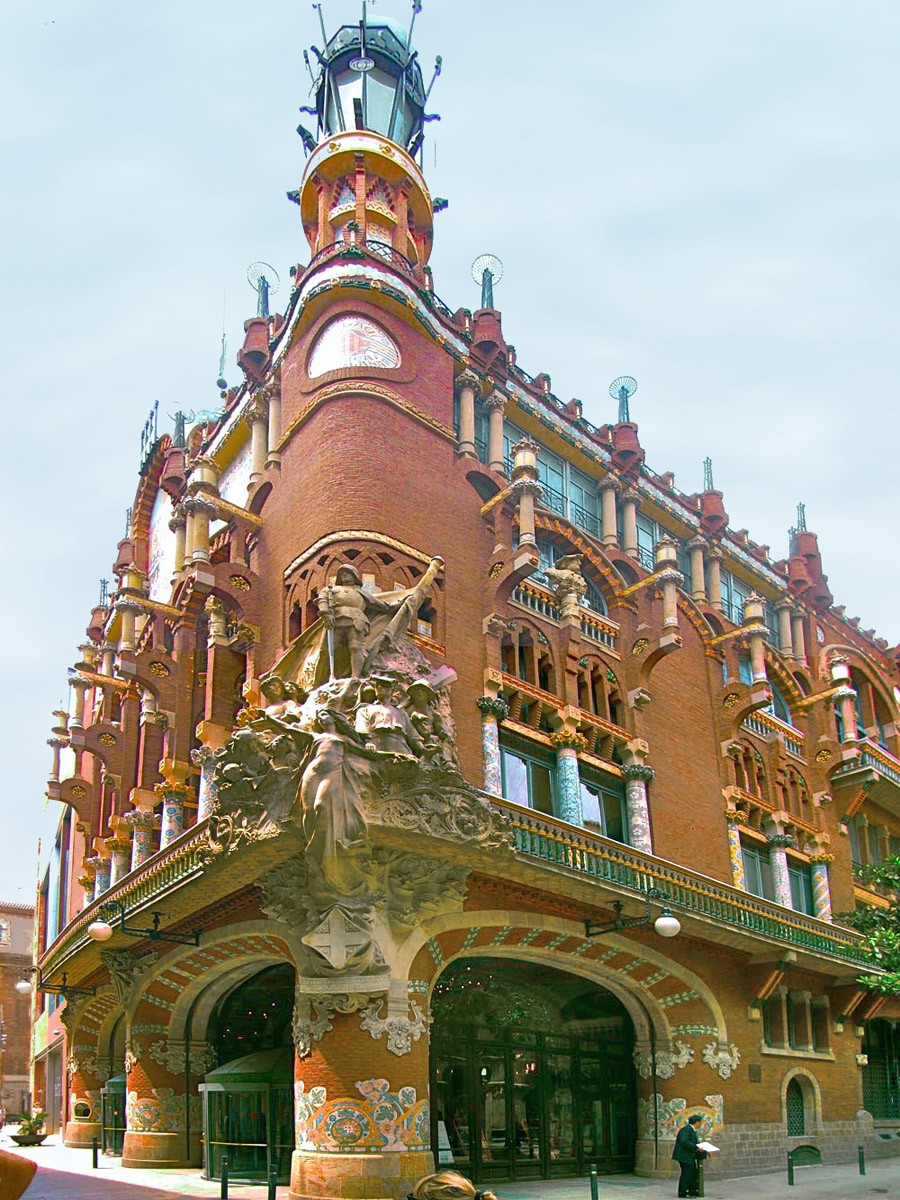
Palacio de la Música Catalana donde tuvo lugar la protesta conocida como los sucesos del Palau de la Música de 1960, 51 años después de que en ese mismo lugar se aprobara el primer proyecto de Estatuto de Autonomía para Cataluña propuesto por la Mancomunidad de Cataluña.

La relativa «tolerancia» hacia los libros en catalán —pero siguieron sin ser autorizados los periódicos en catalán— no supuso en absoluto que la represión política remitiera, como se demostró durante los sucesos del Palau de la Música de mayo 1960, considerados como el «acto fundacional» del resurgimiento del catalanismo político después de la guerra civil. El público asistente a un acto celebrado en el Palacio de la Música Catalana presidido por varios ministros franquistas cantó el Cant de la senyera, que funcionaba como himno alternativo al prohibido Els Segadors. Entre otros fue detenido como presunto responsable principal de la protesta el joven Jordi Pujol. Sería juzgado y condenado por un tribunal militar a siete años de cárcel —de los que cumplió tres— a quien también se acusó —lo que era cierto— de ser el autor del panfleto Us presentem al general Franco. Los detenidos fueron torturados y según relatarán años más tarde los policías mientras los interrogaban y maltrataban iban diciendo frases como «lo que Hitler hizo con los judíos no fue nada con lo que nosotros haremos con los catalanes», «los catalanes no tienen c...», «perro catalán, hijo de p...», «dentro de un año seréis unos esclavos y nos limpiaréis los zapatos», «qué lastima que no pudiéramos mataros a todos», «los catalanes estaréis más bajos que la mierda», entre otros insultos.
Dos meses antes el movimiento de resistencia clandestino había conseguido su primer triunfo: en febrero el gobierno franquista había destituido a Luis Martínez de Galinsoga, director de La Vanguardia Española impuesto por las autoridades franquistas veinte años antes —tras obligar al diario a añadir a su cabecera la palabra «Española»—. Galinsoga había manifestado que «todos los catalanes son una mierda» tras salir indignado de una misa en catalán, lo que provocó una oleada de protestas por parte de diversas entidades y asociaciones catalanas. La campaña contra Galinsoga fue promovida por el grupo Cristians Catalans (CC) fundado en 1954 y cuyo líder era Jordi Pujol. Durante los veinte años que estuvo al frente de La Vanguardia Española Galinsoga ya se había distinguido por su rechazo al catalán. «Nos ha costado demasiada sangre, demasiada ruina y demasiadas torturas el rescate de nuestra personalidad una e invicta», escribió en una ocasión. «Pensar como Franco, sentir como Franco y hablar como Franco, que hablando, naturalmente, en el idioma nacional ha impuesto la Victoria», eran las tres cosas que debían hacer los catalanes si querían alcanzar la «redención», escribió también.

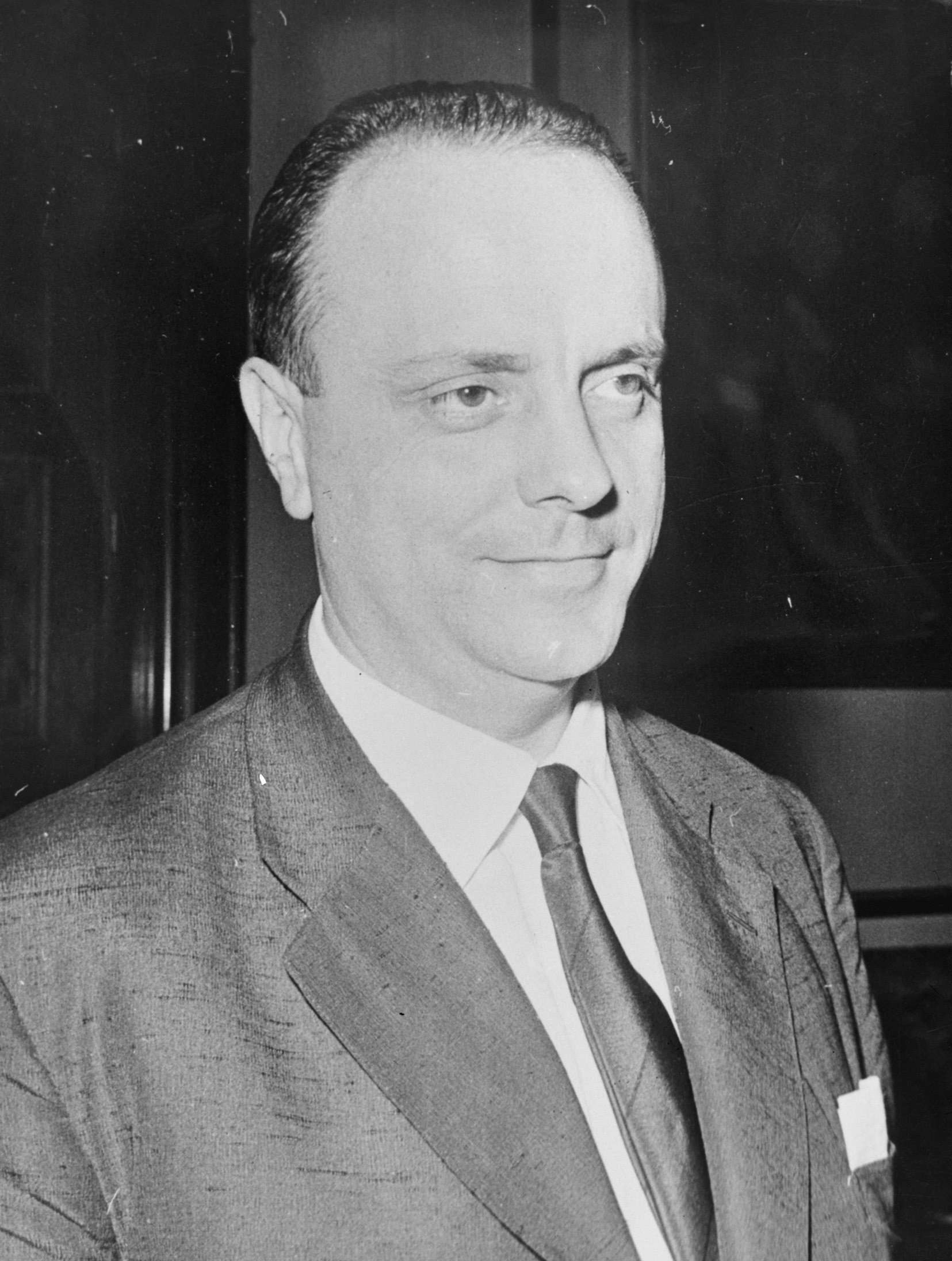
Manuel Fraga Iribarne, ministro franquista de Información y Turismo. En 1968 declaró en una entrevista con un periodista catalán: «¡Hay que decir español y no castellano! El español es la lengua de todos. Se ha transformado ya en la lengua de España. [...] Haré todo lo posible para evitar que se destruya la unidad nacional... Porque Cataluña fue ocupada por Felipe IV, fue ocupada por Felipe V, que la venció, fue bombardeada por el general Espartero, que era un general revolucionario, y la ocupamos en 1939 y estamos dispuestos a ocuparla tantas veces como sea necesario y para ello estoy dispuesto a coger el fusil de nuevo. Por consiguiente, ya saben ustedes a qué atenerse, y aquí tento el mosquetón para volverlo a utilizar».

La oposición al franquismo y a su políticas fue creciendo a lo largo de la década de 1960. En 1969 nacía la clandestina Comisión Coordinadora de Fuerzas Políticas de Cataluña, que su manifiesto fundacional reclamó la amnistía y las libertades políticas y sindicales, así como el restablecimiento del Estatuto de Autonomía de 1932 y la convocatoria de Cortes constituyentes, como paso previo al reconocimiento del derecho de autodeterminación que se extendía a todos los pueblos del Estado español. En diciembre del año siguiente y como medio de protesta por el proceso de Burgos, celebró una Assemblea d'Intel·lectuals en el Monasterio de Montserrat —unos 250 intelectuales catalanes se encerraron en el monasterio: Joan Miró, Antoni Tàpies, Alexandre Cirici, Montserrat Roig y Terenci Moix, entre otros—, cuyo éxito condujo a la formación el 7 de noviembre de 1971 de la Asamblea de Cataluña —su programa se sintetizó en el lema Llibertat, amnistia, estatut d'autonomia que alcanzó una gran popularidad—. Jordi Carbonell, uno de los intelectuales que participaron en el encierro de Montserrat, fue citado a declarar en la Jefatura Superior de Policía de Barcelona, pero se negó a hacerlo en castellano, por lo que pasó a disposición del Tribunal de Orden Público (TOP). En la sanción que le aplicaron se narraban así los hechos:

En el interrogatorio que se le hizo en la Brigada Social a consecuencia del encierro en el Monasterio de Montserrat, se negó rotundamente a hablar en castellano, siguiendo la misma actitud en el juzgado, por lo que pasó a disposición del TOP, ante el que adoptó la misma postura, por lo que fue ingresado en la enfermería de la prisión para observación psiquiátrica, que le califica como una notoria amenaza para la conciencia social y revela su destacada personalidad de agitador y su manifiesta peligrosidad para el orden público.

Por otro lado, la dictadura franquista confiaba en que la emigración de andaluces y extremeños a Cataluña contribuyera a la «españolización» de Cataluña. Y así se decía en el Boletín de Orientación Bibliográfica del Ministerio de Información y Turismo —cuya cartera ostentaba Manuel Fraga Iribarne— en una fecha tan tardía como enero de 1968: que esa emigración llevara a cabo una «castellanización por debajo, progresiva y constante, acompasada al ritmo expansivo de la industria e impulsada por diferentes índices de natalidad». Hay que tener en cuenta, como ha señalado Albert Balcells, que el catalán continuaba excluido «de los medios de comunicación y de la escuela». El papel de la emigración en la «españolización» de Cataluña fue de nuevo tratado en 1971 por el Consejo Nacional del Movimiento en el marco de la ponencia «Defensa de la unidad nacional», dedicada a estudiar el «grave problema del catalanismo». Allí se reconoció que «hay que desechar la idea, por estéril, de que la unidad se puede imponer por la sola enérgica autoridad. Hay que buscar nuevos y más eficaces caminos». Uno de los «caminos» propuestos fue impulsar la implantación de «casa y centros regionales» para evitar que los inmigrantes «que vienen esforzándose por el engrandecimiento de Cataluña... sean presa del mesianismo de doctrinas sectarias». En la ponencia también se constató lo siguiente:

En la región catalana se ha acentuado últimamente un ambiente pseudo-regionalista con su intencionalidad política que cada vez posee más notable influencia y cada vez se extiende más sobre la juventud. Últimamente dada la eficaz labor que determinadas minorías políticas catalanizantes integradas por religiosos y intelectuales llevan a efecto a través de los más varados medios, cual son la "nova cansó [sic] catalana", la campaña del catalán en las escuelas y la enorme profusión de libros editados en catalán, hacen que el problema adopte cada día una imagen más preocupante.

### Transición democrática (1975-1982) y gobiernos socialistas (1982-1996)
En 1976 el gobierno de Adolfo Suárez, nombrado por el rey Juan Carlos I en julio de ese mismo año para que llevara a cabo la «reforma política», encargó una macroencuesta para conocer la opinión de los ciudadanos sobre la concesión de estatutos de autonomía que también incluía averiguar los sentimientos de afecto y de rechazo hacia el resto de regiones, diferentes de las que el encuestado vivía. El resultado fue que Cataluña ocupó el último o el penúltimo lugar en el grado de aprecio, a excepción del País Vasco, Navarra, las Islas Baleares y Valencia (en las que aparecía entre el segundo y el cuarto lugar —en Valencia aparecía en tercer lugar, un hecho sorprendente teniendo en cuenta que en los años siguientes se iba a desarrollar allí un poderoso movimiento anticatalanista conocido por sus adversarios como «blaverismo»).
Según el libro Cataluña: esa desconocida para España ese estado de opinión respondía en gran medida a la visión que daban de Cataluña los medios de comunicación. Tras analizar unos doscientos artículos de prensa concluía que en ellos «se detecta, una vez más, el entramado de tópicos, de prejuicios, de prevenciones y de miedos seculares con que la perspectiva española se acerca a la realidad de Cataluña». En un editorial de septiembre de 1976 titulado «El peligro catalán» el semanario humorístico Por Favor denunció la existencia de una campaña anticatalana orquestada por la derecha española: «Con su fama de ricos, separatistas, rojos y tenaces, [los catalanes] se han convertido en el chivo expiatorio ante los ojos de la derecha. Se está fabricando un "enemigo interior", como en el pasado se fabricó el peligro judío o el peligro amarillo o el peligro naranja. Hoy ese enemigo prefabricado es el "peligro catalán"».

#### Restablecimiento de la Generalidad y nuevo Estatuto de Autonomía (1977-1981)
Tras la celebración el 15 de junio de 1977 de las primeras elecciones democráticas desde febrero de 1936, el presidente del Adolfo Suárez se entrevistó el 27 de ese mismo mes con el presidente de la Generalidad en el exilio Josep Tarradellas y tras una ardua negociación este pudo regresar a Barcelona el domingo 23 de octubre después de que el gobierno aprobara un decreto-ley de 29 de septiembre de 1977 que restableció «provisionalmente» la Generalidad, aunque sin hacer referencia al Estatuto de 1932 y sin atribuciones específicas que fueran más allá de las propias de las diputaciones provinciales. Algunos parlamentarios catalanes recién elegidos criticaron el acuerdo entre Tarradellas y el gobierno porque no se restableció la autonomía de Cataluña, una cuestión que se dejaba para más adelante, una vez que se hubiera aprobado la nueva Constitución.

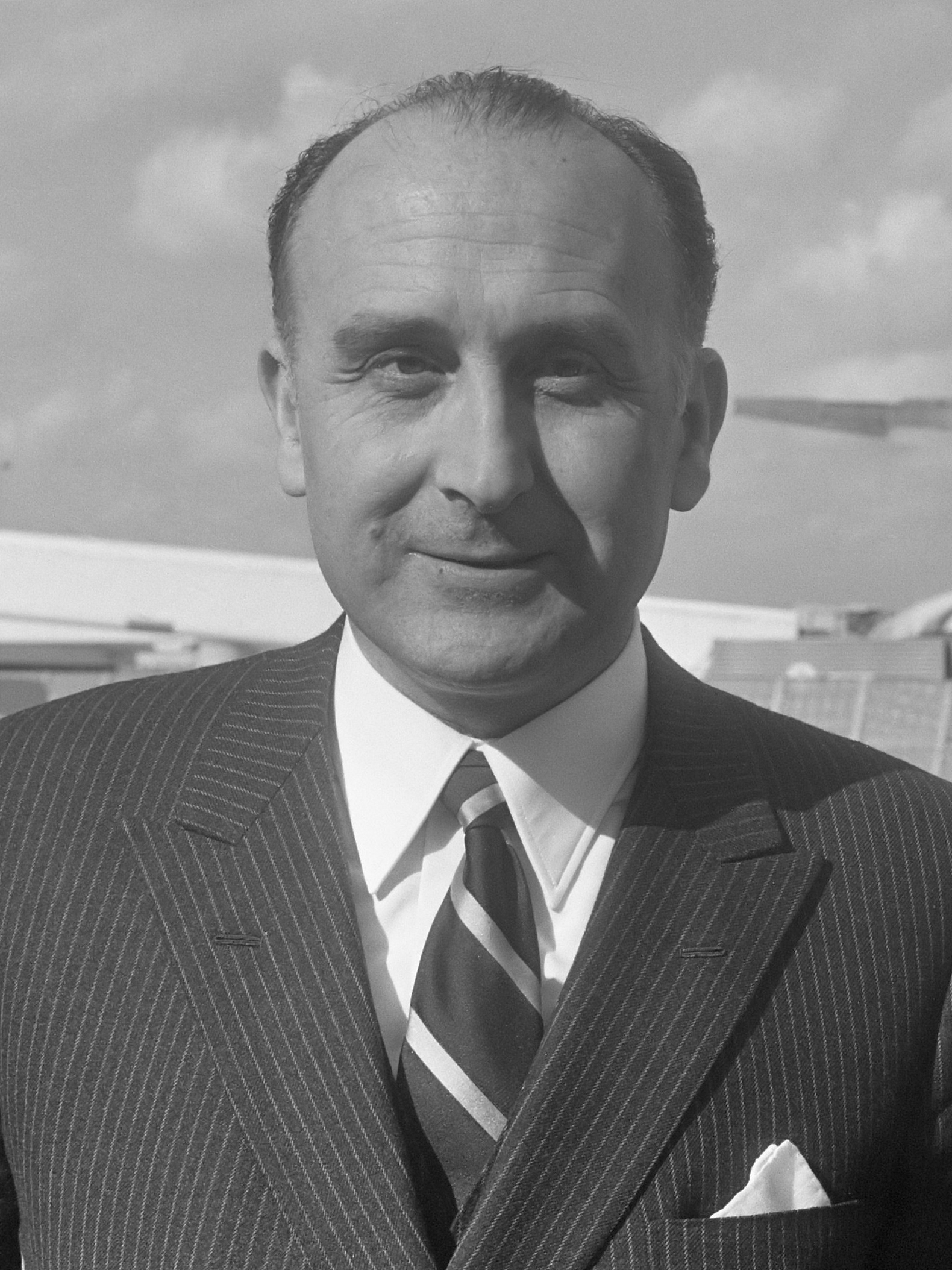
Licinio de la Fuente, exministro franquista y diputado por Alianza Popular se opuso al reconocimiento oficial de las lenguas diferentes al castellano en la Constitución. Afirmó que con la cooficialidad se iba a introducir «un elemento más de la posible división de una nación», «una de las más antiguas del mundo» y que «contaba con uno de los pocos idiomas auténticamente universales».

Durante el debate de la nueva Constitución los diputados de Alianza Popular, liderada por el exministro franquista Manuel Fraga Iribarne, fueron los que se mostraron más beligerantes en contra de la inclusión del término «nacionalidad» en el artículo 2 («La Constitución se fundamenta en la indisoluble unidad de la Nación española, patria común e indivisible de todos los españoles, y reconoce y garantiza el derecho a la autonomía de las nacionalidades y regiones que la integran y la solidaridad entre todas ellas») y al reconocimiento de la cooficialidad de las lenguas diferentes al castellano en sus respectivas Comunidades Autónomas en el artículo 3.2 («Las demás lenguas españolas serán también oficiales en las respectivas Comunidades Autónomas de acuerdo con sus Estatutos»). El diputado Licinio de la Fuente, también exministro franquista, dijo que con la cooficialidad se iba a introducir «un elemento más de la posible división de una nación», «una de las más antiguas del mundo» y que «contaba con uno de los pocos idiomas auténticamente universales». El líder del partido Manuel Fraga respaldó plenamente a su compañero De la Fuente cuando dijo: «No me he opuesto, ni me opondré nunca, al uso de esas lenguas ni a su enseñanza. Sí tengo que oponerme a que esa enseñanza sea obligatoria o se imponga la obligatoriedad por la vía de la cooficialidad».
En cuanto las Cortes surgidas de las elecciones de 1977, aprobaron la nueva Constitución, sometida a referéndum el 6 de diciembre de 1978, la Asamblea de Parlamentarios catalanes, integrada por todos los diputados y senadores elegidos por las cuatro circunscripciones catalanas, designó una ponencia de veinte de sus miembros para que redactaran el anteproyecto de Estatuto de Autonomía. Estos se reunieron en el parador de Sau y el 29 de diciembre de 1978 presentaron el anteproyecto al plenario que lo aprobó con un único voto en contra. Pero el debate en las Cortes no se iniciaría hasta después de las elecciones de marzo de 1979, en las que la Unión de Centro Democrático (UCD), del presidente Adolfo Suárez, ganó de nuevo en España y la izquierda en Cataluña.
La negociación entre los representantes de la Asamblea de Parlamentarios y los del gobierno fue muy dura pues UCD presentó 59 enmiendas al proyecto de Sau. Finalmente los representantes catalanes tuvieron que aceptar buena parte de los «recortes» exigidos por el partido del gobierno y el 13 de agosto el proyecto fue aprobado por la Comisión Constitucional. El 25 de octubre el nuevo Estatuto de autonomía fue sometido a referéndum de los catalanes: fue apoyado por el 88,1% de los votantes, con el 7,8% de votos negativos, aunque la participación fue baja (59,6%). El Estatuto fue finalmente aprobado por el pleno del Congreso el 19 de noviembre de 1979 y por el pleno del Senado el 12 de diciembre.
El 20 de marzo de 1980 se celebraron las primeras elecciones al Parlamento de Cataluña. En ellas Convergència i Unió fue la fuerza política más votada (43 diputados), seguida por el PSC-PSOE (33 escaños), y su líder Jordi Pujol formó el primer gobierno bajo el régimen del nuevo Estatuto. Así, la construcción de la nueva administración autonómica fue obra de CiU, lo que llevó a buena parte del electorado a considerar a la coalición como la fuerza política garante de la autonomía de Cataluña. Como consecuencia, obtuvieron la mayoría absoluta en las elecciones de 1984 (pasó del 27,7% de los votos en 1980 al 46,6%), 1988 y 1992 y la mayoría relativa en las de 1995 y 1999, lo que supuso que Jordi Pujol presidiera la Generalidad durante veintitrés años consecutivos (de 1980 a 2003). En estas elecciones al Parlamento de Cataluña el PSC quedó siempre en segundo lugar.

#### La normalización lingüística del catalán y el «Manifiesto de los 2300» (1981-1988)

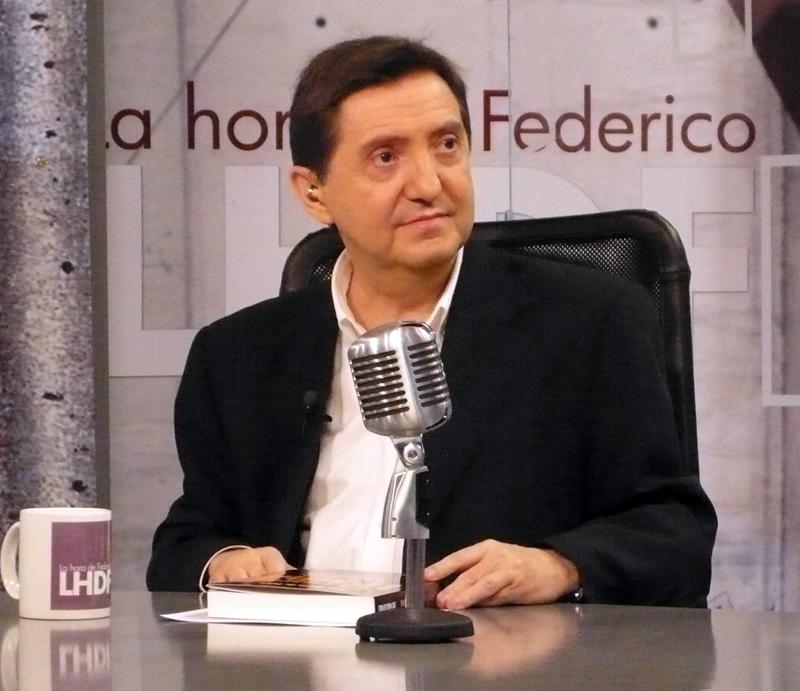
El periodista Federico Jiménez Losantos en 2009. Cuando era profesor de instituto en Cataluña promovió el «Manifiesto de los 2.300» hecho público en marzo de 1981, en el que se denunciaba la «persecución del castellano» por parte de la Generalidad. El año anterior intentó formar una «candidatura de la emigración» para las elecciones autonómicas catalanas. Fue víctima de un grave atentado por parte de la organización terrorista Terra Lliure y que acabó marchándose de Cataluña. Años más tarde publicaría el libro La dictadura silenciosa en el que afirmó que «tres millones de personas, el equivalente a la población de Lituania, están sometidas a la operación política y cultural del cambio de lengua, de erradicación de la lengua castellana en la segunda generación. Y casi nadie dice nada».

El 12 de marzo de 1981 Diario 16 publicó un manifiesto titulado Por la igualdad de los derechos lingüísticos, también conocido como «Manifiesto de los 2.300», en el que los intelectuales y profesores firmantes, todos ellos de Cataluña, denunciaban la «persecución del castellano» por parte de la Generalidad. La recogida de firmas había finalizado el 15 de enero. En el manifiesto, cuyos firmantes aseguraban que «no tenían prejuicios anticatalanes», se decía que «no hay ninguna razón democrática que justifique el propósito de convertir el catalán en la única lengua oficial de Cataluña» y que la desaparición del castellano «sería un motivo de discriminación para la mitad de la población de Cataluña». Mostraban su preocupación por la situación cultural «abocada cada día más al empobrecimiento» y se proponían evitar «el genocidio cultural de cerca de tres millones de personas». Además consideraban que la cuestión lingüística era «un excelente instrumento para desviar legítimas reivindicaciones sociales que la burguesía catalana no quiere o no puede satisfacer» y un «arma discriminatoria y como forma de orientar el paro hacia otras zonas de España». Uno de sus principales promotores, Federico Jiménez Losantos (que fue víctima de un grave atentado por parte de la organización terrorista Terra Lliure y que acabó marchándose de Cataluña), publicó años después el libro La dictadura silenciosa en el que afirmó que «tres millones de personas, el equivalente a la población de Lituania, están sometidas a la operación política y cultural del cambio de lengua, de erradicación de la lengua castellana en la segunda generación. Y casi nadie dice nada». Otro de los firmantes Amando de Miguel, que también se marchó de Cataluña, escribió poco después de hacerse público el manifiesto que «¿será el recuerdo de los pasados genocidios una amenaza de la "Venganza Catalana" que nos aguarda sobre los que queremos ser de Cataluña sin renegar de nuestro idioma?». El «Manifiesto de los 2.300» fue respondido por el catalanismo con la Crida a la Solidaritat en Defensa de la Llengua, la Cultura i la Nació Catalanes, del que surgió la plataforma Crida a la Solidaritat que organizó la manifestación del 14 de marzo de 1982 en contra de la LOAPA bajo el lema Som una nació ('Somos una nación').
El 6 de abril de 1983 el Parlamento de Cataluña aprobó por unanimidad la Ley de Normalización Lingüística, que suscitó duras críticas por parte de la Real Academia de la Lengua y de intelectuales y escritores en lengua castellana, entre otros sectores. Se argumentó que Cataluña al menos desde el siglo XVI había sido bilingüe (así lo afirmó, entre otros, el académico Francisco Rodríguez Adrados: «se convirtió, además, Cataluña en el siglo XVI en una región bilingüe: prácticamente todos hablan castellano, español ya») y que el castellano nunca había sido impuesto (así lo afirmó, entre otros, el académico Emilio Alarcos Llorach: la expansión del castellano por el este de la península «no es resultado de ninguna imposición, sino que se debe más bien a difusión de tipo cultural, a las ventajas sociales que procuraba su uso, y al prestigio de ser el castellano la lengua de la cancillería regia y de las obras literarias»). En 1988 el presidente entonces de la Real Academia de la Lengua Rafael Lapesa escribió en un artículo publicado en El País que «en Cataluña hay una política muy calculada e inteligente de catalanización de toda la población inmigrante de otras regiones que se han asentado allí». Poco después el académico Gregorio Salvador escribió en ABC que «esta aperreada lengua española... está condenada a soportar toda suerte de atentados y atropellos. [...] No podemos permanecer callados». En otro artículo en el mismo diario aseguró que «comienza a haber catalanes con estudios medios que no saben hablar castellano». El también académico Alarcos Llorach calificó la política lingüística de la Generalidad como «aberrante» al considerarla contraria «a la multisecular convivencia del catalán y el español» y Julián Marías como «una muestra de provincianismo» y «una manera de suicidio cultural e histórico». Una valoración compartida por Rodríguez Adrados al afirmar que si no se respetaba que «el español es el tejido que ha unido a nuestra nación... volveremos a la Edad Media».
En este contexto de crítica a la política de normalización lingüística hubo otras más generales. El escritor Rafael Sánchez Ferlosio escribió que «para dejar de ser catalanes son suficientes solo dos horas de autosugestión». El dramaturgo Manuel Pérez-Casaux que «el catalanismo está lleno a rebosar de liturgias, se chifla por los símbolos y adora sus banderas, sus emblemas y sus ritos; que nos dejen en paz los nuestros» y el presidente de la Junta de Andalucía José Rodríguez de la Borbolla aseguró que «los andaluces son bastante inteligentes para no confiar en los catalanes». Por su parte el senador socialista José Prat afirmó que «los catalanes sólo son importantes cuando escriben en castellano».
En 1987 el Tribunal Constitucional reconoció el derecho de un detenido que no hablara castellano a pedir a la policía un intérprete durante el interrogatorio. El Defensor del Pueblo Joaquín Ruiz Giménez mostró su «inquietud por dicha sentencia» porque podría «ser utilizada como arma contra la nación española, única e indivisible». El diario ABC en su editorial del 28 de mayo lamentó que no fuera obligatorio declarar ante la policía en español porque «el idioma es uno de los signos constituyentes de la identidad nacional, pues la lengua representa el fundamento de la vida social».

#### La polémica sobre el «derecho de autodeterminación» (1989-1993) y el apoyo de CiU al gobierno socialista de Felipe González (1993-1996)
La proposición no de ley aprobada por el Parlamento de Cataluña con la oposición del PSC y la ausencia del PP el 12 de diciembre de 1989, dos meses después de la caída del muro de Berlín, en la que se decía que la aceptación del «marco constitucional no implica la renuncia del pueblo catalán a la autodeterminación» suscitó una fuerte polémica. En la proposición se decía que se había adoptado el acuerdo de «declarar solemnemente que Catalunya forma parte de una realidad diferenciada en el conjunto del Estado, hecho que el pueblo catalán ha sostenido en todo momento, tanto desde sus fuerzas políticas, de las instituciones culturales y civiles del país, como desde la conciencia de la mayoría de sus ciudadanos y ciudadanas. [...] Manifiesta que el acatamiento del marco constitucional vigente, resultado del proceso de transición política desde la dictadura a la democracia, no significa la renuncia del pueblo de Cataluña al derecho de autodeterminación».
El presidente del gobierno Felipe González respondió que «podemos ser una "nación de naciones", si se quiere, pero la unidad es incuestionable» —unos años antes ya había manifestado que «el terrorismo en el País Vasco es una cuestión de orden público, pero el verdadero peligro es el hecho diferencial catalán»—. El diario ABC publicó un editorial titulado «La unidad de España» en el que decía que «no es lícito dejar sembrado el campo de la convivencia nacional con palabras que tienen mucha más carga destructiva que el más letal de los ingenios explosivos». La unidad de España «está sustentada por el sufragio universal de los siglos». El País, también en un editorial, mantuvo que «quienes se acojan a esta lógica del chantaje y mantengan un permanente cuestionamiento del marco constitucional debieran reflexionar sobre el calibre moral de esta actitud». El Independiente mostró su preocupación por «los comportamientos gratuitos y ajenos al sentido común y al de la Historia de nuestro tiempo». Diario 16 manifestó que «antes de abrir debates tan peligrosos, valdría la pena que todos hicieran un esfuerzo claro y constructivo para aprovechar al máximo las posibilidades que ofrecen los respectivos Estatutos». Pero las reacciones no se circunscribieron a la prensa. En abril de 1990 el futbolista del Real Madrid Chendo, tras ganar la Copa del Rey el F.C. Barcelona, dijo: «lo que más mal que sabe es que los han ganado la Copa no son españoles».
Un nuevo acuerdo del Parlamento de Cataluña de septiembre de 1991 en el que se afirmaba que «la recuperación de las libertades nacionales en el despliegue del derecho de autodeterminación ha de configurar de manera decisiva la nueva realidad de la Europa de los Pueblos, en la que Cataluña quiere participar desde su personalidad nacional diferenciada», reavivó la polémica. El periodista Miguel Ángel Bastenier se quejó en un artículo publicado en El País el 3 de agosto de 1992 de que el Estado no se preocupara de la asignatura de historia en las escuelas para «proveernos  de un pasado presentable» mientras que los catalanes sí se preocupan: «Mientras el Estado ocia, su representante en Cataluña, la Generalitat, trabaja sin descanso en definir el pasado».  Ese mismo año Antonio Robles, futuro secretario general de Ciutadans, publicó con el seudónimo Azahara Larra Servet el libro Extranjeros en su país en el que denunciaba la discriminación que según él padecían los castellanoparlantes en Cataluña, y fundó la Asociación por la Tolerancia.
Tras el pacto de legislatura entre Convergència i Unió (CiU) y el PSOE alcanzado en julio de 1993 para que Felipe González continuara al frente del gobierno —en las elecciones celebradas el mes anterior el PSOE había sido el partido más votado, con 159 escaños, superando los 141 del Partido Popular de José María Aznar, que estaba convencido de su victoria— diversos sectores políticos y sociales denunciaron la existencia de una campaña anticatalanista impulsada desde Madrid. El exministro socialista Fernando Morán responsabilizó directamente a la dirección del Partido Popular de remover «el síndrome anticatalán que originó el negro nacionalismo español» y el ministro socialista Jerónimo Saavedra declaró que «el anticatalanismo responde a la necesidad de la oposición de erosión del Gobierno». Una valoración similar es la que hizo Nicolás Sartorius, exdiputado por Izquierda Unida: «se hace anticatalanismo barato, quizá con la intención de que sea rentable electoralmente en la mayoría de las comunidades autónomas, lo que supone un juego peligroso». Según el historiador catalán Joan B. Culla «fueron el centro-derecha español y sus entornos mediáticos quienes cultivaron con más ahínco los mensajes que dibujaban a los catalanes o a Cataluña como una comunidad egoísta, rapaz e insolidaria, privilegiada dentro del Estado común y, al mismo tiempo, deslealmente resuelta a romperlo». Culla pone como ejemplos al entonces presidente de Castilla y León Juan José Lucas, que dijo que «no puede ser que las regiones ricas sean cada vez más ricas y las pobres más pobres, ni podemos aceptar que las regiones conflictivas sean siempre las grandes beneficiarias», y al propio presidente del PP José María Aznar, quien aseveró que lo que hacía el Gobierno del PSOE era «quitarles varios miles de millones de pesetas a los pensionistas y a los parados españoles» para dárselos a Cataluña.
La existencia de un campaña anticatalanista también fue denunciada desde la jerarquía católica catalana. En enero de 1994 el arzobispo de Tarragona y los obispos de Vic y Solsona se quejaron de que «cada dos por tres se atiza, sobre todo por ciertos medios de comunicación, la polémica contra nuestro pueblo, sea a propósito de la lengua, sea lo que sea». Lo mismo dijo el arzobispo de Barcelona Ricard Maria Carles: «se da una campaña que va más allá de la crítica y se convierte en una actitud hostil, que fomenta la hostilidad hacia la lengua catalana y Cataluña misma». En febrero era el escritor valenciano Manuel Vicent el que se manifestaba en el mismo sentido: «En medio de la gravísima crisis económica que nos aflige, algunos nacionalistas españoles se han permitido el lujo de abrir la caja de serpientes de una forma agresiva y demagógica contra Cataluña». El periodista catalán Màrius Carol escribió en su libro Catalanes o polacos —polaco es un término despectivo utilizado por algunos castellanoparlantes para referirse a los que hablan en catalán— que «nos encontramos en la prensa de Madrid escritos que destilan incomprensión y, por qué no decirlo, un odio irracional».

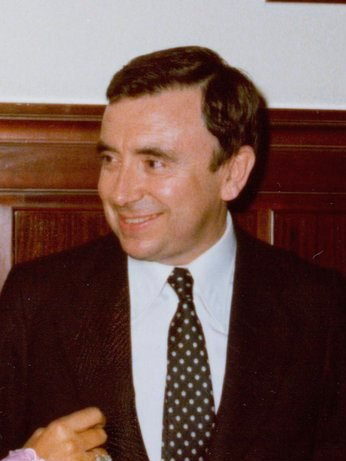
Luis María Ansón, director del diario ABC entre 1983 y 1996. El 13 de septiembre de 1993 ABC publicó en portada una foto de Jordi Pujol con el siguiente titular: «Igual que Franco pero al revés; persecución del castellano en Cataluña». Dos semanas después en un editorial titulado «España, España» ABC aseguraba que «el delicado edificio de la unidad española, construido durante ocho siglos con la argamasa de la sangre, se agrieta día a día ante la indignación del español medio, que ama a la patria grande, y de las Fuerzas Armadas, que la sienten en las entrañas. Y del Rey [Juan Carlos I]».

Sin embargo, estas denuncias no detuvieron las críticas y opiniones anticatalanistas. La diputada del PP en el Parlamento Europeo Mercedes de la Merced manifestó que le preocupaba «excesivamente que la Guardia Civil pueda llegar a depender del señor Pujol, hoy presidente de la Generalitat, y mañana [de] cualquier loco que pueda asumir la presidencia de la Generalitat». El líder de Izquierda Unida Julio Anguita declaró en julio que el PSOE había pactado con «la peor burguesía de España, la catalana». El 13 de septiembre, dos días después de la celebración de la Diada de Cataluña, publicaba en portada una foto de Jordi Pujol con el siguiente titular: «Igual que Franco pero al revés; persecución del castellano en Cataluña». El 27 de septiembre en un editorial titulado «España, España» ABC aseguraba que «el delicado edificio de la unidad española, construido durante ocho siglos con la argamasa de la sangre, se agrieta día a día ante la indignación del español medio, que ama a la patria grande, y de las Fuerzas Armadas, que la sienten en las entrañas. Y del Rey [Juan Carlos I]». Pocos días antes la escritora Corín Tellado había dicho que Cataluña chantajeaba a España y que «la culpa es de Pujol, que sólo quiere que Cataluña sea una nación y de Miquel Roca [portavoz de la minoría catalana en el Congreso de los Diputados], que es un ambicioso y un falso», pero «los catalanes son seres humanos y españoles». En noviembre era el también escritor Jesús Torbado el que denunciaba la existencia de «una operación política de muy largo alcance, muy bien planificada» para conseguir «la independencia de Cataluña» y cuyo primer paso era la imposición del catalán. En diciembre el socialista Juan Carlos Rodríguez Ibarra, presidente de la Junta de Extremadura, dijo que «habría que ir pensando en una modificación de la ley electoral, tendiendo a un sistema mayoritario que elimine incertidumbres a la hora de formar gobierno por el partido que gane las elecciones».
La efectividad de la campaña anticatalanista denunciada desde ciertos sectores se pudo comprobar en una encuesta del Centro de Investigaciones Sociológicas (CIS) de 1994 en la que se constataba que, por comunidades autónomas, los catalanes, por encima de los vascos, eran los que generaban más sentimientos de animadversión entre los españoles. Por ejemplo, el 49,2% de los entrevistados declaraban que no les gustaría trabajar con catalanes. El sociólogo José Ignacio Wert, presidente de la empresa de encuestas Demoscopia, afirmó que desde el inicio del régimen democrático había ido disminuyendo la opinión favorable sobre los catalanes y que la antipatía había ido aumentando. Señalaba también que este sentimiento adverso no tenía uno correspondiente en Cataluña.
En ese mismo año de 1994 se hizo público un manifiesto que, al igual que el «Manifiesto de los 2300» de 1981, denunciaba la política lingüística de la Generalidad, que calificaba de «limpieza lingüística». Se titulaba «Manifiesto por la tolerancia lingüística» y llevaba por subtítulo «En castellano también, por favor». Sus firmante atacaban especialmente la inmersión lingüística en catalán por considerarla un «arma de sustitución lingüística», que respondía a una «estrategia de ingeniería social orientada a cambiar la personalidad de las gentes». «El resultado final es miedo, mucho miedo a decir, pensar o hacer uso de la libertad de expresión que toda sociedad democrática ampara», concluían.

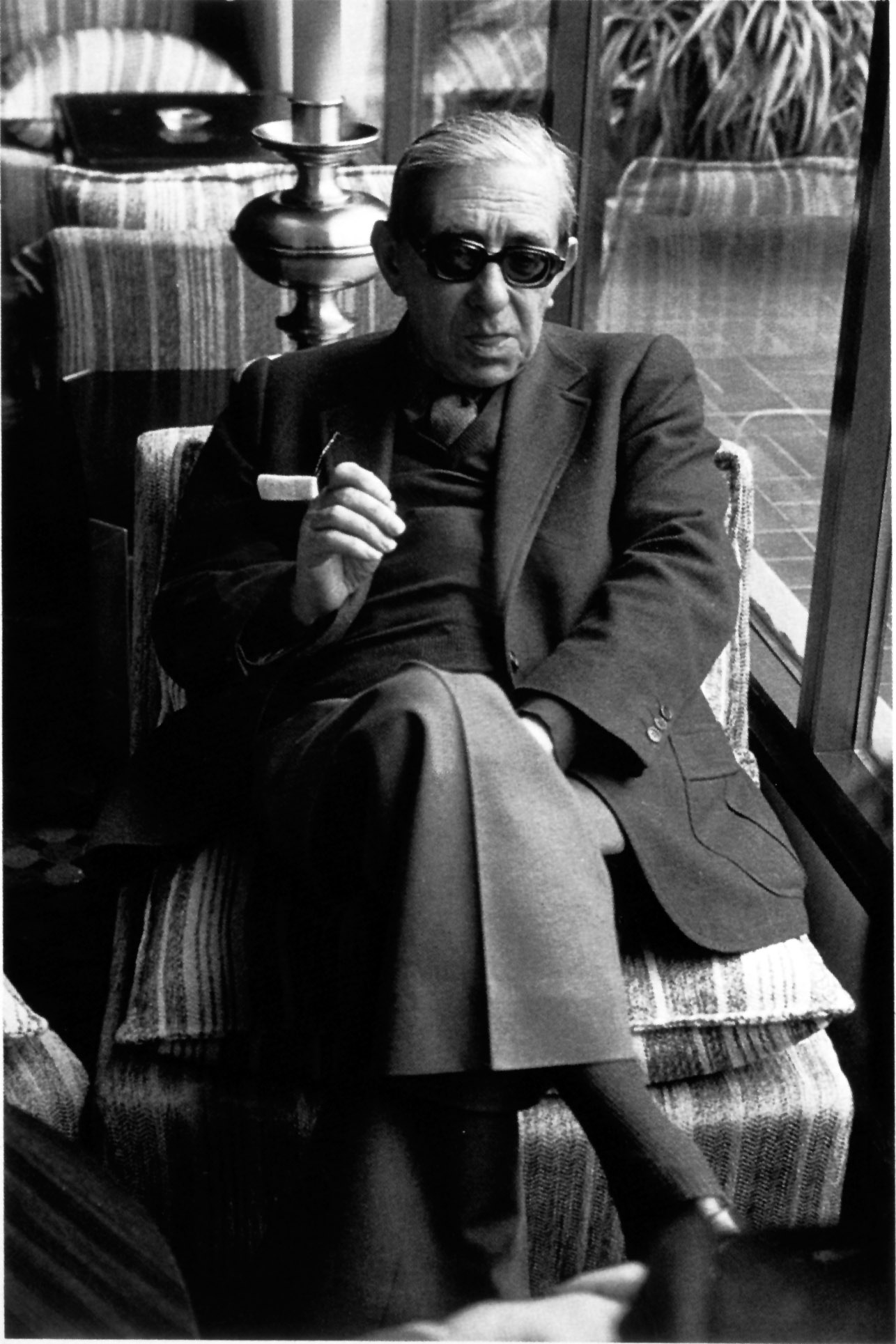
El escritor Gonzalo Torrente Ballester se opuso a la devolución a la Generalidad de Cataluña de los «papeles de Salamanca» alegando el «derecho de conquista».

En abril de 1995 apareció un nuevo motivo de conflicto a causa de la decisión del gobierno de Felipe González de acceder a la petición del gobierno catalán presidido por Jordi Pujol de que fueron devueltos los archivos de la Generalidad incautados por las tropas franquistas cuando ocuparon Cataluña al final de la guerra civil española y que se encontraban depositados en la sección «Guerra Civil» del Archivo Histórico Nacional con sede en Salamanca —estaban allí porque durante la guerra civil esa ciudad había sido la sede del Cuartel General del Generalísimo Franco—. Inmediatamente se produjo en Salamanca una movilización ciudadana encabezada por el Partido Popular para impedir que los que serían conocidos como los «papeles de Salamanca» fueran devueltos a Cataluña. Se celebró una gran manifestación en la ciudad que reunió a unas cincuenta mil personas que se oponían a la demanda catalana. El antiguo falangista y escritor Gonzalo Torrente Ballester, que había combatido en el bando sublevado, declaró que los documentos se tenían que quedar en Salamanca por «derecho de conquista», afirmación de la que no se disculpó alegando, en un artículo publicado en el diario El País el 10 de abril, que él entendía el derecho de conquista en el sentido de que «la ciencia y la historia autorizan a que en lo que en su día se reunió como producto de una guerra, permanezca unido en beneficio de la memoria histórica». El 25 de abril el alcalde de Salamanca hizo entrega a la ministra socialista de Cultura Carmen Alborch de más de 97 000 firmas contra el traslado de los documentos a Cataluña. Finalmente no se produjo porque las elecciones de 1996 las ganó el Partido Popular y la ministra de Cultura del nuevo gobierno de José María Aznar, Esperanza Aguirre, alegó que al archivo de Salamanca «no le sobran documentos». Ese mismo año la sección «Guerra Civil» se independizó del Archivo Histórico Nacional para pasar a denominarse Archivo General de la guerra civil española.

## SigloXXI

### Gobierno del «tripartito» (2003-2010): el Estatuto de Autonomía de 2006

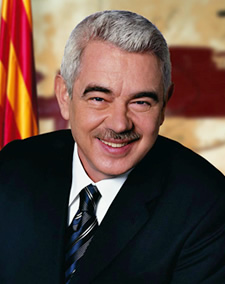
Fotografía oficial del socialista Pasqual Maragall, presidente de la Generalidad entre 2003 y 2006. En diciembre de 2004 denunció la existencia de «campañas no democráticas» en contra del nuevo Estatuto, que incluía el boicot a los productos catalanes. Dijo que esta actitud de fomento de la crispación pone las condiciones para que crezca la desconfianza entre los ciudadanos, creando un problema donde no existía. «¿No ven que denunciando que no sienten como suyos unos productos que son suyos están dando alas a un sentimiento separatista que inevitablemente se va a radicalizar?», se preguntó.

Tras las elecciones al Parlamento catalán de noviembre de 2003 se formó un gobierno «tripartito» formado por el PSC-PSOE, Esquerra Republicana de Catalunya (ERC) —ya claramente decantada hacia el independentismo— e Iniciativa per Catalunya-Verds (ICV) y presidido por el socialista Pasqual Maragall (poniendo fin así a veintitrés años de «pujolismo»). El punto principal del programa político del «tripartito» era la reforma del Estatuto de 1979, que el Parlamento de Cataluña aprobó el 30 de septiembre de 2005, después de muchos meses de intensos debates. Enseguida arreciaron las críticas fundamentalmente por parte del PP y de los medios de comunicación afines porque, según ellos, el proyecto de nuevo Estatuto suponía la instauración de un nuevo modelo «federal» o «confederal» del Estado que rompía abiertamente con la Constitución de 1978. También dentro del PSOE, el partido en el gobierno desde 2004 con José Luis Rodríguez Zapatero al frente, se alzaron voces en contra del Estatut y contra el «catalanismo» y el «soberanismo» del principal impulsor del proyecto, el presidente de la Generalidad de Cataluña Pasqual Maragall, del PSC. Al mismo tiempo el PP convocaba actos y manifestaciones «en defensa de España» y el 31 de enero de 2006 iniciaba una campaña popular de recogida de firmas. También se pusieron en marcha campañas de boicot a los productos catalanes, en especial del cava catalán, que fueron denunciadas por Pasqual Maragall.

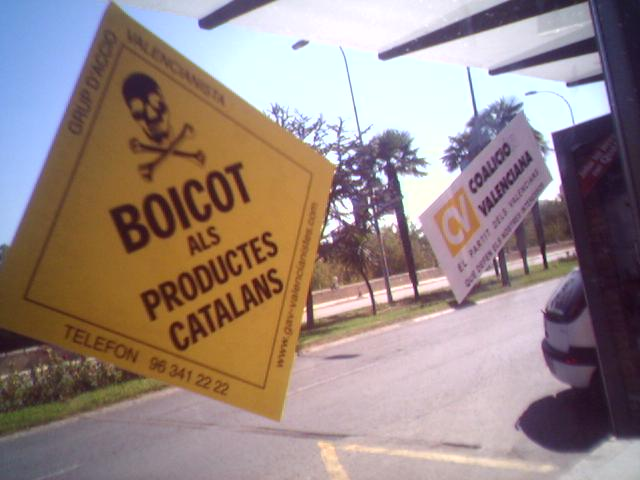
Una pegatina en la ciudad de Valencia del Grupo de Acción Valencianista (blaverismo) llamando al boicot a los productos catalanes.

Las Cortes Generales introdujeron «recortes» importantes en el proyecto de Estatuto hasta el punto que Esquerra Republicana de Catalunya, uno de los socios del «tripartito», lo rechazó y en el referéndum que se celebró en Cataluña el 18 de junio de 2006 para aprobarlo pidió el NO. La oposición de ERC al nuevo Estatuto obligó a disolver el gobierno «tripartito» y a convocar nuevas elecciones para el 1 de noviembre de 2006, a las que ya no se presentó Pasqual Maragall obligado a retirarse por su propio partido —el también socialista José Montilla sería el nuevo presidente de la Generalidad de Cataluña, gracias a que se alcanzó un nuevo acuerdo con ERC e ICV. Por su parte, el Partido Popular, que también hizo campaña por el NO en el referéndum —aunque por razones diametralmente opuestas a las de ERC—, presentó un recurso ante el Tribunal Constitucional el 31 de julio de 2006.
Ese mismo año de 2006 el PP lanzó una campaña publicitaria contra «el pacto del Estatuto catalán y el agravio para Andalucía», que fue respondida por el Institut d'Estudis Catalans que señaló que catorce artículo del nuevo Estatuto catalán, recurrido ante el Constitucional por el PP, tenían una redacción idéntica en el Estatuto de Autonomía de Andalucía, estatuto que sí había apoyado el partido presidido por Mariano Rajoy. Al año siguiente la Generalidad Valenciana, gobernada por el PP, clausuraba el repetidor de la señal de TV3 en Valencia (que emitía sin licencia, a la espera de obtenerla) y multaba con un millón de euros a Acció Cultural del País Valencià, la entidad que lo había instalado y pagado. Hasta la OPA lanzada por la empresa catalana Gas Natural sobre Endesa fue interpretada en clave anticatalanista llegándose a instar a «los catalanes» a que alejaran «sus sucias manos» de la empresa eléctrica y a acuñarse el eslogan «antes alemana que catalana». En medio de la polémica, el banquero Manuel Pizarro Moreno, recién fichado por el PP, afirmó: «nunca seré empleado de La Caixa».
Tras presentar el recurso de inconstitucionalidad el PP no aflojó la presión sobre el segundo gobierno «tripartito» lo que fue denunciado por su presidente José Montilla en varias ocasiones y que le llevó a declarar en mayo de 2009 que los del PP «son, en el fondo, enemigos de Cataluña». También desde ciertos sectores se criticó que el PP hiciera un uso electoral del anticatalanismo, como el socialista Manuel Chaves, presidente de la Junta de Andalucía. El 29 de julio el historiador catalán Joan B. Culla publicó un artículo en el diario El País en el que denunciaba la vuelta a los viejos tópicos de la catalanofobia con motivo del nuevo Estatuto y del acuerdo sobre la financiación autonómica. Señalaba a Mariano Rajoy que había recurrido al «viejísimo tópico» de «las regiones más pobres van a salir trituradas», para criticar al Estatuto, y destacaba también que «el protagonismo de la Generalitat en la reforma de la financiación ha hecho rebrotar los clichés: "¡Que un catalán valga lo que dos madrileños es intolerable!", lanzó el consejero Beteta. "El dinero se va para los ricos catalanes", denuncian en Asturias; "España fue y es un opíparo negocio para Cataluña", afirman en Galicia».

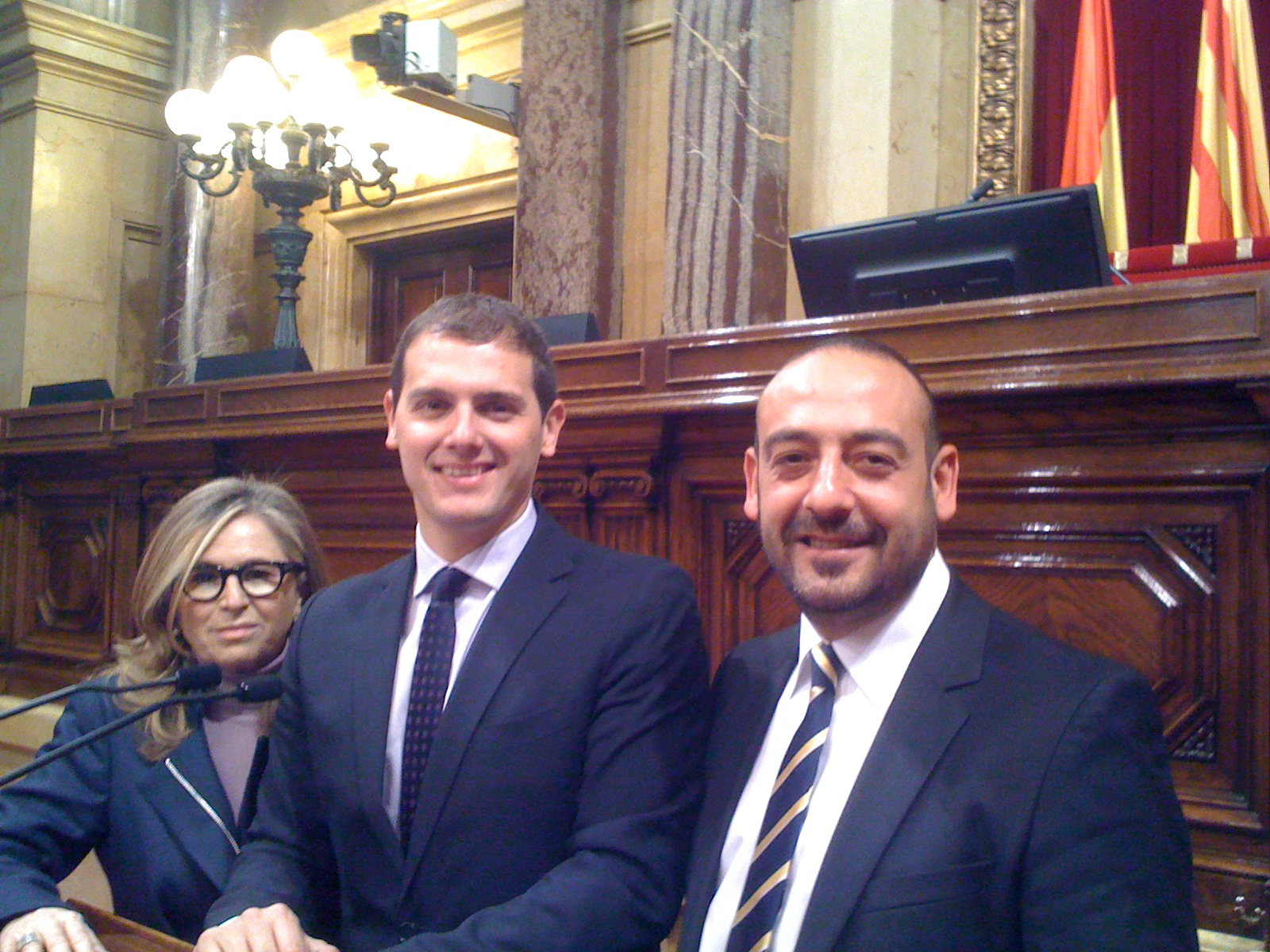
Los tres diputados de Ciutadans que resultaron elegidos en las elecciones al Parlamento de Cataluña de 2010 (revalidando el resultado obtenido en las elecciones de 2006). El líder de la formación Albert Rivera aparece el centro. A su derecha Carmen de Rivera y a su izquierda Jordi Cañas.

Por otro lado, la gran novedad de las elecciones de noviembre de 2006 fue la entrada en el Parlamento de Cataluña de tres diputados de Ciutadans, un nuevo partido liderado por Albert Rivera y apadrinado por quince intelectuales catalanes, encabezados por Arcadi Espada y Francesc de Carreras, muy críticos con el catalanismo. El manifiesto fundacional se había presentado el 7 de junio de 2005 en el restaurante Taxidermista de la Plaza Real de Barcelona —unos días antes lo había publicado el diario de Madrid El Mundo, filtrado por Horacio Vázquez Rial, uno de los promotores—.  Comenzaba así:

Después de 23 años de nacionalismo conservador, Cataluña ha pasado a ser gobernada por el nacionalismo de izquierdas. Nada sustantivo ha cambiado. Baste con decir que el actual Gobierno ha fijado como su principal tarea política la redacción de un nuevo Estatuto de Autonomía. Muchos ciudadanos catalanes creemos que la decisión es consecuencia de la incapacidad del Gobierno y de los partidos que lo componen para enfrentarse a los problemas reales de los ciudadanos. Como todas las ideologías que rinden culto a lo simbólico, el nacionalismo confunde el análisis de los hechos con la adhesión a principios abstractos. Todo parece indicar que, al elegir como principal tarea política la redacción de un nuevo Estatuto para Cataluña, lo simbólico ha desplazado una vez más a lo necesario.

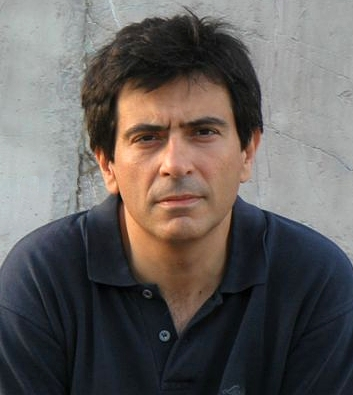
Arcadi Espada en 2004. Fue el principal promotor de Ciutadans. Declaró que «España es una realidad tangible y el resto pertenece a la sentimentalidad privada».

El Manifiesto le dedicaba un capítulo especial a denunciar la política de normalización lingüística del catalán y especialmente a la inmersión lingüística en esa lengua:

El respeto a la Constitución y el Estatuto exige que todos los catalanes puedan expresarse, ser atendidos por la Administración pública y recibir educación en la lengua de su elección, derecho que los sucesivos gobiernos de la Generalidad de Cataluña vienen negando de facto. [...] Dos décadas [de gestión nacionalista de la enseñanza] en las que el poder político ha renunciado a aprovechar el importantísimo valor cultural y económico que supone la lengua castellana, negando su carácter de lengua propia de muchos catalanes.

Ciutadans encontrará un fuerte apoyo de varios medios madrileños como el diario El Mundo, dirigido por Pedro J. Ramírez; la cadena de radio COPE, cuyo locutor estrella es Federico Jiménez Losantos, y el semanario Época, dirigido por Jaime Campmany. Además cuenta con la ventaja de que varios de sus fundadores tienen una columna fija en diferentes diarios de difusión nacional (Francesc de Carreras en La Vanguardia; Félix de Azúa en El Periódico de Cataluña; Arcadi Espada en El País y más adelante en El Mundo; Iván Tubau en El Mundo; y Xavier Pericay en ABC).

### Proceso independentista (2012-2022)
A finales de junio de 2010 se hizo pública la sentencia del Tribunal Constitucional sobre el Estatuto de Autonomía de Cataluña de 2006, y a partir de ese momento se produjo un crecimiento espectacular del independentismo en Cataluña, como se pudo comprobar en la gran manifestación convocada en Barcelona el 11 de septiembre de 2012, Día de Cataluña, con el lema Catalunya, nou estat d'Europa y organizada por la autodenominada Asamblea Nacional Catalana. Dos meses después, el presidente de la Generalidad Artur Mas, que había sucedido a José Montilla tras ganar CiU las elecciones de 2010, adelantó las elecciones al Parlamento de Cataluña previstas para 2014 y éstas se celebraron el 25 de noviembre. Aunque CiU sufrió un descalabro —perdió 12 escaños—, en el nuevo parlamento se configuró una mayoría «soberanista», que se vio reforzada por los tres diputados de la CUP, mientras que Ciutadans triplicaba su representación pasando de tres a nueve diputados.

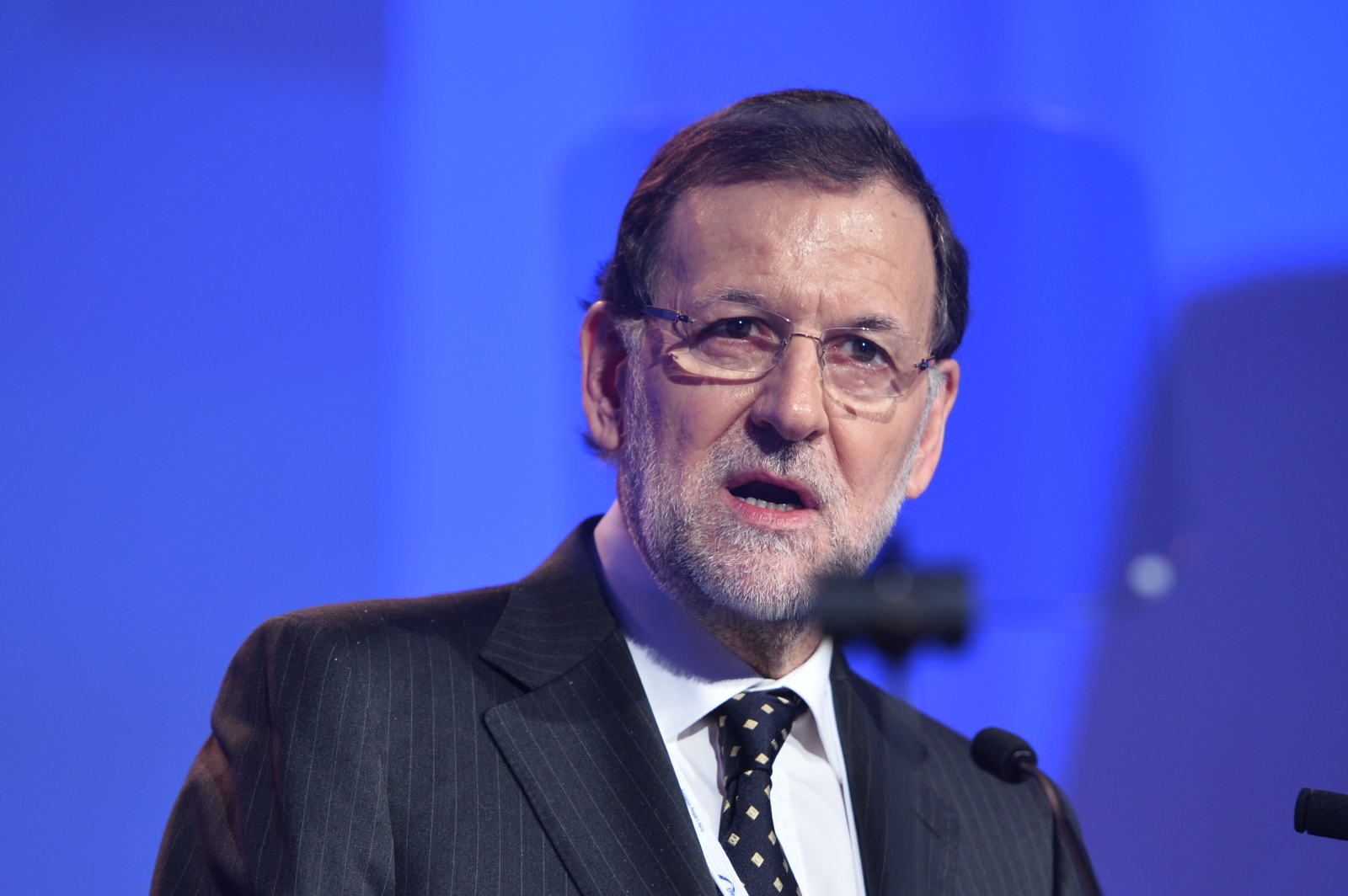
Mariano Rajoy, líder del PP y presidente del Gobierno, en 2014. En diciembre su partido hizo pública la «Declaración de la Granja» en defensa de la Constitución. En la presentación de la misma Rajoy dijo que «para el PP no es negociable la soberanía nacional. Los españoles no necesitan propuestas para articular regiones que llevan siglos articuladas. Sobre la exaltación de las diferencias jamás se levanta nada útil».

El 9 de noviembre de 2014 se celebró el denominado «proceso participativo sobre el futuro político de Cataluña de 2014», un referéndum de autodeterminación encubierto, que el gobierno del PP de Mariano Rajoy, en el poder desde 2011, no impidió. En los días previos se publicaron numerosos artículos en la prensa en contra de su celebración. Uno de ellos, publicado por el diario madrileño ABC el 3 de noviembre con el título «Eufemismos: de los "campos de trabajo" nazis, al "derecho a decidir" catalán», fue denunciado ante la Fiscalía por un presunto delito de odio al comparar el nazismo con el independentismo catalán y asegurar que «los dos movimientos utilizan eufemismos políticos con el objetivo de suavizar la realidad». La Asociación Drets que presentó la querella, integrada por abogados y profesionales del derecho, se había fundado a finales de octubre para combatir la «catalanofobia» en la prensa y en las redes sociales. En el comunicado que hizo público se decía que «había que reaccionar ante la banalización constante del nazismo y de la asociación que se hace del nazismo con el procés catalán desde diversos medios de comunicación y tribunas de opinión con sede en Madrid». Un mes después del 9-N el PP hacía pública la «Declaración de La Granja» en defensa de la Constitución. En la presentación de la misma el líder del PP y presidente del Gobierno Mariano Rajoy dijo que «para el PP no es negociable la soberanía nacional. Los españoles no necesitan propuestas para articular regiones que llevan siglos articuladas. Sobre la exaltación de las diferencias jamás se levanta nada útil».

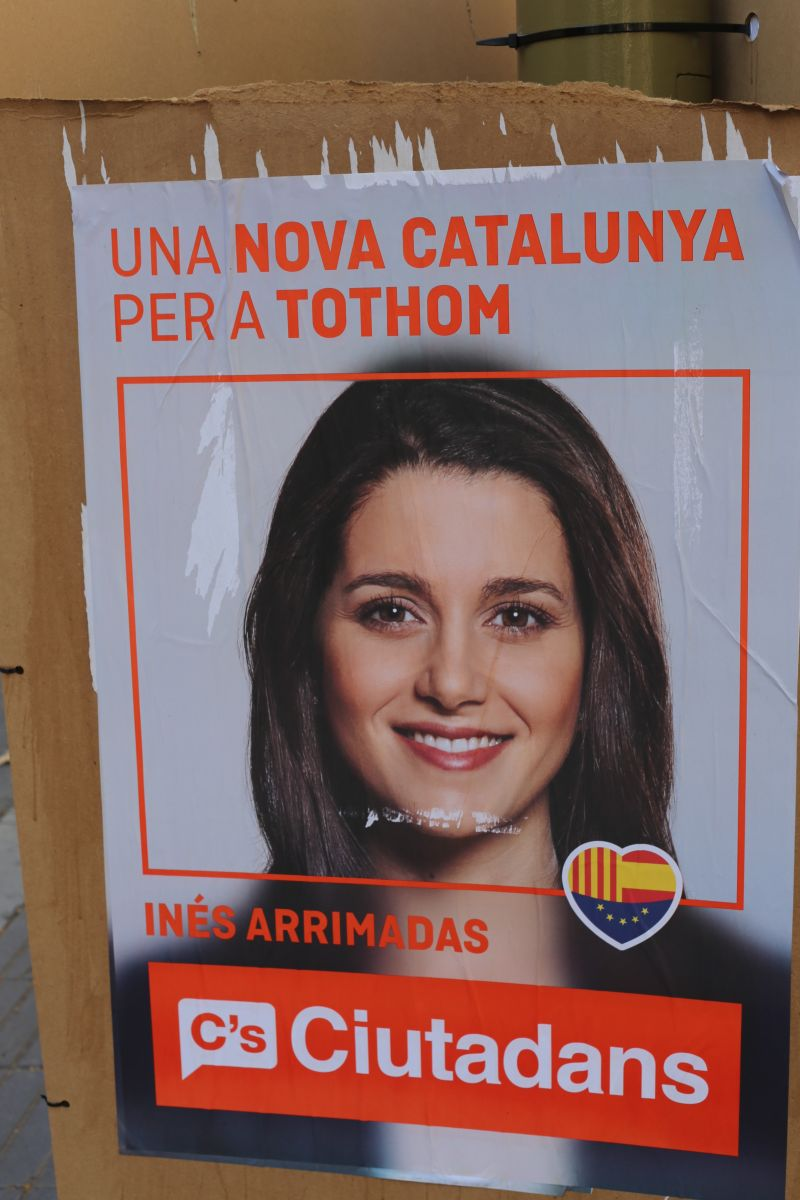
Cartel electoral de Ciutadans para las elecciones «plebiscitarias» de 2015 en la que aparece Inés Arrimadas, su nueva líder en Cataluña, tras el "salto" de Albert Rivera a la política nacional. El lema de campaña: «Una nova Catalunya per a tothom». Tras el resultado espectacular que obtuvo Ciutadans en esas elecciones (pasó de 9 a 25 diputados) Arrimadas se convirtió en la líder de la oposición al independentismo.

El 25 de febrero de 2015 el Tribunal Constitucional confirmó la inconstitucionalidad de la consulta del 9-N, pero a pesar de ello un mes después Convergència Democràtica de Catalunya y Esquerra Republicana de Catalunya, las entidades soberanistas Asamblea Nacional Catalana y Òmnium Cultural y la Associació de Municipis per la Independència, pactaban la «hoja de ruta unitaria del proceso soberanista catalán» en la que se incluía una declaración unilateral de independencia en el plazo de 18 meses, si los partidos soberanistas ganaban las elecciones «plebiscitarias» previstas para el 27 de septiembre. Al día siguiente el presidente Mariano Rajoy les advirtió que «ningún Gobierno de España va a autorizar la ruptura de la soberanía nacional». Las elecciones «plebiscitarias» las ganó la lista unitaria independentista Junts pel Sí que obtuvo el 39,59% de los votos y 62 escaños que sumados a la otra fuerza independentista, la CUP con el 8,21% de los votos y 10 diputados, suponían la mayoría absoluta en el Parlamento, pero entre las dos no alcanzaron el 50% de los sufragios ―consiguieron el 47,8%―. La sorpresa la dio Ciutadans que pasó de 9 escaños a 25, muy por delante del PSC y PP. Se convirtió así en el referente de los «constitucionalistas» opuestos al procés.
La investidura de Artur Mas resultó fallida porque la CUP no la apoyó aunque abrió la puerta al acuerdo si Junts pel Sí presentaba otro candidato. Mas renunció y propuso como su sustituto a Carles Puigdemont que pasó a ser el nuevo presidente de la Generalidad. Meses después Puigdemont cambió el plan previsto de alcanzar la independencia en 18 meses y propuso la celebración de un referéndum de autodeterminación en el que el «pueblo catalán» decidiera si quería convertirse en un Estado independiente en forma de República. La fecha fijada para su celebración fue el 1 de octubre de 2017.
El 17 de septiembre de 2017, diez días después de que la mayoría independentista del Parlamento de Cataluña aprobara la Ley del referéndum de autodeterminación de Cataluña y la Ley de Transitoriedad que rompían con la legalidad constitucional y estatutaria y que fueron inmediatamente suspendidas (y más tarde anuladas) por el Tribunal Constitucional, se hizo público el manifiesto Parar el golpe. 500 profesores en defensa de la democracia constitucional suscrito por profesores de las universidades españolas y cuyos primeros firmantes eran el filósofo Fernando Savater y el historiador Ángel Viñas —y que solo firmaron ocho profesores de las universidades catalanas, entre ellos Felix Ovejero y Francesc de Carreras, fundadores de Ciutadans, y el politólogo e historiador Alberto Reig Tapia―. En él se hacía un «llamamiento a los catalanes sensatos y a todos los españoles de buena voluntad» para que en «una situación en que la que nos jugamos el ser o no ser de la democracia española» se movilizaran «para exigir al Gobierno de España, a todas sus instituciones y partidos democráticos, que actúen con la máxima celeridad, firmeza y determinación para proteger los derechos de todos».
El referéndum se acabó celebrando en la fecha prevista, el domingo 1 de octubre, sin que las medidas tomadas por el gobierno de Rajoy lograran impedirlo. En las primeras horas se produjo la intervención de guardias civiles y de policías nacionales en varios colegios electorales para intentar impedir la votación y las imágenes de las cargas policiales dieron la vuelta al mundo. Cinco días más tarde la Generalidad facilitó los resultados, sin que hubieran sido verificados por ningún órgano independiente: votó el 43% del censo, de las que 2 044 038 votaron ‘SÍ’, lo que suponía el 90% de los sufragios.
El viernes 27 de octubre el Parlamento de Cataluña aprobó en votación secreta una resolución que incluía la declaración de independencia de Cataluña. Los grupos «constitucionalistas» ―Ciudadanos, PSC y PP― se ausentaron de la cámara en señal de protesta. Casi al mismo tiempo el Senado aprobaba en Madrid la aplicación del artículo 155 en Cataluña, con los votos del PP, que tenía mayoría absoluta en la cámara, del PSOE y de Ciudadanos. A última hora de la tarde el gobierno acordaba la destitución de Puigdemont y de todo el gobierno autonómico y la asunción de sus funciones, y Mariano Rajoy, asumiendo las del presidente de la Generalidad, convocaba elecciones al Parlamento de Cataluña para el 21 de diciembre. Además comunicaba que la intervención de la autonomía catalana terminaría cuando se constituyera el nuevo gobierno autonómico salido de las urnas.
En las elecciones convocadas por el presidente Rajoy en virtud de la aplicación del artículo 155 la fuerza política más votada fue Ciutadans, que consiguió más de un millón de votos y 36 escaños ―era la primera vez que un partido no nacionalista catalán ganaba unas elecciones al Parlamento de Cataluña―, pero los tres partidos independentistas (Junts per Catalunya, la formación encabezada por el expresident Carles Puigdemont; Esquerra Republicana de Catalunya, y la CUP) consiguieron la mayoría absoluta al sumar 70 diputados en total.

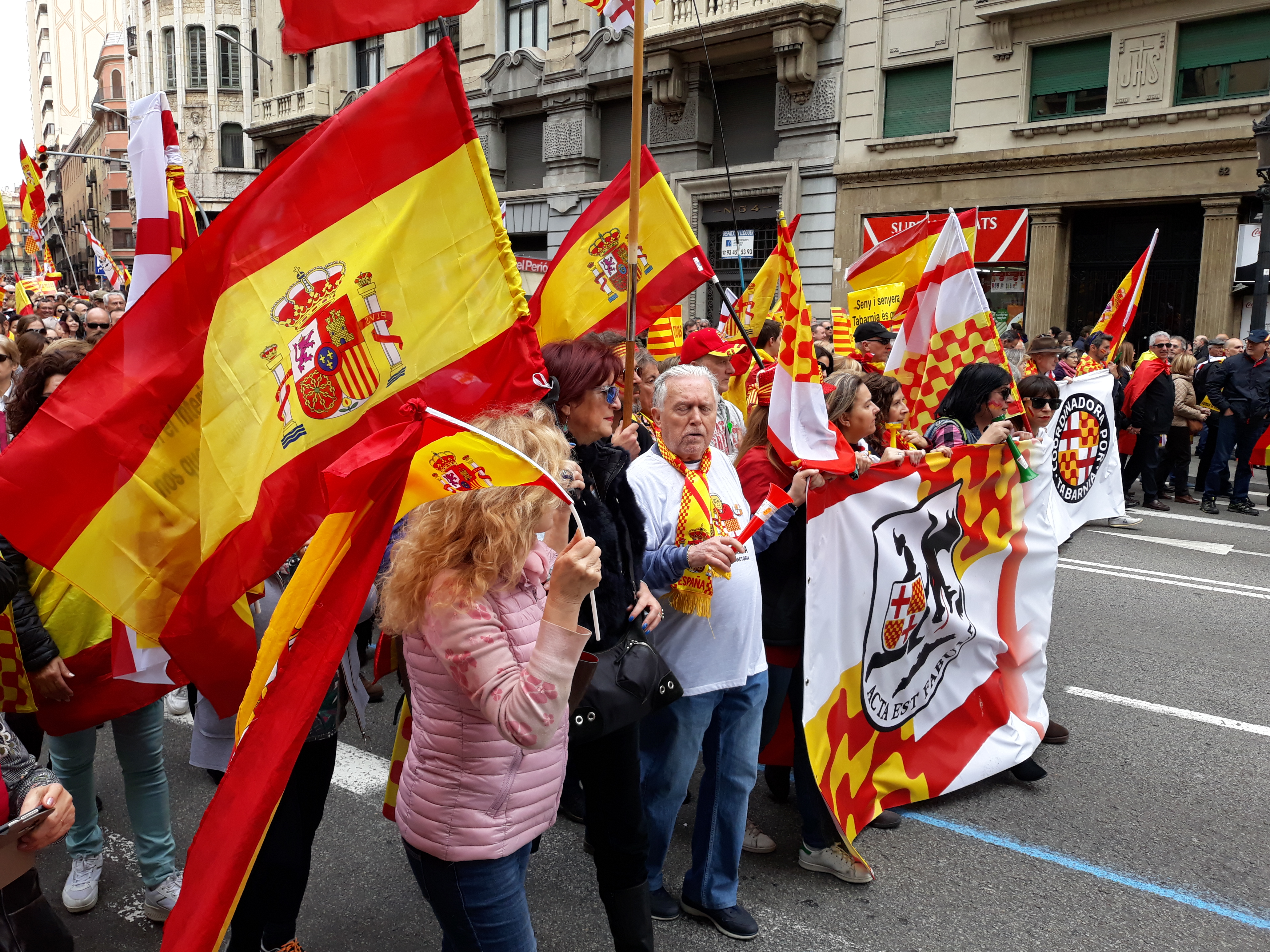
Manifestación antiindependentista protagonizada por los defensores de la «independencia de Tabarnia» (Barcelona, marzo de 2018), una región ficticia inventada para deslegitimar el procés. En la cabecera aparece la bandera y el escudo de «Tabarnia».

Poco después de celebrarse las elecciones comenzó a difundirse en las redes sociales la idea inverosímil de la «independencia de Tabarnia», una región ficticia que englobaría comarcas de Barcelona y de Tarragona (de ahí el nombre), precisamente aquellas en las que Ciutadans había obtenido sus mejores resultados. Tabarnia era una irónica invención de la asociación Barcelona is not Catalonia (un remedo del Catalonia is not Spain de los independentistas) con la que pretendían deslegitimar el procés.
Varios meses después, y tras el intento desbaratado por el Tribunal Constitucional de investir a distancia a Carles Puigdemont, que seguía «exiliado» en Bruselas, el Parlament invistió el 14 de mayo como nuevo presidente de la Generalidad a Quim Torra, el candidato designado por Puigdemont. El 2 de junio de 2018 tomó posesión el nuevo Govern con lo que se puso fin así a la aplicación del artículo 155 de la Constitución española de 1978 en Cataluña.
Entre el 12 de febrero y el 12 de junio de 2019 tuvo lugar el juicio a los líderes del proceso independentista catalán. La sentencia la dio a conocer el Tribunal Supremo el 14 de octubre de 2019 por la que los acusados fueron condenados a penas de prisión de entre 9 y 13 años por un delito de sedición y no de rebelión, como pedía la fiscalía. Tras pasar tres años y medio en la cárcel fueron indultados el 22 de junio de 2021 por el Gobierno de coalición del PSOE y Unidas Podemos presidido por Pedro Sánchez, que desde junio de 2018 gobernaba en España tras haber ganado la moción de censura contra Mariano Rajoy.

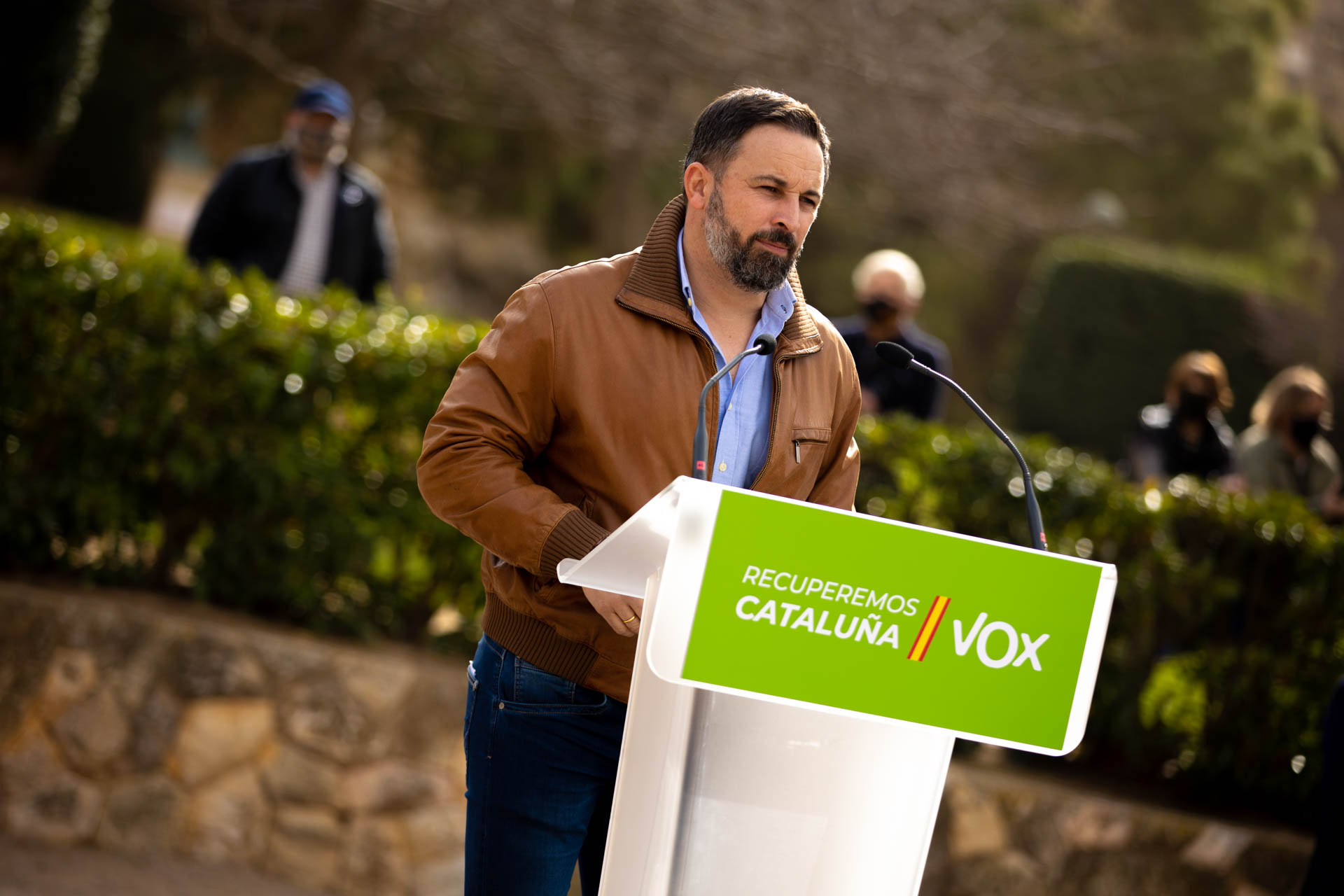
Santiago Abascal, líder de Vox en un mitin en Tarragona durante la campaña electoral de las elecciones catalanas de 2021 cuyo lema fue «Recuperemos Cataluña». Vox, un partido que defiende la abolición de los Estatutos de Autonomía, incluido el de Cataluña, consiguió 11 diputados, muy por encima de Ciudadanos (6) y del PP (3).

El 14 de febrero de 2021 se celebraron nuevas elecciones al Parlamento de Cataluña en las que los partidos independentistas reforzaron su mayoría absoluta (Esquerra Republicana de Catalunya, 33 escaños; Junts, 32; y la CUP, 9) y superaron el 50% de los votos, con una baja participación (del 53%) a causa de la Pandemia de COVID-19 en España. El partido más votado, sin embargo, fue el PSC con Salvador Illa al frente (obtuvo 33 escaños). Vox entró en el Parlament (11 diputados) y Ciudadanos se hundió (pasando de 36 diputados a 6). Tras el descalabro de Ciudadanos (perdió 30 diputados), Vox se convirtió en la fuerza hegemónica de la derecha españolista en Cataluña.
El 21 de mayo el candidato de Esquerra Republicana de Catalunya Pere Aragonés fue investido por el Parlamento como nuevo presidente de la Generalidad gracias a los votos de su partido y de las otras dos formaciones independentistas. Al mes siguiente, el 21 de junio, el Gobierno de Pedro Sánchez aprobaba el indulto a los condenados en el juicio del procés y todos ellos salieron de la cárcel. Unos días antes, el domingo 13 de junio, miles de personas, convocadas por la platadorma Unión 78 presidida por Rosa Díez, antigua líder del partido extinguido UPyD, se habían concentrado en la plaza de Colón de Madrid para protestar por la posible concesión de los indultos. Los líderes de Vox, PP y Ciudadanos asistieron pero por separado. El manifiesto fue leído por el escritor Andrés Trapiello en el que se calificaba al Gobierno de «inepto, parasitario y autoritario» y a la posible concesión de los indultos como un «grave atentado» contra la democracia.
El Govern de Aragonès sólo duró un año y cuatro meses (499 días) porque el 7 de octubre de 2022 Junts, tras consultar a la militancia, decidió abandonarlo, rompiéndose así la unidad del independentismo después de ocho años. Jordi Sànchez, exsecretario general de Junts y contrario a la decisión de su partido, declaró que con la salida de Junts del Govern «el procés se ha cerrado definitivamente». Ahora se abre «un nuevo ciclo» que lleva a una «situación desconocida», añadió.

#### Las razones del crecimiento del independentismo catalán
Algunos analistas han explicado el crecimiento del independentismo catalán relacionándolo directamente con el catalanismo, y más concretamente con la política «nacionalizadora» llevada a cabo desde 1980. Es el caso del historiador Jordi Canal quien señala como principal responsable a «la profunda nacionalización a la que ha sido sometida la sociedad catalana» durante el pujolismo y el resto de gobiernos que le siguieron. Así afirma que el apoyo que reciben los partidos independentistas de «cerca de la mitad de la población catalana» se ha producido «entre algunas cosas más, gracias a un extendido clientelismo, a los discursos machacones de políticos y opinantes, a una televisión de régimen (TV3), a una prensa, una radio y unas asociaciones fuertemente subvencionadas y, asimismo, a la intensidad de la normalización e inmersión lingüística, que no solamente ha tenido efectos sobre la lengua, sino en el campo de las ideas y de las estructuras mentales». Aunque reconoce que también han influido «las crisis que han confluido a principios del siglo XXI» y «los enfrentamientos en torno a la reforma del Estatut».

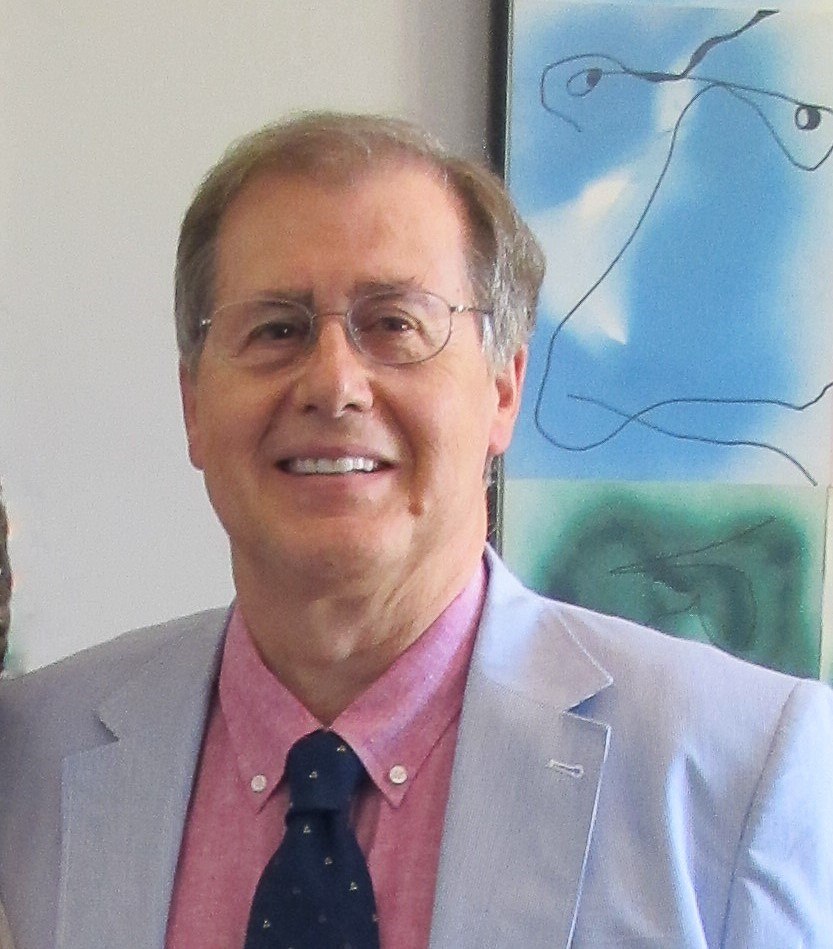
El historiador y politólogo Alberto Reig Tapia ha afirmado que la «deriva secesionista» sería «el resultado de un plan perfectamente trazado desde el inicio de la democracia postfranquista por el mismísimo Jordi Pujol, con el objetivo final de conseguir la secesión del Estado y constituir una república catalana independiente del Reino de España».

Más lejos va en su análisis el historiador y politólogo Alberto Reig Tapia cuando afirma que la «deriva secesionista» sería «el resultado de un plan perfectamente trazado desde el inicio de la democracia postfranquista por el mismísimo Jordi Pujol, con el objetivo final de conseguir la secesión del Estado y constituir una república catalana independiente del Reino de España». «Nada de lo que viene ocurriendo en Cataluña desde la instauración de las libertades democráticas se entendería si no se hubiera procedido desde las mismas instancias oficiales a una deliberada siembra de indiferencia, menosprecio y odio irracional hacia España y los españoles». Así, el crecimiento del independentismo se explicaría, según Reig Tapia, por «el adoctrinamiento educativo y político a través de la enseñanza y los medios de comunicación controlados o subvencionados por la “Generalitat”, la permanente propaganda, el victimismo y el bombardeo ideológico a los que se ha venido sometiendo a la población catalana desde que se pisó el acelerador de la carrera independentista». Según Reig Tapia, dirigiendo y planificando «hábilmente» la movilización independentista se encontraría una «facción importante» de la «oligarquía» catalana «que gobierna Cataluña desde tiempo inmemorial» pues sin su apoyo «el “procés” no habría podido tener lugar».
Por otro lado, del crecimiento del independentismo también serían responsables, según Reig Tapia, «los sucesivos gobiernos españoles» que, incurriendo «en una irresponsabilidad política de juzgado de guardia», se «limitaron a mirar al tendido cada vez que el toro del independentismo embestía con mayor determinación, manifestando así una ceguera política culposa de considerables dimensiones». Finalmente, Reig Tapia admite que «resulta difícil comprender cómo después de las tropelías de todo tipo cometidas por el “Govern” y del completo fracaso de la DUI más de dos millones de catalanes les hayan dado su asentimiento…» en las elecciones del 21-D de 2017. «Los electores no pueden llamarse a engaño y su voto ha sido consciente y aproximadamente un 50% de ellos optó por la propuesta rupturista, como si no hubiera pasado nada, en un alarde de enajenación colectiva».

### Protestas contra la amnistía (2023-2024)

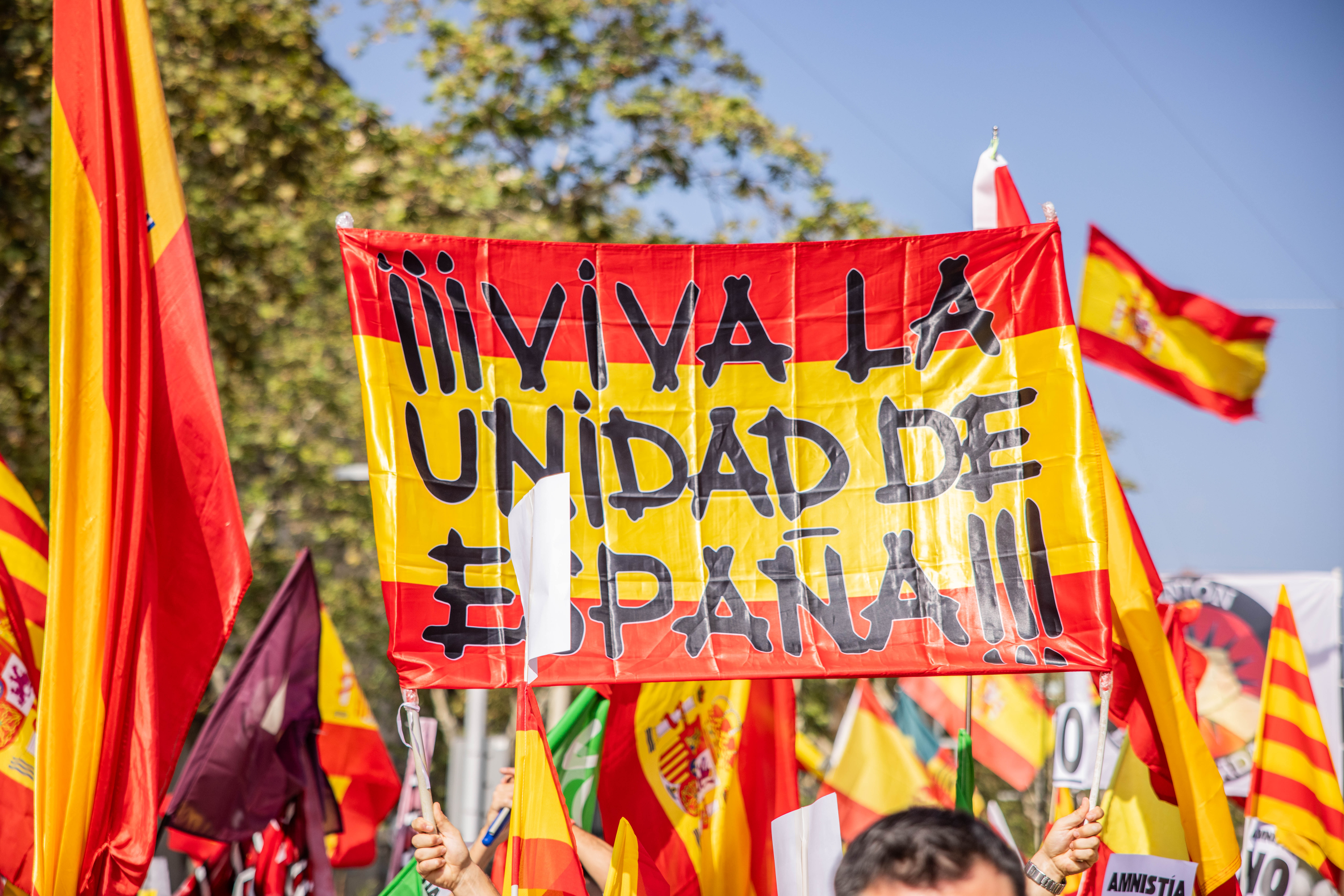
Pancarta exhibida en la manifestación contra la amnistía convocada por Sociedad Civil Catalana (Barcelona, 8 de octubre de 2023).

Desde algunos sectores se denunció que durante las protestas contra la amnistía a los implicados en el procés también se había difundido en ciertas ocasiones un discurso anticatalanista, especialmente por parte de Vox y de grupos de extrema derecha neofascistas (sobre todo en las concentraciones convocadas frente a la sede central del PSOE en la calle de Ferraz de Madrid). Ya con motivo de la primera gran manifestación convocada por el PP en la Plaza de Felipe II de Madrid el domingo 24 de septiembre de 2023 hubo algunas críticas. La vicepresidenta del Gobierno en funciones Yolanda Díaz dijo que «la propuesta de las derechas es incendiar Cataluña», mientras que el presidente de la Generalidad de Cataluña, Pere Aragonès, consideró que el mitin del Partido Popular fue «una manifestación de odio y venganza contra Cataluña».
Lo mismo ocurrió con la gran manifestación que tuvo lugar en Barcelona dos semanas después, el 8 de octubre, convocada por Sociedad Civil Catalana para poner fin a 45 años de «cesiones políticas» a los nacionalismos. En esta ocasión fue el líder del PSC, Salvador Illa, quien acusó a Alberto Núñez Feijóo y a Santiago Abascal, que habían asistido a la manifestación, de «generar miedo» mientras aseguraba que «España no se va a romper».